# Valdivia
Valdivia es una ciudad y comuna de la zona sur de Chile, capital de la Región de Los Ríos, ubicada aproximadamente a 848 kilómetros al sur de la ciudad de Santiago, la capital de Chile. Está emplazada en la confluencia de los ríos Calle-Calle, Valdivia, Caucau y Cruces, y se encuentra a tan solo 15 kilómetros de la bahía de Corral. Según datos actualizados por el Instituto Nacional de Estadísticas de Chile, la capital de la Región de Los Ríos tiene una población aproximada de 182.086 — habitantes.
Fue fundada en el año 1552 por el conquistador español Pedro de Valdivia, con su apellido «Valdivia» y designando como patrona a Santa María La Blanca (Virgen de las Nieves), constituyéndose rápidamente como una de las primeras ciudades que se fundaron en Chile. Durante la época colonial, se la consideraba como «la llave del mar del sur», al ser un enclave estratégico para el acceso directo al océano Pacífico. A raíz de todo eso, se construyó un conjunto de fortificaciones que la protegían de los ataques enemigos, o de los indígenas de la zona.
Durante la colonización alemana de Valdivia, la ciudad adquirió la arquitectura, gastronomía, tradiciones y cultura del país europeo, manteniéndose vigente hasta los días de hoy. Destacándose a Carlos Anwandter, quien jugó un papel crucial en el desarrollo de la ciudad en el siglo XIX.
Valdivia es una ciudad universitaria durante el año y se convierte además en ciudad turística especialmente en verano, en virtud de aquello se considera como uno de los destinos más reconocidos para vacacionar en el país; ha sido calificada como la «Perla del sur», la «Capital Cervecera de Chile»y la «Ciudad más linda de Chile». En 2025 fue declarada «Ciudad Humedal» por la Convención Internacional Ramsar, siendo la primera ciudad de América Latina en recibir esta investidura.
Gracias a sus espacios públicos, orden y limpieza —además de naturaleza, gastronomía y cultura— la ciudad se ha posicionado en el siglo XXI como una de las mejores ciudades para «vivir / visitar» y con mayor «calidad de vida» en Chile.

## Ubicación geográfica
Valdivia limita al norte con la comuna Mariquina, al noreste con la comuna de Máfil, al este con la comuna de Los Lagos, al sureste con la comuna de Paillaco, al sur con la comuna puerto de Corral y al oeste con el océano Pacífico. 
| Noroeste: Océano Pacífico | Norte: San José de la Mariquina | Nordeste: Mafil   |
| Oeste: Océano Pacífico    |                                 | Este: Los Lagos   |
| Suroeste: Océano Pacífico | Sur: Corral                     | Sureste: Paillaco |

## Historia

### Período precolombino
Parte del territorio hoy conocido como Valdivia, antes de la conquista de Chile estaba ocupado por un pueblo huilliche llamado Ainil, que era el alihuén más grande y concurrido del sur del territorio chileno actual. Desde entonces ya era un lugar estratégico por su cercanía con el puerto costero, su posición privilegiada para dominar los valles de los ríos actualmente denominados Calle-Calle y Cruces, y su buen acceso a los llanos, donde actualmente se ubican La Unión y Río Bueno. En aquellos tiempos el río Valdivia se denominaba Ainilebu.

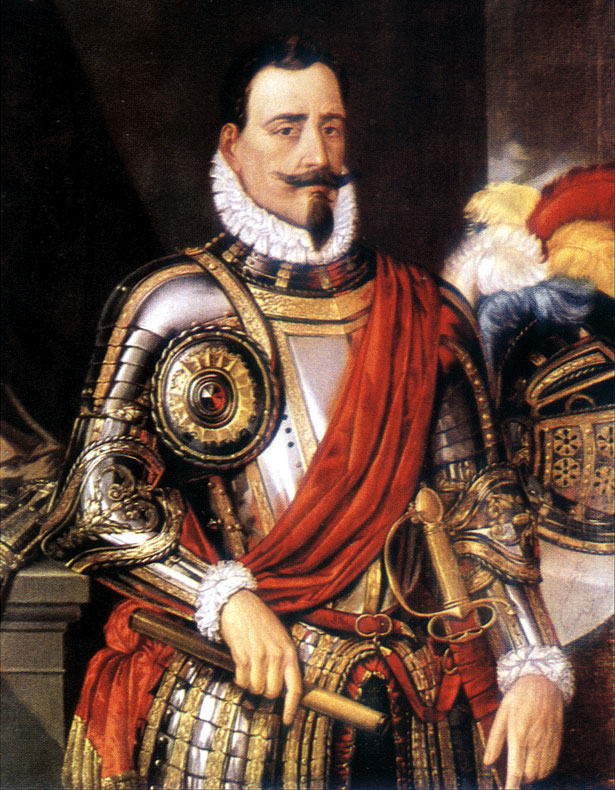
Pedro de Valdivia, primer gobernador de Chile, fundador de la ciudad, a quien se debe el nombre de esta.

### Período de conquista y fundación
El primer registro documentado que se tiene de la zona de Valdivia es el del almirante Juan Bautista Pastene, quien fue enviado por Pedro de Valdivia, el primer gobernador de Chile, a explorar las costas del país. Pastene divisó la bahía de Corral en 1544, y sin adentrarse en el actual río Valdivia —por entonces llamado por los indígenas Ainilebu— decidió rebautizar el lugar como «Valdivia», en honor a su superior.
Años más tarde, el 9 de febrero de 1552 Pedro de Valdivia fundó sobre Guadalafquen la ciudad bajo el nombre de «Valdivia» y designando como patrona a Santa María La Blanca (Virgen de las Nieves), por la belleza del paisaje y la feracidad del suelo, además de la importante capacidad portuaria de la zona.
El desarrollo alcanzado por la ciudad durante esos años fue tan importante que muchos cronistas de la época señalaron que se encontraba en el segundo lugar, detrás de Santiago; y fue la de mayor importancia política en el Cono Sur. Pocos años después de su fundación la ciudad fue azotada por el terremoto de Valdivia de 1575. Posteriormente, como consecuencia de la batalla de Curalaba, en la que triunfaron los mapuches aliados con los huilliche, la ciudad fue destruida en noviembre de 1599.

Después de la destrucción de la ciudad, una expedición neerlandesa, en principio al mando de Hendrick Brouwer, se alió con los indígenas huilliches del canal de Chacao en contra de los colonizadores españoles de Chiloé y luego se trasladaron juntos a la bahía de Corral en 1643, donde también se aliaron con los indígenas para combatir a los españoles. Sin embargo, los neerlandeses debieron retirarse, pues los huilliches dejaron de suministrarles alimentos al ver que los neerlandeses se fortificaban y preguntaban con insistencia la ubicación de las minas de oro. 

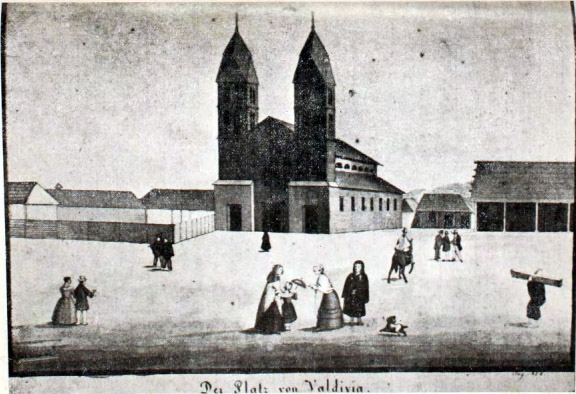
Plaza de Armas de Valdivia en 1755, junto a la antigua Catedral y el camino al muelle, actual Paseo Libertad.

Luego de la retirada neerlandesa, el repoblamiento español se inició en febrero de 1645 por Antonio Sebastián de Toledo Molina y Salazar, segundo marqués de Mancera. Primero se construyó el Castillo de Mancera y se repobló paulatinamente la zona, hasta que en 1647 se refundó en el sitio original; aunque los alrededores aún eran territorios controlados por el pueblo huilliche y el dominio definitivo de la zona solamente sería conseguido por las fuerzas españolas a fines del siglo XVIII.
La importancia del enclave de Valdivia radicaba en que, junto con el archipiélago de Chiloé, eran los enclaves más australes de la costa del Pacífico y por ello significaban un lugar estratégico de defensa para el Virreinato del Perú, razón por la que ambos enclaves propiciarían posteriormente, a mediados y fines del siglo XVIII, la creación del Camino Real como el primer camino terrestre que unió Valdivia y la zona de Chiloé.
Debido a su importancia, el Gobierno de Valdivia, conformado por la ciudad y sus alrededores, permaneció durante muchos años bajo la dependencia directa del Virreinato del Perú Para proteger este enclave, la bahía de Valdivia, llamada Corral, llegó a ser una de las más fortificadas del mundo y el aparato defensivo más importante de la América colonial, contando con un sistema de fuertes compuesto por un total de 17 fortificaciones, divididas en Castillos, Fuertes y Baterías, que resistieron ataques de piratas y corsarios holandeses e ingleses, quienes nunca lograron saquearla.

### Golpe de Todos los Santos, del 1 de marzo de 1811
Después del 18 de septiembre de 1810, los valdivianos adhirieron a la Primera Junta de Gobierno, y el 1 de marzo de 1811 eligieron como diputado para el primer Congreso Nacional al vicario Isidro de Pineda. Pero este fue impugnado, ya que no podían ser elegidos curas, y no se autorizó una nueva elección, asumiendo como suplente José María de Rozas, lo que no cayó bien en la ciudad.
El 1 de noviembre de 1811, día de Todos los Santos, ocurrió el llamado Golpe de Todos los Santos, en que se arrestó del Gobernador, el coronel irlandés Alberto Alejandro Eager.
Tras el Golpe, el entusiasmo patriótico fue declinando, más aún cuando la Junta de Santiago decidió suprimir la guarnición militar de Valdivia, y trasladar sus destacamentos a la zona central, privando a la ciudad de una importante fuente de ingresos.

### Contrarrevolución Realista, del 16 de marzo de 1812
El capitán realista Julián Pinuer junto al vecino Lucas Molina resolvieron ocupar los cuarteles de la ciudad, apoyados por los subtenientes Antonio Adriasola y Juan de Dios González, más el ministro Juan Gallardo Navarro. El 16 de marzo de 1812 tomaron la guarnición valdiviana, formaron una Junta de Guerra, y en la plaza de la ciudad izaron las banderas realistas junto a la tropa. Gran parte del pueblo acudió al evento, y ante su presencia el batallón renovó el juramento a las banderas realistas. Los patriotas valdivianos fueron desterrados a Juan Fernández, y otros encarcelados en los fuertes.
A partir de ese momento, Valdivia, junto a Chiloé, pasó a ser un baluarte realista contra los independentistas. En 1813 llegó a Valdivia el brigadier Antonio Pareja para recuperar a Chile para el rey, recibiendo ayuda de oficiales valdivianos como Berganza, Molina, Justiz y Vergara. A partir de aquí, la Guerra de la Independencia se convirtió en una guerra civil, pues en ambos bandos había chilenos realistas y chilenos patriotas. Las tropas realistas en un 90% estaban formadas por soldados valdivianos y chilotes, y los restantes por españoles peninsulares.
Recién el 3 de febrero de 1820, Valdivia, junto a su sistema de fortificaciones, fue capturado por los patriotas, liderados por el almirante Thomas Cochrane, en las operaciones conocidas como toma de Valdivia, que le dieron renombre a este marino y al mayor Jorge Beauchef.

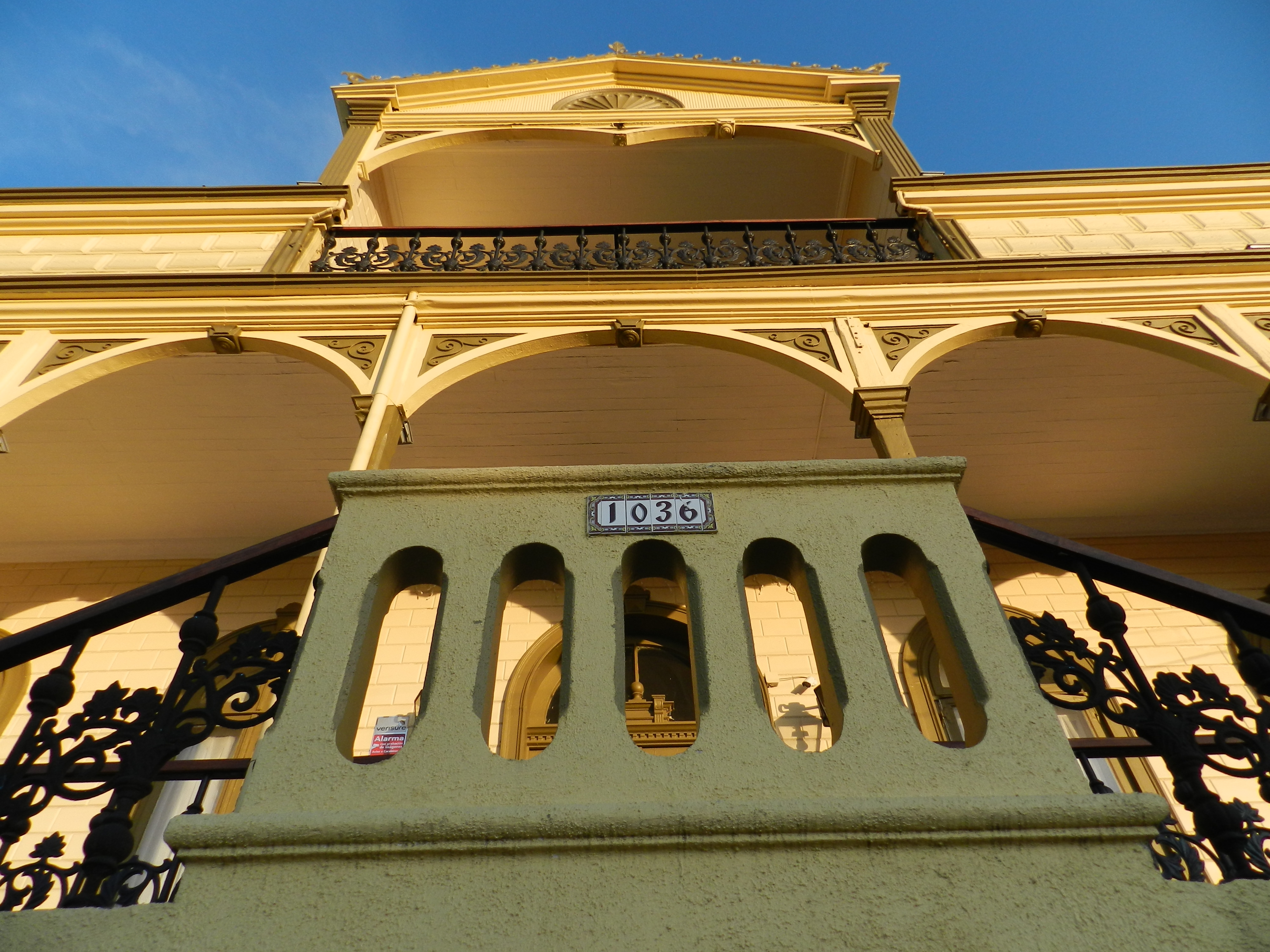
La calle General Lagos, actual Barrio Patrimonial, aún conserva la arquitectura de la colonización alemana de Valdivia.

### Colonización Alemana en Valdivia
Luego de la Independencia de Chile, con la creencia de que el aumento de la presencia europea tendría una influencia positiva en la economía y cultura chilenas, el gobierno chileno instaló una oficina en Alemania dedicada a atraer inmigrantes; proceso conocido como colonización alemana en Chile. En 1850 llegaron los primeros colonos, además de aquellos ya instalados esperando recibirlos, como Guillermo Frick.

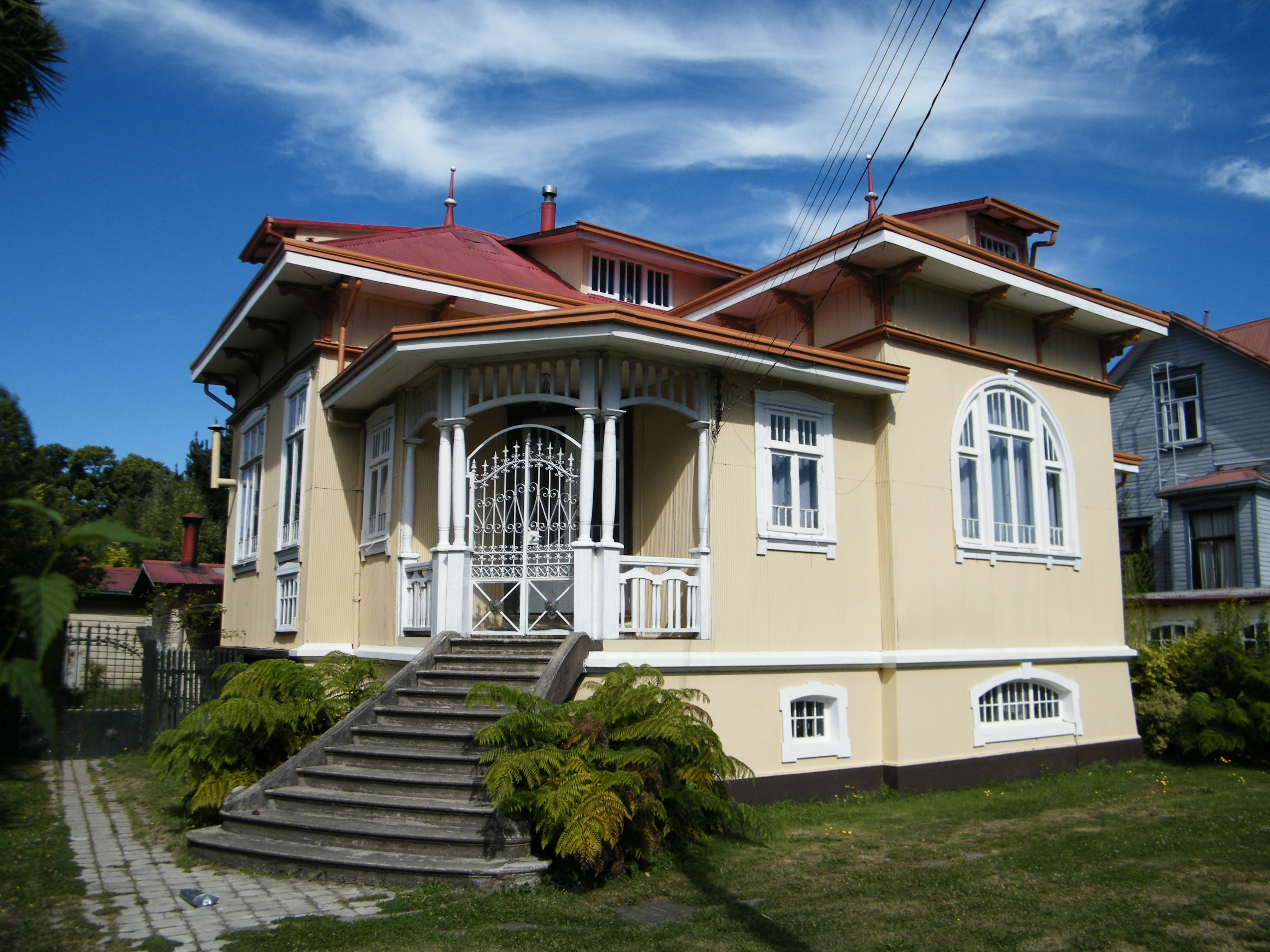
La calle General Lagos, actual Barrio Patrimonial, aún conserva la arquitectura de la colonización alemana de Valdivia.

Los inmigrantes alemanes aportaron la tecnología necesaria para el desarrollo de la industria local, además de algo de su cultura y tradiciones. Los grandes bosques de pluviselva que rodeaban a la ciudad impedían la agricultura, por lo que los colonos alemanes quemaron cientos de miles de hectáreas de bosque nativo, en incendios que duraron meses, con el objetivo de conseguir tierras cultivables (esto hace referencia a otras comunas de la región de los ríos, ya que la comuna de Valdivia posee muy pocos terrenos aptos para la ganadería y agricultura). La colonia alemana contribuyó en transformar la ciudad de Valdivia en un lugar próspero y lleno de actividad comercial y cultural, aunque con una profunda desigualdad socioeconómica.
Es así como la ciudad creció convirtiéndose en una importante vía de comunicación marítima (luego de Corral, puerto principal de la zona) ya que se ubica en uno de los pocos ríos navegables de Chile y en la desembocadura de este existe una bahía apta para la construcción de obras portuarias.

### SigloXX
La primera gran catástrofe del siglo XX sobre la ciudad, fue el incendio general de 1909, que destruyó la totalidad de las manzanas céntricas, lo que implicó una reconstrucción total de la ciudad. El casco histórico fue rebajado y desaparecieron muchos elementos clásicos de la misma, como los pequeños callejones dentro de las manzanas.

Durante el siglo XX la ciudad se transformó en una de las más importantes y prósperas del sur de Chile. Se construyeron decenas de edificios modernos, teatros y lugares como el edificio de la Intendencia, además de la pavimentación de muchas calles y un trazado completamente nuevo de toda la ciudad, que en la actualidad aún conserva.

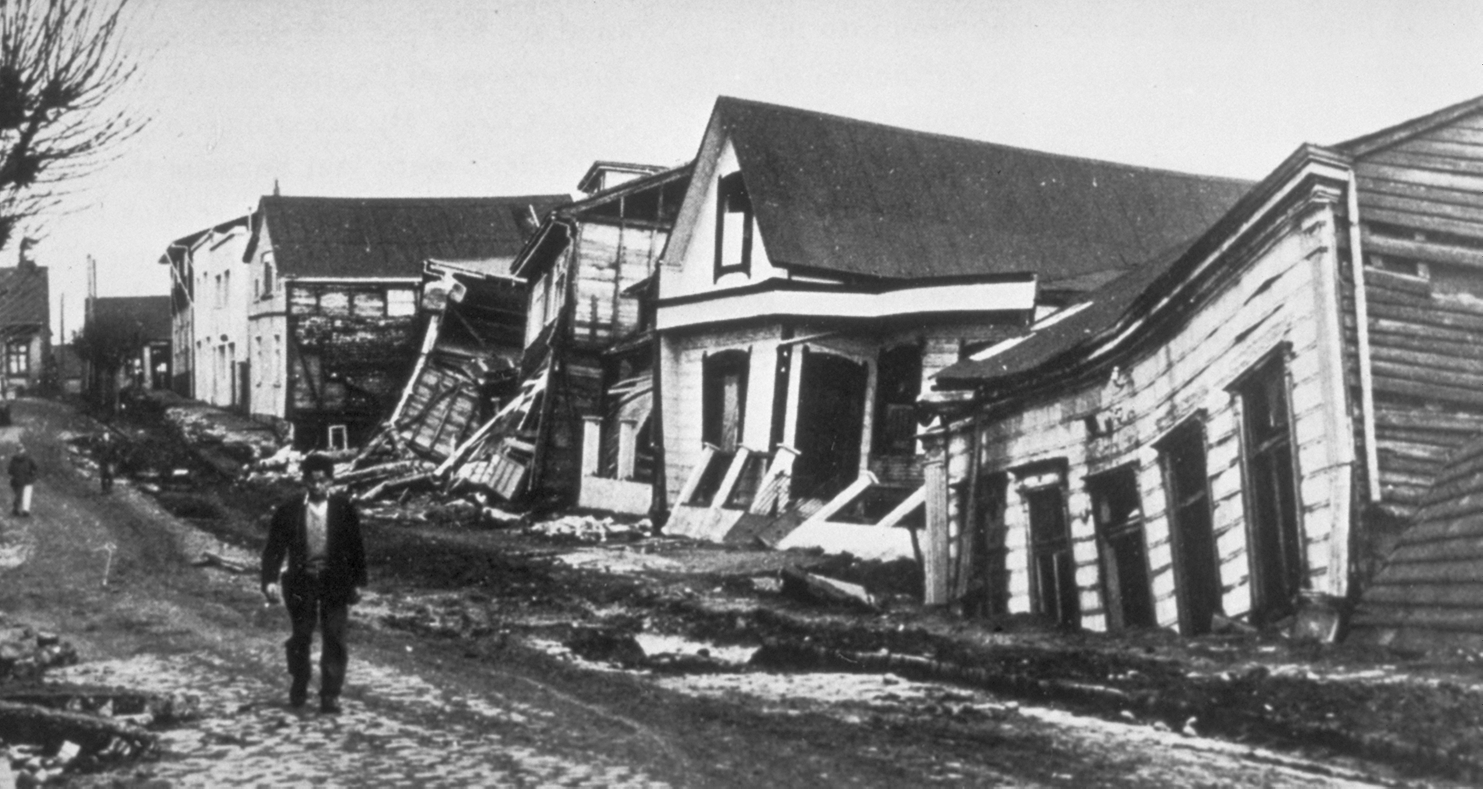
Casas de madera robusta en Valdivia luego del terremoto de 1960.

#### Terremoto de Valdivia
Posteriormente, el 22 de mayo de 1960, a las 15:00 horas, la ciudad —y todo el sur de Chile— fue sacudida por el terremoto más intenso del que se tenga registro moderno en el mundo, con una magnitud de 9,5 MW en la escala sismológica de magnitud de momento. Esta catástrofe —conocida como el terremoto de Valdivia— tuvo efectos negativos en una extensión relevante de Chile, y la formación de tsunamis que afectaron hasta Hawái y Japón. El terremoto destruyó gran parte de la ciudad, principalmente dañando los edificios de concreto construidos en las décadas anteriores, afectando menos a las más abundantes construcciones de madera y de poca altura. El maremoto que siguió al terremoto derrumbó a varias de las fortalezas de origen español en la costa valdiviana. El terremoto cambió la fisonomía de la ciudad y sus alrededores, dejando inutilizada partes de la misma para construcciones debido al hundimiento del terreno, dando origen a numerosos humedales en zonas urbanas. Se estima que hubo aproximadamente 1655 víctimas fatales.
El Riñihuazo y la inminente destrucción de la ciudad.
El Riñihuazo fue un fenómeno que ocurrió debido a las múltiples réplicas del megaterremoto de Valdivia, que provocaron el derrumbe de diversos cerros  que bloquearon en tres tapones el desagüe del Río San Pedro y el afluente del Río Calle-Calle, aumentando el volumen del Lago Riñihue. El Riñihue es el último de los Siete Lagos, una serie de lagos interconectados, y desagua por el río San Pedro que recorre diversas localidades hasta llegar a Valdivia, antes de desembocar en el Pacífico. Al bloquearse el río San Pedro, el nivel de las aguas comenzó a crecer rápidamente, formando un lago de terremoto. Cuando el lago rebalsare, al superar el tercer y último tapón de 24 m de altura, tendría más de 4.800 millones de metros cúbicos que bajarían por el río San Pedro con un caudal de más de 3000 m³/s (durante sus crecidas, el San Pedro no superaba los 400 m³/s), destruyendo todos los pueblos en su ribera en forma de aluvión en menos de 5 horas. Dicho caudal podría haber aumentado a cifras incalculables en caso de que el tapón formado hubiese colapsado, destruyendo todas las localidades ribereñas e inundando y arrasando a Valdivia por completo. Para evitar la destrucción definitiva de Valdivia y Corral, diversos batallones del Ejército de Chile y cientos de obreros y constructores de Endesa Chile, CORFO y el Ministerio de Obras Públicas participaron en la tarea de controlar el vaciado del lago de tal forma que su cauce no arrasara con lo que quedaba en pie de aquellas localidades azotadas por el terremoto.
Dos meses de invierno consumieron la titánica tarea. Las lluvias, al principio débiles, se dejaron caer inclementes, convirtiendo en lodazales los terrenos donde trabajaban las maquinarias, sin embargo, costaba demasiado tiempo mantener el cauce limpio, por lo que se decidió trabajar manualmente al pico y la pala en la que cientos de voluntarios acudieron a trabajar, por lo que después de varias semanas se completó un nuevo cauce para el San Pedro y dejando listos los preparativos para la voladura del "tapón" principal del cauce.

Finalmente el día 24 de julio de 1960 se produce la liberación del tapón, cuidadosamente calculada, y tras agotadoras jornadas de trabajo, el lago comenzó lentamente a vaciarse desvaneciendo el potencial peligro a los 100.000 habitantes que vivían en la zona afectada de Valdivia. Los trabajos fueron liderados por el ingeniero Raúl Sáez y acabaron solamente dos meses después del inicio de las maniobras, pero el nivel de las aguas, si bien provocó una inundación, nunca llegó a poner en peligro a la población urbana ni a sus ya maltrechas propiedades. 
"Cuando la pavorosa pesadilla del terremoto haya pasado, se escribirá la epopeya del Riñihue: lo que hizo el hombre, ayudado por la máquina y por la técnica, para impedir la destrucción de una zona de cien mil habitantes, por la acción de las aguas de un lago, que quedaron aprisionadas y que quisieron recuperar su libertad con furia y fuerza homicida y devastadora". — Luis Hernández Parker, periodista chileno.
Reconstrucción post- terremoto y maremoto.
Algunas de las construcciones que quedaron en pie sirvieron de fortaleza para los habitantes de la zona para volver a reconstruir la ciudad, formándose nuevos barrios, asentamientos y construcciones de grandes avenidas con amplias calles. En la ciudad misma se permitió la construcción de edificios de no tanta altura, debido al cambio de la densidad de los suelos y al nacimiento de nuevos brazos de ríos subterráneos que abarcan y cruzan la totalidad de la ciudad de Valdivia.

La Región de Los Ríos está compuesta por la provincia de Valdivia (en rojo) y la provincia del Ranco (las restantes).

#### Regionalización
La regionalización realizada en 1974 por la Comisión Nacional de Reforma Administrativa dividió el país en trece regiones, fusionando las provincias de Valdivia, Osorno, Llanquihue y Chiloé —que incorporaba la actual provincia de Palena— creando la Región de Los Lagos.
Durante los años 1990, la presión por constituir una nueva región aumentó y durante la campaña de la elección presidencial de 1999-2000, Ricardo Lagos prometió la creación de la nueva región, en conjunto con la Región de Arica-Parinacota.
En 2004 fue modificado el artículo de la Constitución de 1980 que indica un número fijo de regiones, primer paso para la creación de nuevas regiones. Posteriormente, el 19 de octubre de 2005 fue firmado el proyecto de ley que pretendía crear la XIV Región de Los Ríos, por el presidente Ricardo Lagos, el cual fue ingresado al Congreso Nacional el 13 de diciembre del mismo año.
Dicho proyecto fue aprobado por la Cámara de Diputados, en último trámite, el 19 de diciembre de 2006 y fue promulgado el 16 de marzo de 2007 por la presidenta Michelle Bachelet, en Valdivia, convirtiéndose en la Ley 20174, la que fue publicada en el Diario Oficial el 5 de abril del mismo año. La nueva «Región de Los Ríos» se hizo efectiva 180 días después de dicha publicación, esto es, el 2 de octubre de 2007.
La Región de Los Ríos quedó compuesta por la provincia de Valdivia, integrada por las comunas de Panguipulli, Lanco, Máfil, San José de la Mariquina, Paillaco, Los Lagos, Valdivia y Corral —y la nueva provincia de Ranco, que reúne las comunas de Futrono, Lago Ranco, Río Bueno y La Unión; con Valdivia como capital regional.

### La ciudad ysigloXXI
Actualmente existen construcciones modernas que se combinan con casas patrimoniales propias de la colonización alemana de valdivia. Igualmente la ciudad se divide en numerosas zonas residenciales, universitarias, de comercio, patrimoniales, culturales e industriales que se mezclan con abundante naturaleza existente en la zona. En ese sentido la ciudad en años consecutivos ha sido catalogada como la «mejor ciudad de Chile para vivir y visitar» según indicadores como espacios públicos, áreas verdes, limpieza, orden, seguridad, entre otros.
En 2007, se convierte en capital regional con la creación de la Región de Los Ríos.
En 2016, la ciudad fue nombrada Capital Americana de la Cultura por virtud del impulso que ha dado a las actividades culturales, siendo la primera ciudad del sur — austral en poder recibir dicha distinción.

En 2025, Valdivia fue catalogada en Suiza como la "Primera Ciudad Humedal en Chile y de América Latina", una designación otorgada por el Comité Permanente de la Convención Ramsar. Con esta acreditación, la capital de la Región de Los Ríos se une a un exclusivo grupo de 43 ciudades en el mundo que han demostrado un firme compromiso con la conservación y uso racional de sus humedales urbanos y periurbanos.

## Geografía

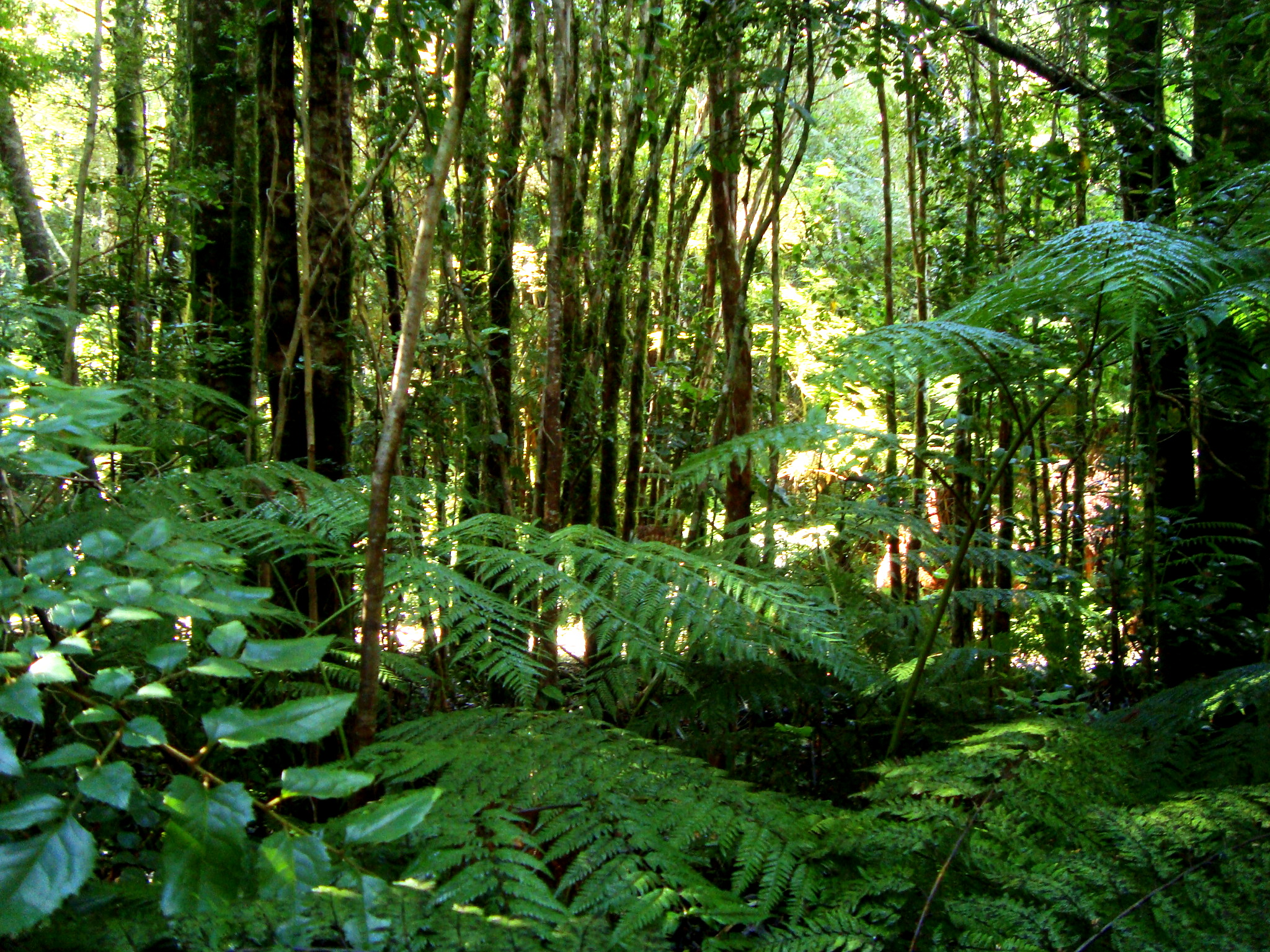
Ecorregión bosque valdiviano es conocida también con el nombre de «selva valdiviana»

La urbe se enmarca dentro de un entorno de llanos de sedimentación fluvial, rodeado de bosques higrófitos de ulmo y tineo, además de policultivos y frutales. Estos llanos se ubican en medio de la cordillera de la costa gracias a la irrupción de los ríos que en ella convergen.
El bosque valdiviano es una ecorregión del sur de Chile y reductos fronterizos al sudoeste de Argentina caracterizada por sus bosques siempre verdes de múltiples estratos y un clima costero templado-lluvioso u oceánico.

Río Calle Calle y Av. Nueva Costanera desde el Barrio Cívico Estación.

El territorio urbano de la ciudad se ubica mayormente en el valle de los ríos Calle Calle, Valdivia, Cruces y Cau Cau, por lo que presenta un relieve mayormente plano o con pendientes poco pronunciadas, sin colinas o cerros que interrumpan el núcleo urbano. Son los ríos los que le dan a la ciudad de Valdivia su estructura ondulante característica, pues el tejido urbano se ciñe mayormente a las curvas y meandros de los ríos, principalmente el Calle Calle - Valdivia, la "columna vertebral" de la ciudad. Desde Collico por el extremo Este hasta Miraflores en el extremo Oeste, el tejido urbano sigue rigurosamente el valle del río. Así como los ríos son la columna vertebral de la ciudad, también son el único accidente geográfico que interrumpe y delimita a la misma.

### Este

El expansivo crecimiento urbanístico de la ciudad se mezcla con los numerosos humedales presentes, el desarrollo nuevas autopistas y nuevos barrios residenciales.

Además del río Calle-Calle y río Valdivia, la ciudad se encuentra organizada alrededor de tres grandes ejes de avenidas estructurantes: el primero está formado por Av. Ramón Picarte, Av. Alemania y Av. Los Robles, el segundo está formado por las Av. Pedro Montt y Av. Pedro Aguirre Cerda, mientras que el tercero está formado por Av. Aníbal Pinto, Av. Francia y Holzapfel.
En cuanto a los sectores que forman la ciudad, se pueden identificar claramente los sectores Este y Oeste, formando el límite entre ambos el eje Picarte. En general, el sector Este es un sector mixto mayormente industrial y obrero, con amplios sectores populares de nivel socioeconómico mayoritariamente pertenecientes a los estratos C3 y C4. En dicho sector Este de la ciudad se encuentran los distritos poblacionales de Collico, Corvi —Inés de Suárez, Libertad—Independencia.

Sector Centro, Costanera, Río Valdivia e Isla Teja.

Entre el sector Este y el sector Oeste encontramos un gran triángulo popular comercial y de servicios, comprendido entre los ejes de Av. Picarte y Av. Pedro Montt. En este gran triángulo, que se va abriendo hacia el valle del río Angachilla, el que se encuentra en el límite sur de la ciudad, encontramos los distritos poblacionales de Perú, Regimiento, Rubén Darío, Autoconstrucción, Seguro Social (Calle Bueras) Teniente Merino (calle Schneider) y Cau Cau - Nagasaki (Av. Francia)— además de los populosos San Pedro, Pablo Neruda, Yáñez Zavala, Los Ediles y Los Fundadores. Estos distritos poblacionales pertenecen en general a los sectores C3 y C4, además de los sectores más acomodados de Villa del Rey y San Luis, los que corresponden en general a los estratos AB-C1 y C2, respectivamente. 

### Oeste
En el sector Oeste de la ciudad, hacia el valle del río Valdivia y próximo a la confluencia con el río Cruces encontramos la zona céntrica y su continuación natural hacia Isla Teja. En esta zona céntrica encontramos la casi totalidad de los servicios públicos, centros comerciales del retail y gastronómica establecida en Valdivia, además de las instituciones educacionales de nivel terciario. Los mayores circuitos comerciales se encuentran alrededor de la Plaza de la República, Arauco, Picarte, Los Robles.

Avenida Ramón Picarte en dirección hacia el sector céntrico de la ciudad.

La zona céntrica-Isla Teja se encuentra paradojalmente lejos del centro geográfico, sino que muy al oeste, en la orilla del río Valdivia. Este sector céntrico, encuadrado entre las calles Cochrane y Costanera sigue el recorrido del eje Picarte-Alemania-Los Robles y sus paralelas Arauco y Chacabuco, desde el cruce de la Av. Pedro Montt hacia el oeste, hasta la Av. Los Lingues.
Isla Teja y la zona residencial céntrica de Av. Costanera en su totalidad, Carlos Anwandter y sus paralelas concentran el mayor crecimiento inmobiliario de modernos edificios-departamentos de gran altura, complementado a barrios residenciales de buen nivel AB-C1 con amplias áreas verdes, cercanos a plazas y parques, gran cantidad se servicios de hotelería y restaurantes de buen nivel. De igual manera, siguiendo el camino a la costa se han formado nuevos barrios acomodados en sectores como Torobayo, Estancilla y Ribera del Cruces.
También en la zona Oeste encontramos los sectores residenciales como el sector Regional, El Bosque y Villa Europa, barrios tradicionales donde se han concentrado por décadas los grupos familiares pertenecientes a los estratos AB-C1.
Entre las Avenidas Aníbal Pinto y General Lagos encontramos un gran sector de zonas bajas inundables, las que se encuentran al mismo nivel del cauce del río Valdivia. Debido a estas dos características, se les ha llamado simplemente "Barrios Bajos", pero es importante señalar que esta denominación no tiene una connotación despectiva, sino simplemente geográfica. En estos Barrios Bajos se encuentra en general grupos familiares pertenecientes a los estratos C3 y C4, con la excepción del contorno de la Av. General Lagos desde su nacimiento en el Torreón de los Canelos hasta Av. Santiago Bueras, donde predomina el estrato AB-C1.

### Hidrografía

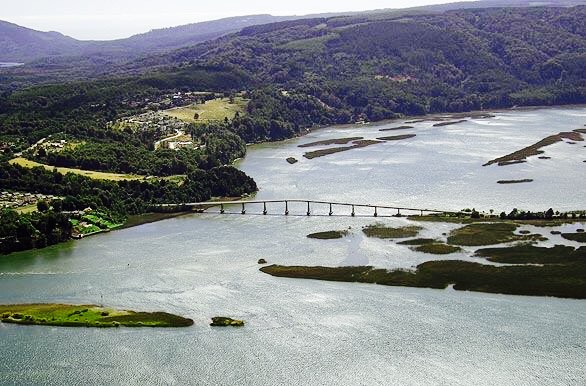
Puente Cruces que conecta la costa con la ciudad, sobre la confluencia de Río Cruces y Río Valdivia conteniendo numerosos humedales y biodiversidad.

Las hoyas hidrográficas más importantes de la ciudad son el río Valdivia; que está formado por la confluencia del Calle Calle y del Cruces. El río Calle Calle a su vez está formado por la unión del San Pedro, que desagua los lagos Pirihueico, Panguipulli, Calafquén, Riñihue y Neltume.

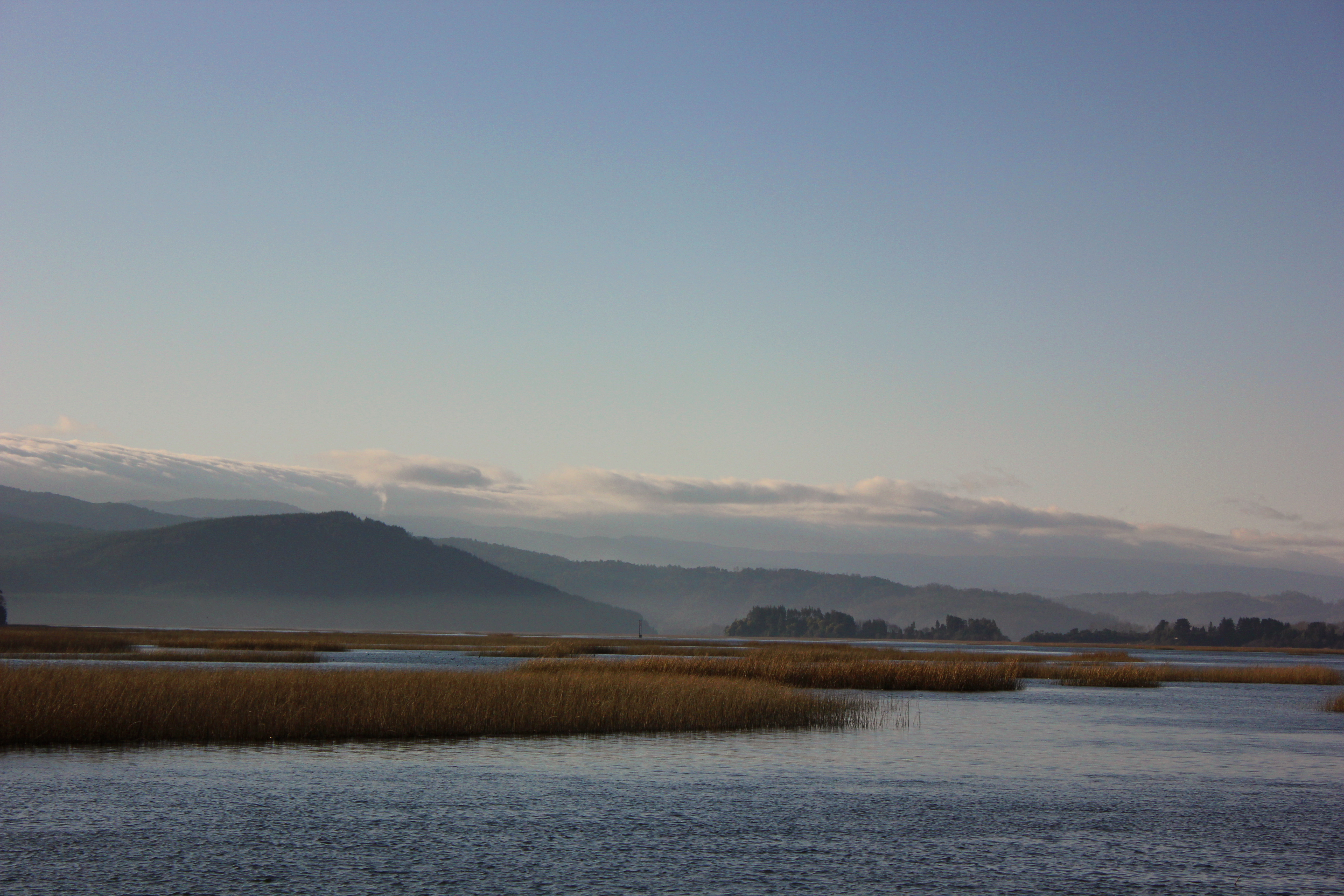
El río Cruces es la puerta de entrada al Santuario de la naturaleza Chorocomayo.

Cisnes de cuello negro en el Santuario de la Naturaleza Carlos Anwandter.

La ciudad posee también una gran cantidad de humedales tanto ribereños como interiores. Muchos de ellos se han ido rellenando, para luego edificar encima. Cabe destacar que, durante la colonia, la zona céntrica de Valdivia era una suerte de Venecia por los muchos canales que la penetraban. Entre las zonas rellenadas está toda la cuenca del estero Catrico y la alameda del Campus Isla Teja de la Universidad Austral de Chile.
| Humedal                  | Descripción |
| ------------------------ | --- |
| Río Calle Calle          | La ribera norte del río Calle-Calle, desde el sector Lourdes hasta el puente Calle-Calle en las Ánimas.                                                                                |
| Río Cau Cau              | Ambas riberas del río Cau-Cau, en toda su extensión. |
| Río Cruces y Chorocomayo | Ambas riberas del río Cruces, desde la entrada sur al Santuario de la Naturaleza, hasta el puente Cruces.                                                                              |
| Río Valdivia             | Ambas riberas del río Valdivia, desde el islote Haverbeck y el extremo sur de la Isla Teja, hasta la desembocadura del estero Estancilla y parte de la Isla Guacamayo.                 |
| Santa Rita               | El interior de la Isla Teja, en sentido perpendicular al río Valdivia, entre calle Los Pelúes y Los Robles.                                                                            |
| Miraflores               | Restos de un supuesto brazo del río Calle-Calle, al oeste de la ciudad, desde calle Bueras hasta el puente del Camino a Torobayo, incluyendo la quebrada de Huachocopihue-Pedro Montt. |
| Catrico                  | La red formada por resto del estero Catrico, distribuida en la central de la ciudad, desde Villa del Rey hasta más al sur de la población Valdivia en construcción.                    |
| Angachilla               | Restos del estero Angachilla, desde población Libertad hasta el límite sur- este de la zona urbana.                                                                                    |
| Estancilla               | Ribera sur del estero Estancilla, al oeste de la zona urbana, incluyendo algunas intrusiones hacia el río Valdivia.                                                                    |

### Clima

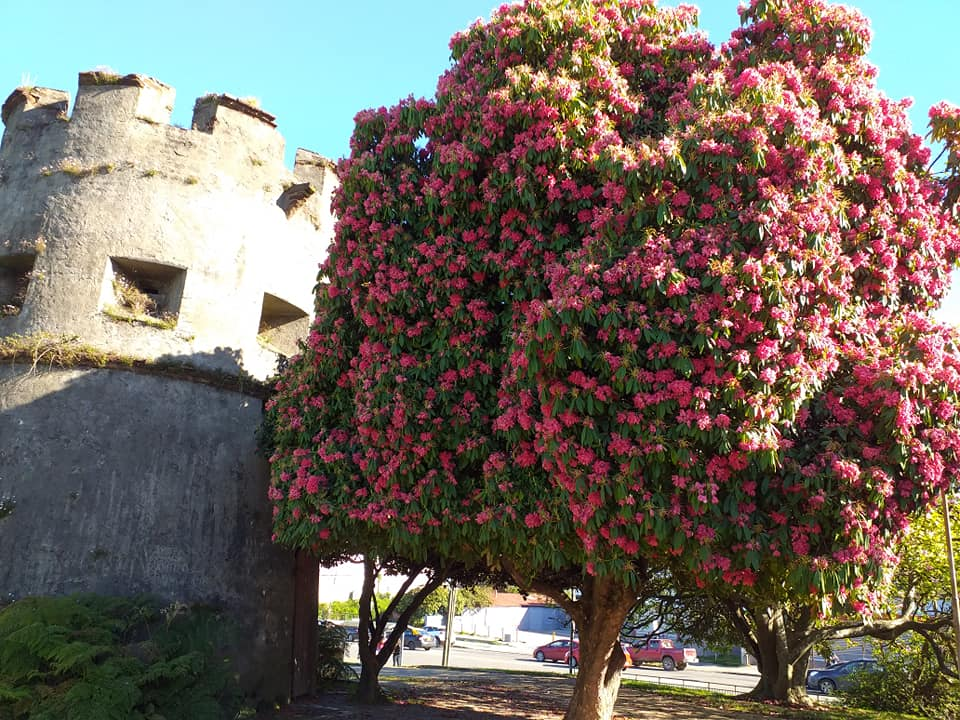
Los meses de Primavera presentan un gran atractivo por la gran cantidad de especies arbóreas en flor en distintos puntos de la ciudad.

El clima de la región es oceánico con influencia mediterránea, lo que faculta a la existencia de flora exuberante, como es el caso de la ecorregión bosque valdiviano. Las temperaturas sobrepasan los 24 °C de máxima en los meses de verano (diciembre, enero y febrero), existiendo varios registros por sobre los 35 °C, mientras que en la época invernal las máximas son cercanas a los 11 °C. Valdivia estadísticamente es la ciudad más lluviosa de Chile.
Las precipitaciones son muy abundantes, alcanzando anualmente un monto de 1722 mm, repartidos durante todo el año, pero con mayor caída de lluvia entre los meses de mayo, junio y julio.
| Parámetros climáticos promedio de Valdivia, Chile (Aeropuerto Pichoy) 1991–2020, extremos 1966–presente | Parámetros climáticos promedio de Valdivia, Chile (Aeropuerto Pichoy) 1991–2020, extremos 1966–presente | Parámetros climáticos promedio de Valdivia, Chile (Aeropuerto Pichoy) 1991–2020, extremos 1966–presente | Parámetros climáticos promedio de Valdivia, Chile (Aeropuerto Pichoy) 1991–2020, extremos 1966–presente | Parámetros climáticos promedio de Valdivia, Chile (Aeropuerto Pichoy) 1991–2020, extremos 1966–presente | Parámetros climáticos promedio de Valdivia, Chile (Aeropuerto Pichoy) 1991–2020, extremos 1966–presente | Parámetros climáticos promedio de Valdivia, Chile (Aeropuerto Pichoy) 1991–2020, extremos 1966–presente | Parámetros climáticos promedio de Valdivia, Chile (Aeropuerto Pichoy) 1991–2020, extremos 1966–presente | Parámetros climáticos promedio de Valdivia, Chile (Aeropuerto Pichoy) 1991–2020, extremos 1966–presente | Parámetros climáticos promedio de Valdivia, Chile (Aeropuerto Pichoy) 1991–2020, extremos 1966–presente | Parámetros climáticos promedio de Valdivia, Chile (Aeropuerto Pichoy) 1991–2020, extremos 1966–presente | Parámetros climáticos promedio de Valdivia, Chile (Aeropuerto Pichoy) 1991–2020, extremos 1966–presente | Parámetros climáticos promedio de Valdivia, Chile (Aeropuerto Pichoy) 1991–2020, extremos 1966–presente | Parámetros climáticos promedio de Valdivia, Chile (Aeropuerto Pichoy) 1991–2020, extremos 1966–presente |
| Mes | Ene. | Feb. | Mar. | Abr. | May. | Jun. | Jul. | Ago. | Sep. | Oct. | Nov. | Dic. | Anual                                                                                                   |
| --- | --- | --- | --- | --- | --- | --- | --- | --- | --- | --- | --- | --- | --- |
| Temp. máx. abs. (°C)                                                                                    | 35.2 | 38.5 | 32.0 | 27.5 | 21.2 | 18.2 | 19.2 | 20.0 | 25.9 | 29.2 | 31.2 | 33.2 | 38.5 |
| Temp. máx. media (°C)                                                                                   | 24.0 | 24.1 | 21.5 | 17.0 | 13.5 | 11.0 | 10.8 | 12.4 | 14.8 | 16.9 | 19.2 | 21.8 | 17.3 |
| Temp. media (°C)                                                                                        | 16.4 | 16.3 | 14.5 | 11.7 | 9.8 | 8.0 | 7.4 | 8.3 | 9.4 | 11.1 | 13.0 | 15.0 | 11.7 |
| Temp. mín. media (°C)                                                                                   | 8.8 | 8.5 | 7.5 | 6.3 | 6.0 | 5.0 | 4.0 | 4.2 | 4.1 | 5.3 | 6.8 | 8.2 | 6.2 |
| Temp. mín. abs. (°C)                                                                                    | -0.7 | -0.2 | -1.9 | -3.8 | -6.0 | -6.8 | -7.2 | -5.2 | -5.0 | -3.0 | -1.4 | 0.0 | -7.2 |
| Precipitación total (mm)                                                                                | 40.5 | 39.1 | 68.0 | 145.0                                                                                                   | 241.5                                                                                                   | 389.3                                                                                                   | 265.0                                                                                                   | 241.8                                                                                                   | 123.4                                                                                                   | 107.3                                                                                                   | 84.7 | 66.8 | 1722.4                                                                                                  |
| Días de precipitaciones (≥ 1.0 mm)                                                                      | 4.7 | 4.7 | 7.1 | 10.5 | 14.7 | 18.8 | 17.0 | 16.8 | 12.0 | 11.9 | 8.7 | 7.1 | 134.1                                                                                                   |
| Horas de sol                                                                                            | 295.8                                                                                                   | 259.7                                                                                                   | 211.2                                                                                                   | 127.9                                                                                                   | 71.6 | 46.8 | 70.6 | 100.3                                                                                                   | 151.0                                                                                                   | 194.6                                                                                                   | 219.3                                                                                                   | 262.7                                                                                                   | 2011.5                                                                                                  |
| Humedad relativa (%)                                                                                    | 63 | 64 | 72 | 80 | 87 | 89 | 87 | 83 | 76 | 72 | 68 | 65 | 75.5 |
| Fuente n.º 1: Dirección Meteorológica de Chile (humedad 1970–2000)                                      | | | | | | | | | | | | | |
| Fuente n.º 2: NOAA (días con precipitación 1991–2020)                                                   | | | | | | | | | | | | | |

| Parámetros climáticos promedio de Valdivia, Chile (Niebla) | Parámetros climáticos promedio de Valdivia, Chile (Niebla) | Parámetros climáticos promedio de Valdivia, Chile (Niebla) | Parámetros climáticos promedio de Valdivia, Chile (Niebla) | Parámetros climáticos promedio de Valdivia, Chile (Niebla) | Parámetros climáticos promedio de Valdivia, Chile (Niebla) | Parámetros climáticos promedio de Valdivia, Chile (Niebla) | Parámetros climáticos promedio de Valdivia, Chile (Niebla) | Parámetros climáticos promedio de Valdivia, Chile (Niebla) | Parámetros climáticos promedio de Valdivia, Chile (Niebla) | Parámetros climáticos promedio de Valdivia, Chile (Niebla) | Parámetros climáticos promedio de Valdivia, Chile (Niebla) | Parámetros climáticos promedio de Valdivia, Chile (Niebla) | Parámetros climáticos promedio de Valdivia, Chile (Niebla) |
| Mes                                                        | Ene.                                                       | Feb.                                                       | Mar.                                                       | Abr.                                                       | May.                                                       | Jun.                                                       | Jul.                                                       | Ago.                                                       | Sep.                                                       | Oct.                                                       | Nov.                                                       | Dic.                                                       | Anual                                                      |
| ---------------------------------------------------------- | ---------------------------------------------------------- | ---------------------------------------------------------- | ---------------------------------------------------------- | ---------------------------------------------------------- | ---------------------------------------------------------- | ---------------------------------------------------------- | ---------------------------------------------------------- | ---------------------------------------------------------- | ---------------------------------------------------------- | ---------------------------------------------------------- | ---------------------------------------------------------- | ---------------------------------------------------------- | ---------------------------------------------------------- |
| Temp. máx. abs. (°C)                                       | 30.3                                                       | 31.6                                                       | 27.8                                                       | 23.5                                                       | 20.3                                                       | 18.1                                                       | 16.2                                                       | 16.9                                                       | 21.1                                                       | 24.3                                                       | 26.8                                                       | 30.1                                                       | 33.5                                                       |
| Temp. máx. media (°C)                                      | 23.0                                                       | 24.5                                                       | 18.5                                                       | 16.4                                                       | 11.0                                                       | 7.2                                                        | 7.2                                                        | 11.5                                                       | 13.0                                                       | 12.6                                                       | 16.7                                                       | 21.2                                                       | 15.1                                                       |
| Temp. media (°C)                                           | 17.5                                                       | 19.6                                                       | 15.0                                                       | 12.9                                                       | 8.2                                                        | 5.6                                                        | 3.1                                                        | 6.5                                                        | 10.5                                                       | 12.4                                                       | 14.3                                                       | 17.2                                                       | 12.5                                                       |
| Temp. mín. media (°C)                                      | 12.6                                                       | 10.8                                                       | 7.8                                                        | 7.2                                                        | 6.7                                                        | 2.9                                                        | 1.1                                                        | 2.5                                                        | 6.0                                                        | 7.1                                                        | 9.1                                                        | 13.4                                                       | 9.7                                                        |
| Temp. mín. abs. (°C)                                       | 2.1                                                        | 2.0                                                        | 2.1                                                        | 1.3                                                        | 0.3                                                        | -1.5                                                       | -4.5                                                       | -6.2                                                       | -4.2                                                       | 1.3                                                        | 0.7                                                        | 1.6                                                        | -6.2                                                       |
| Precipitación total (mm)                                   | 54.1                                                       | 54.6                                                       | 215.0                                                      | 153.0                                                      | 294.6                                                      | 399.1                                                      | 332.3                                                      | 247.0                                                      | 162.4                                                      | 109.2                                                      | 73.0                                                       | 63.2                                                       | 2157.5                                                     |
| Días de precipitaciones (≥ 1 mm)                           | 8                                                          | 7                                                          | 10                                                         | 15                                                         | 22                                                         | 22                                                         | 22                                                         | 21                                                         | 16                                                         | 14                                                         | 11                                                         | 9                                                          | 177                                                        |
| Horas de sol                                               | 257.9                                                      | 229.5                                                      | 204.9                                                      | 124.9                                                      | 69.9                                                       | 49.9                                                       | 66.6                                                       | 91.6                                                       | 111.5                                                      | 127.6                                                      | 189.5                                                      | 207.9                                                      | 1731.7                                                     |
| Humedad relativa (%)                                       | 60                                                         | 58                                                         | 68                                                         | 77                                                         | 88                                                         | 96                                                         | 93                                                         | 85                                                         | 76                                                         | 72                                                         | 68                                                         | 65                                                         | 75.5                                                       |
| Fuente n.º 1: Dirección Meteorológica de Chile             |                                                            |                                                            |                                                            |                                                            |                                                            |                                                            |                                                            |                                                            |                                                            |                                                            |                                                            |                                                            |                                                            |
| Fuente n.º 2: Climate & Temperatures, BBC - Weather Centre |                                                            |                                                            |                                                            |                                                            |                                                            |                                                            |                                                            |                                                            |                                                            |                                                            |                                                            |                                                            |                                                            |

No obstante, las temperaturas mínimas y extremas difieren bastante entre el centro urbano y el área costera de la comuna, esto es en gran medida por la influencia del mar, pero compartiendo ambas el carácter lluvioso o nuboso por las mañanas y soleado por las tardes. En este mismo contexto, durante el verano es muy común encontrar al centro urbano soleado con temperaturas agradables y al litoral costero valdiviano con niebla, llovizna y temperatura ambiente fresca.

## Demografía
Según el INE, la comuna posee una población de 182 086 habitantes, de los cuales 94 058 son mujeres y 88 028 son hombres. Del total de los habitantes, (93,2 %) corresponden a población urbana (Valdivia, Niebla y Los Molinos) y (6,8 %) a población rural. Un 18 % de sus habitantes declaró pertenecer a algún pueblo indígena. Dentro de la población igualmente destaca la presencia de descendientes de migrantes de origen alemán y de origen español, colonias que se agrupan en diferentes instituciones sociales, educativas, deportivas y culturales.

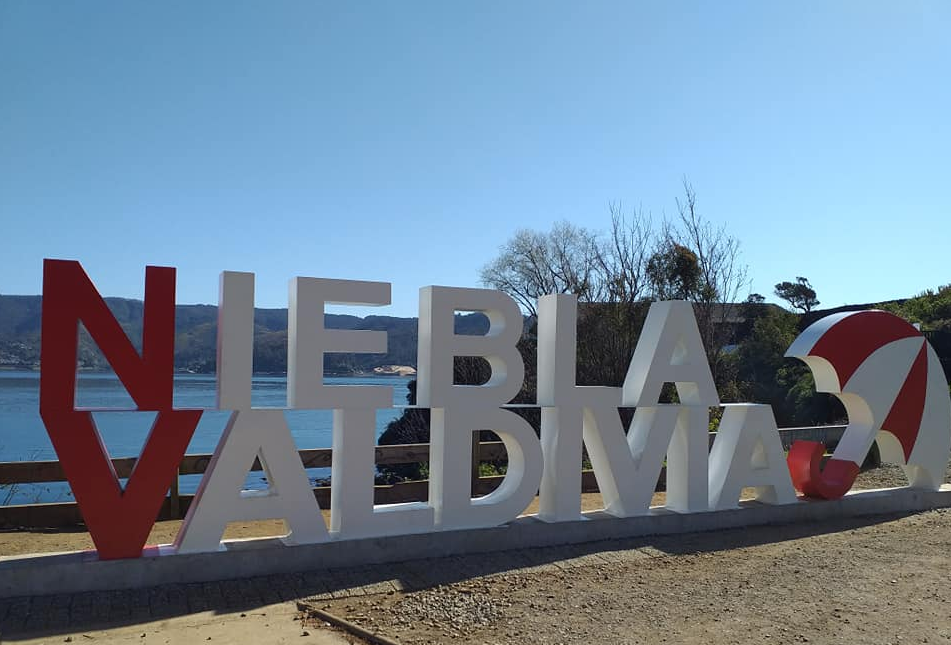
Plaza de la localidad costera de Niebla y Bahía de Corral.

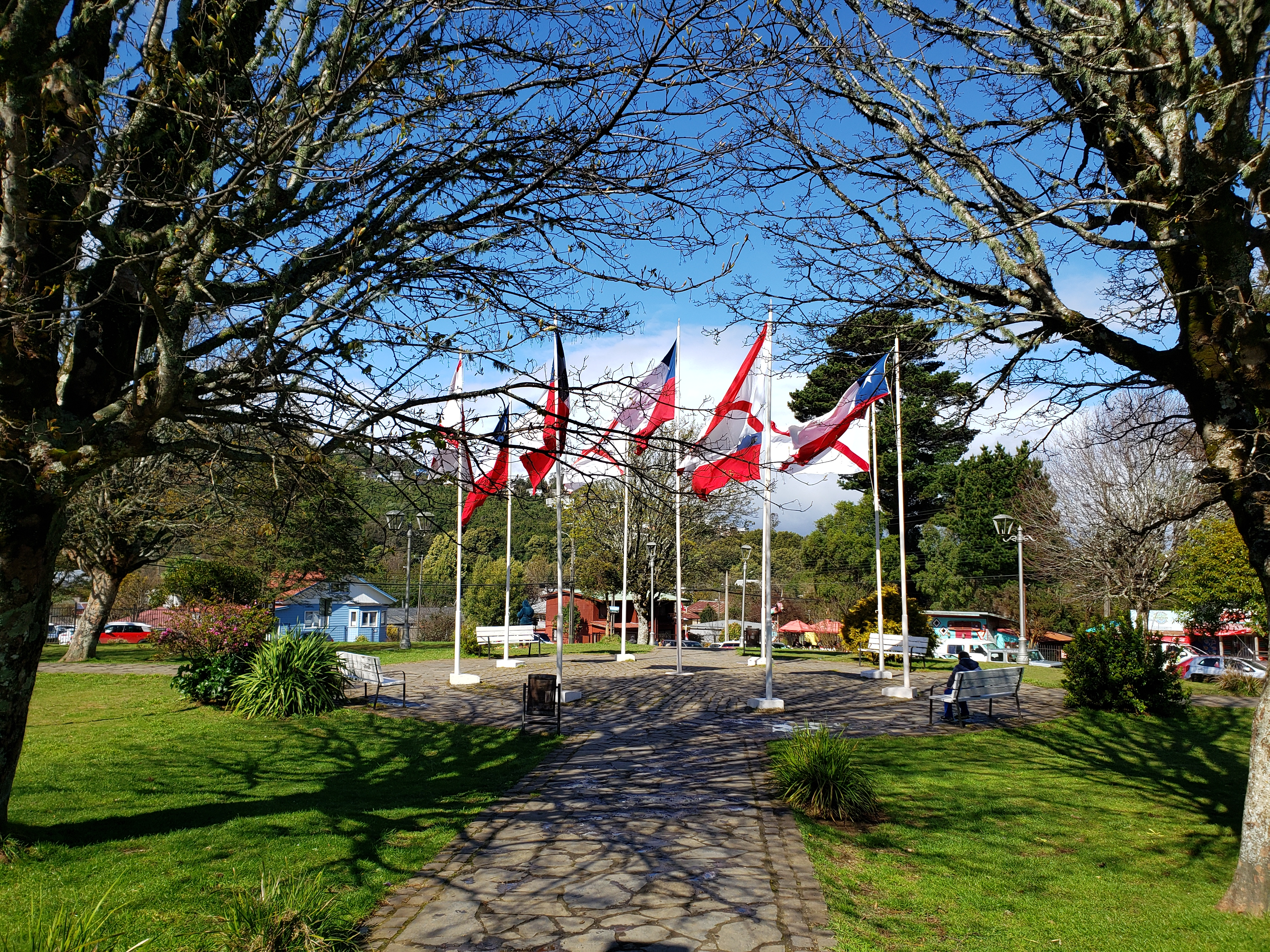
Plaza de Armas de la localidad de Niebla, Valdivia.

Durante el último período el explosivo crecimiento poblacional ha llevado a formar la conurbación de Valdivia y Litoral Costero Valdiviano.

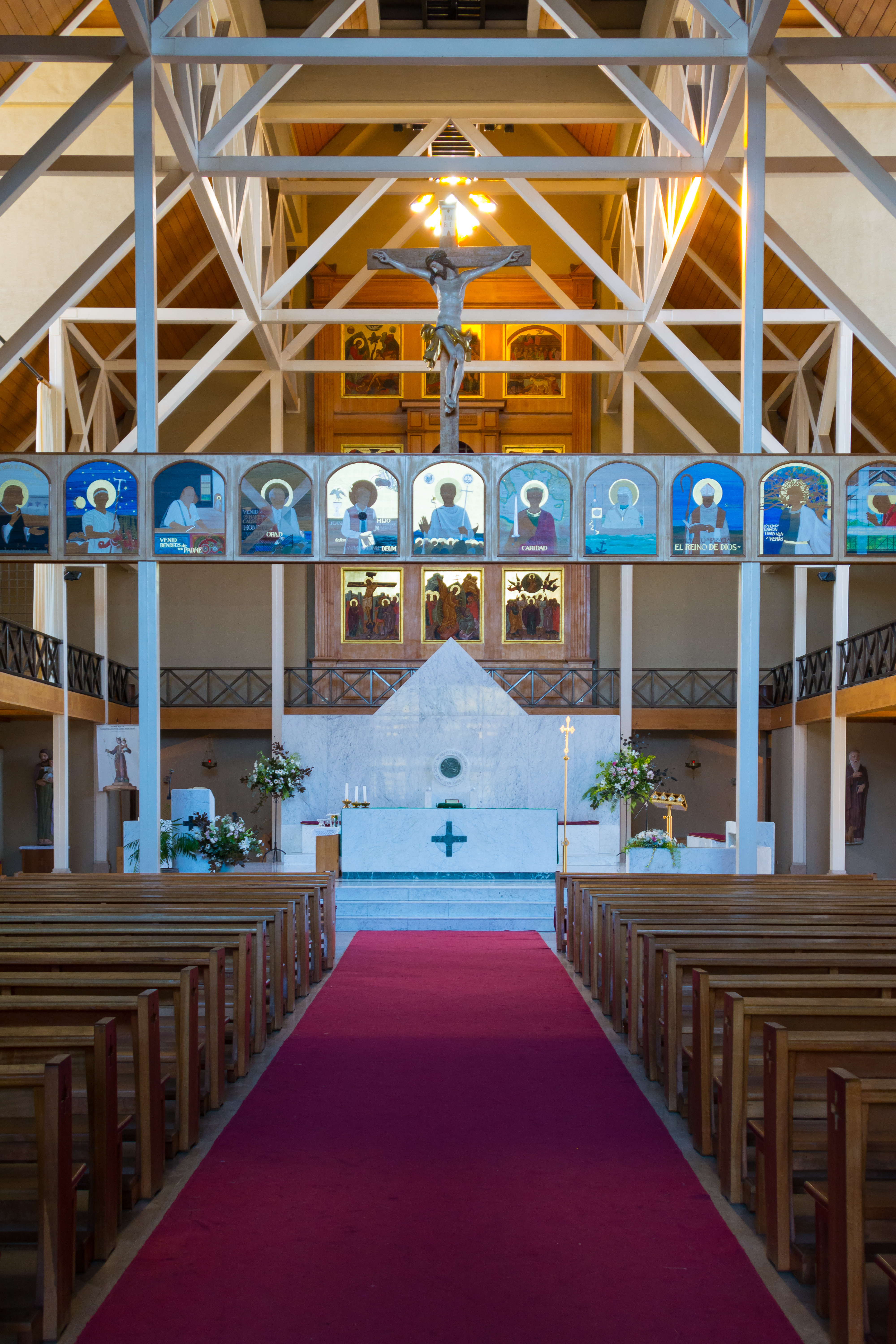
Catedral de Valdivia «Nuestra Señora del Rosario»

| Año  | Población total |        |
| ---- | --------------- | ------ |
| 1875 | 8.711 - hab     | [ 34 ] |
| 1885 | 10.340 - hab    | [ 34 ] |
| 1895 | 16.360 - hab    | [ 34 ] |
| 1907 | 24.703 - hab    | [ 34 ] |
| 1920 | 38.440 - hab    | [ 34 ] |
| 1930 | 24.703 - hab    | [ 34 ] |
| 1940 | 38.440 - hab    | [ 34 ] |
| 1952 | 45.128 - hab    | [ 35 ] |
| 1960 | 48.028 - hab    | [ 36 ] |
| 1970 | 92.055 - hab    | [ 37 ] |
| 1982 | 109.387 - hab   | [ 37 ] |
| 1992 | 122.168 - hab   | [ 38 ] |
| 2002 | 140.559 - hab   | [ 39 ] |
| 2017 | 166.080 - hab   | [ 4 ]  |
| 2024 | 182.086 - hab   | [ 40 ] |

### Religión
Estadísticamente, el catolicismo es la religión predominante en la zona, con un 62,26 %, siguiendo la religión evangélica-protestante con un 21,5 % y el agnosticismo, con un 10,2 %. La colonia alemana posee una Iglesia luterana que destaca por su arquitectura propia de la colonización en la zona. 
Valdivia es sede de la Iglesia católica en Chile mediante la diócesis de Valdivia y su máxima autoridad es presidida por Monseñor Santiago Silva Retamales.
El cristianismo mayoritario durante décadas permitió la instalación de colegios emblemáticos de congregaciones de orden religiosas en la ciudad, dentro de los que se destacan:
- Instituto Salesiano Valdivia (ISV)
- Colegio María Auxiliadora
- Instituto Inmaculada Concepción Vadivia (ICV)
- Colegio Adventista
- Colegio San Luis de Alba
- Colegio Santa Marta
- Colegio Nuestra Señora del Carmen

Destacan también entidades educacionales laicas como el Colegio Laico Valdivia, el Colegio Domus Mater y el Windsor School, además de la Deutsche Schule Carlos Anwandter, tradicional centro educacional de la colonia alemana de Valdivia.

## Administración

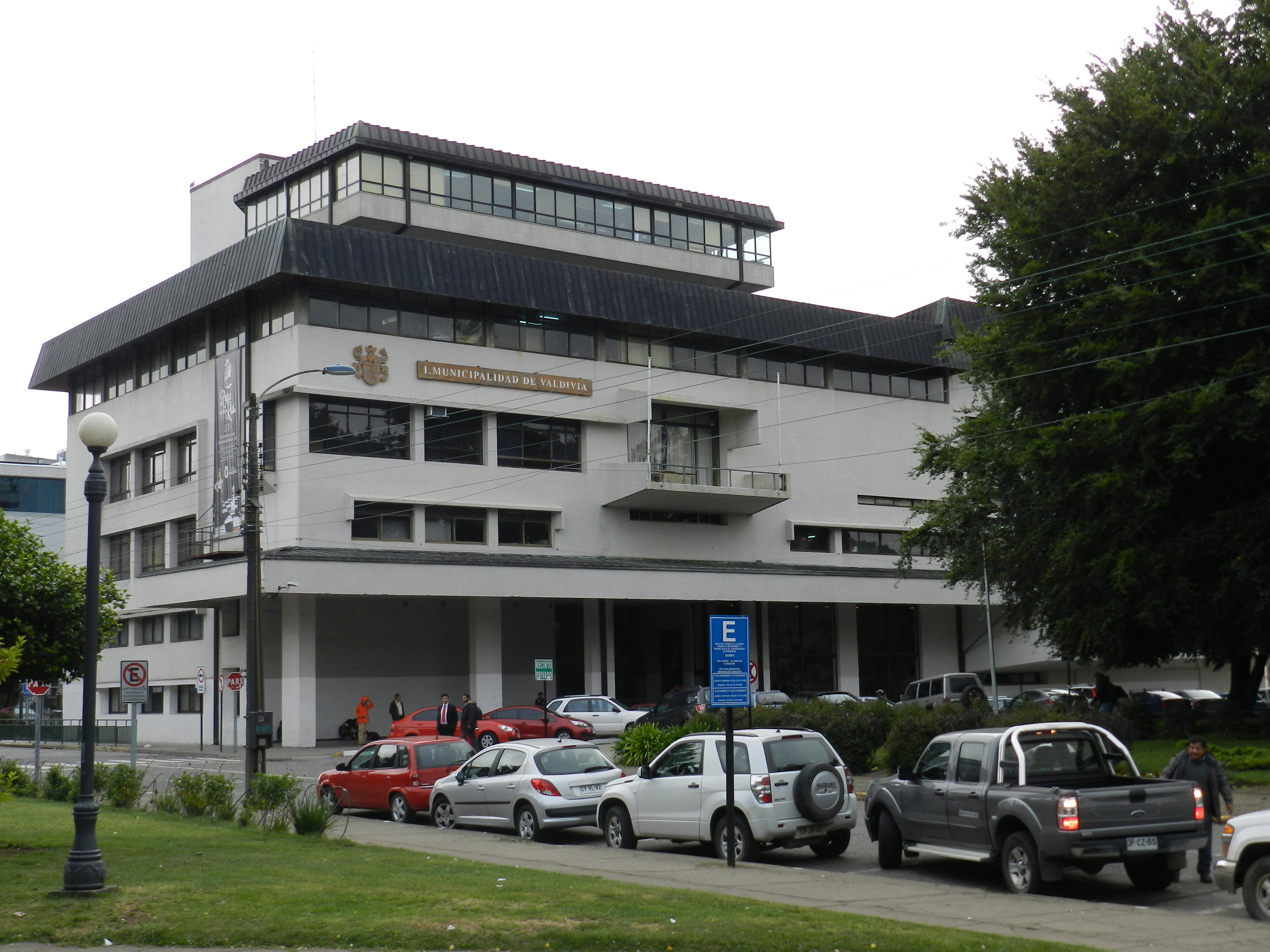
Edificio Consistorial de la Ilustre Municipalidad de Valdivia.

La administración comunal recae sobre la Ilustre Municipalidad de Valdivia, corporación autónoma de derecho público, con personalidad jurídica y patrimonio propio. La máxima autoridad de dicha municipalidad es la alcaldesa Carla Amtmann Fecci (FA), quien la dirige desde 2021.
La alcaldesa cuenta con la asesoría de un Consejo Económico y Social de carácter consultivo, además de un Concejo Municipal, cuyo periodo 2024-2028 está compuesto por los concejales:
- Renato Chavarria Gutiérrez (REP)
- Lucio Sanhueza Hardessen (PS)
- Cristóbal Rosas Laborde (FA)
- Rafael Foradori Peralta (RN)
- Vicky Carrasco Silva (Ind./REP)
- Luis Contreras Rojas (FA)
- Marco Santana Arias (Ind./RN)
- Gladys Jaramillo Cáceres (PS)

### Representación parlamentaria
La comuna pertenece a la 12.ª circunscripción (XII - Los Ríos), la cual es representada en el Senado con legislatura hasta 2026 por los senadores:
- María José Gatica Bertín (RN)
- Iván Flores García (DC)
- Alfonso de Urresti Longton (PS)

De igual manera, la comuna es parte del distrito número 24, el cual es representado en la Cámara de Diputados del Congreso Nacional, con legislatura desde 2022 a 2026, por los diputados: 
- Bernardo Berger Fett (RN)
- Marcos Ilabaca Cerda (PS)
- Ana María Bravo Castro (PS)
- Gastón Von Muhlenbrock Zamora (UDI)
- Patricio Rosas Barrientos (Ind-CS)

### Gobierno regional
Debido a su condición de capital de la Región de Los Ríos, en Valdivia se encuentra instalada la intendencia regional, donde opera el gobierno regional, el consejo regional y las secretarías regionales ministeriales. Del mismo modo, la ciudad concentra la gran mayoría de las oficinas y direcciones regionales de servicios e instituciones públicas. Igualmente, desde el año 2019 tiene asiento en la ciudad la Seremi de la zona macro-sur del Ministerio de Ciencia, Tecnología, Conocimiento e Innovación de Chile, conformada por las regiones de La Araucanía; Los Ríos y Los Lagos.

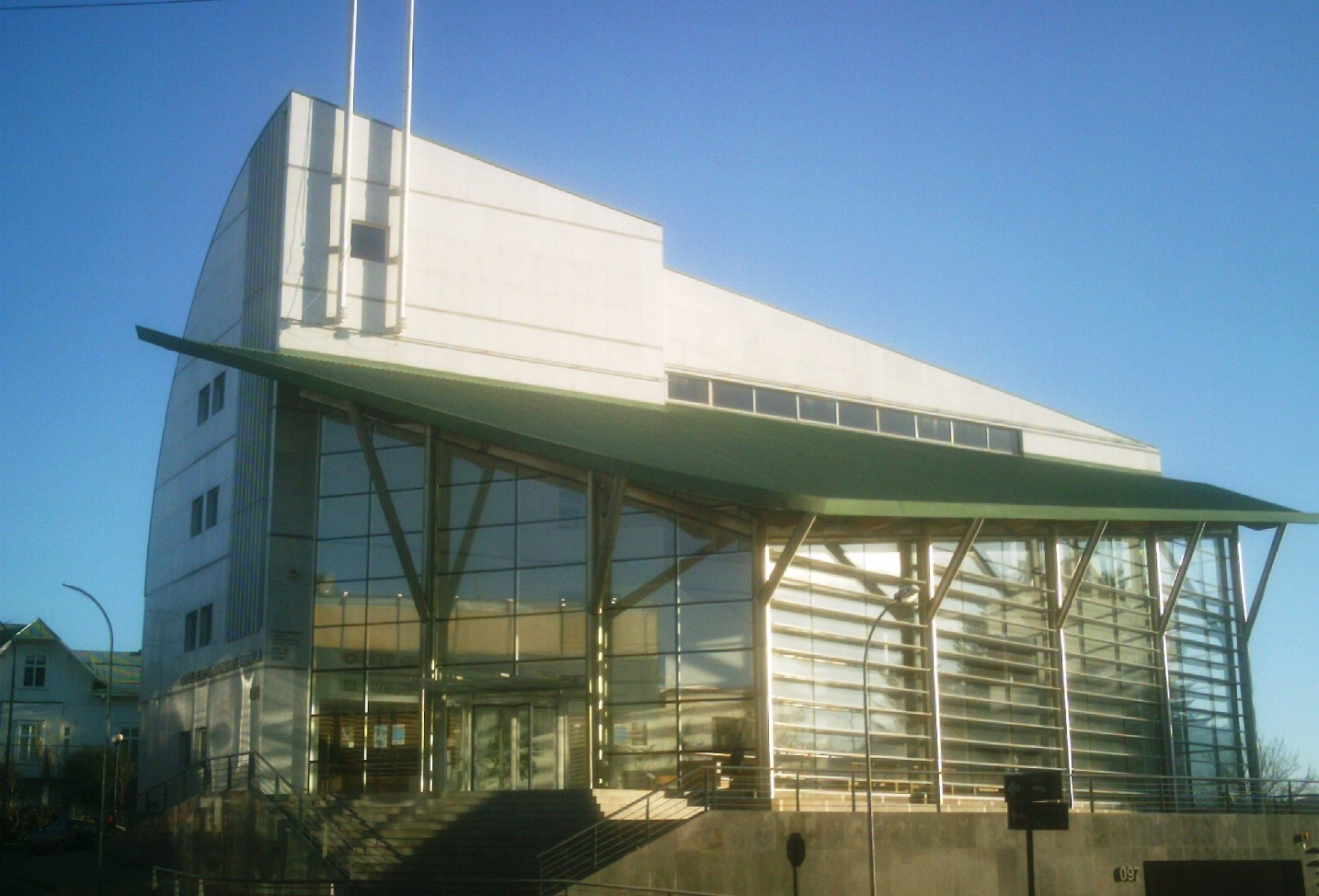
Ilustrísima Corte de Apelaciones de Valdivia.

### Poder Judicial
La Ilustrísima Corte de Apelaciones de Valdivia tiene asiento en la ciudad y su territorio jurisdiccional comprende a la Región de Los Ríos y la provincia de Osorno de la Región de Los Lagos, siendo de esta manera la única corte con competencia en dos regiones.
Igualmente en la ciudad hay asiento del Tribunal de Juicio Oral en lo Penal de Valdivia y de juzgados civiles, de Familia, de Letras del Trabajo y de Garantía.

### Tribunal Ambiental de Valdivia
Valdivia es sede de uno de los tres Tribunales Ambientales de Chile. La jurisdicción del Tercer Tribunal Ambiental de Valdivia comprende el territorio sur-austral de Chile desde la Región de Ñuble hasta la Región de Magallanes y de la Antártica Chilena.

## Economía

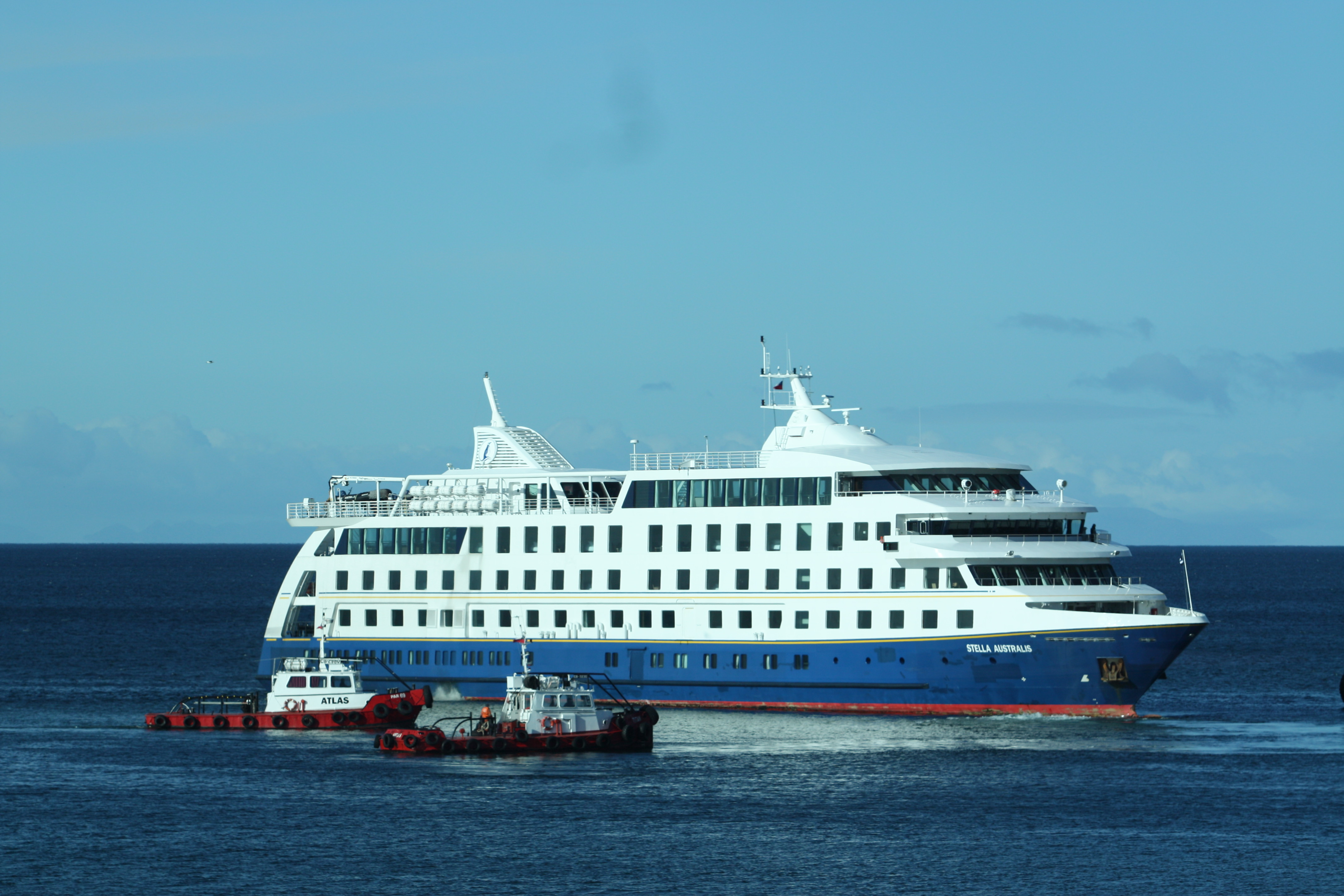
Numerosos cruceros son los que se construyen en el astillero privado Asenav, que una vez terminados son remolcados al Litoral Costero Valdiviano y Bahía de Corral.

Valdivia presenta dentro de sus principales actividades económicas a las industrias maderera, papelera, cervecera, molinera, y a una planta de celulosa. Las grandes empresas como Celco, Bomasil y Louisiana Pacific han establecido fábricas de procesamiento de madera cerca de Valdivia.
Dentro de las empresas más reconocidas a nivel internacional y con asiento en Valdivia es Asenav, también conocida como Astilleros y Servicios Navales S.A., astillero privado chileno fundado en la ciudad en el año 1974 por el inmigrante alemán Eberhard Kössmann Bartels, arquitecto naval e ingeniero mecánico asentado en la ciudad.
En el ámbito de las telecomunicaciones nació en el año 1893 en Valdivia la Compañía Nacional de Teléfonos que es conocida actualmente a nivel nacional con el nombre de Telefónica del Sur (Telsur) de la mano de un grupo de empresarios de origen alemán asentados en la ciudad: Gustavo y Carlos Pröchelle, Arnulfo Anwandter, Reinaldo Harnecker y Ricardo Köerner.

### Comercio
En la ciudad se encuentran presentes las principales cadenas de multitiendas más importantes del país, tales como; Falabella, Ripley, París, entre otras, además del comercio local, sumado a supermercados como Jumbo, Santa Isabel, Líder, Unimarc y Eltit, locales de alimentación como McDonald's, o emblemáticas tiendas de chocolatería como "Entrelagos", lo que se complementa a tiendas de construcción y mejoramiento del hogar como Homecenter Sodimac. Todas ellas se encuentran ubicadas en las principales arterias de la ciudad, muy cercanas a la Plaza de la República y a avenidas de alto flujo peatonal.

Avenida Arauco, una de las principales arterias céntricas de la ciudad, donde se encuentra el primer centro comercial de la capital de la Región de Los Ríos.

El área céntrica de la ciudad es uno de los lugares con mayor importancia económica y financiera de la Región de Los Ríos, confluyendo en él las sucursales bancarias y oficinas de negocios de las principales empresas que operan en la zona.

#### Centros Comerciales
- Mall Plaza de Los Ríos. Con cerca de 57 mil metros cuadrados construidos y distribuidos en tres niveles totales más dos subterráneos, Plaza de Los Ríos posee más de 70 locales comerciales, cinco salas de Cineplanet, dos tiendas anclas (Falabella y Ripley), patio de comidas de franquicias comoKFC, Burger King, Pizza Hut, Dunkin', entre otras, supermercado Unimarc conectado al centro comercial, una sala de juegos Peterland en el piso 4, una torre para oficinas (Pisos 5 al 7) y consultas médicas (Centro Oftalmológico Láser). Se encuentra ubicado en Calle Arauco #561.

Avenida Caupolicán, es una de las principales arterias céntricas de la ciudad donde se encuentra el segundo centro comercial de la capital de la Región de Los Ríos.

- Avenida Caupolicán, es una de las principales arterias céntricas de la ciudad donde se encuentra el segundo centro comercial de la capital de la Región de Los Ríos.Centro Nuevo Taboada. Se ubica frente a las intersecciones de las calles Camilo Henríquez, Caupolicán, Picarte y Chacabuco, en los terrenos donde se emplazaba la tienda «Taboada», destruida en 2012 por un incendio que comprometió casi la totalidad de una manzana en el centro valdiviano.[41] Inaugurado en 2017, este centro comercial presenta más de dos mil metros cuadrados con tiendas exclusivas de tamaño mediano.

- Cenco Mall Valdivia.  Anteriormente Portal Valdivia. Centro comercial distribuido en tres niveles, subterráneo y primer nivel para estacionamientos, primer y segundo nivel para locales comerciales, más un hipermercado Jumbo. Pertenece al holding Cencosud y se encuentra ubicado en avenida Errázuriz #1040.

- Mall Paseo Valdivia. Centro comercial del grupo Pasmar que opera los centros comerciales Mall Paseo del Mar, Mall Paseo Costanera y Mall Paseo Chiloé. Es el mayor centro comercial de la ciudad, de la Región de Los Ríos y uno de los de mayor tamaño del sur de Chile, con más de 100 mil metros cuadrados construidos y distribuidos en diez niveles totales (seis sobre el suelo) y (cuatro subterráneos). Contempla tiendas anclas como H&M — siete salas de cine de la cadena Cinépolis, patio de comidas con franquicias como Burger King, Dunkin' y más de 140 locales comerciales. Se encuentra ubicado a una cuadra de la plaza de la República, en las intersecciones de las Calles Picarte, Caupolicán, Chacabuco e Ismael Valdés.

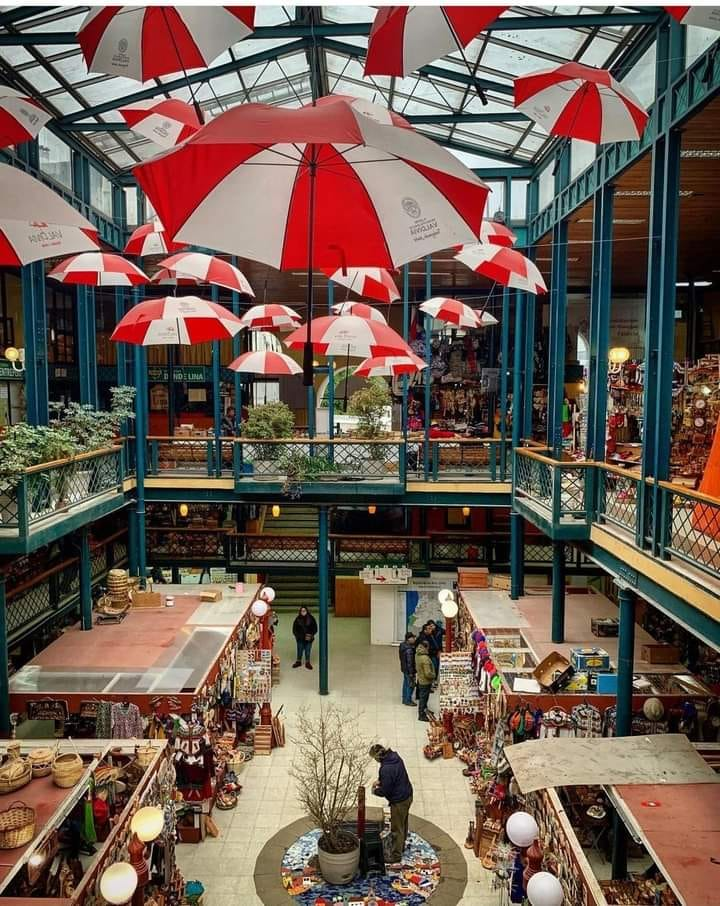
Mercado municipal de Valdivia

#### Mercado municipal
En la ciudad igualmente destacan cadenas locales que principalmente se relacionan con el rubro artesanal y gastronómico, con establecimientos fabricados con materias primas locales y del sur de Chile y que mayoritariamente se concentran en el mercado municipal de Valdivia o en sus cercanías.
El mercado municipal de Valdivia es un edificio emblemático que data de 1910. En su planta baja se encuentran productos artesanales y de gourmet típicos de la zona, en los pisos superiores se encuentran restaurantes con comida típica con un mayor énfasis a los pescados y mariscos extraídos desde la costa.

#### Feria Fluvial
En la Feria Fluvial de Valdivia se encuentran los productos extraídos desde la Costa Valdiviana, mariscos, pescados, hortalizas y otros tipos de alimentos, así como también artesanía local. 
Dado su privilegiado entorno, junto a áreas verdes abiertas y una vista panorámica del río Valdivia, es uno de los principales atractivos turísticos de la ciudad, y una de las imágenes icónicas de ésta.

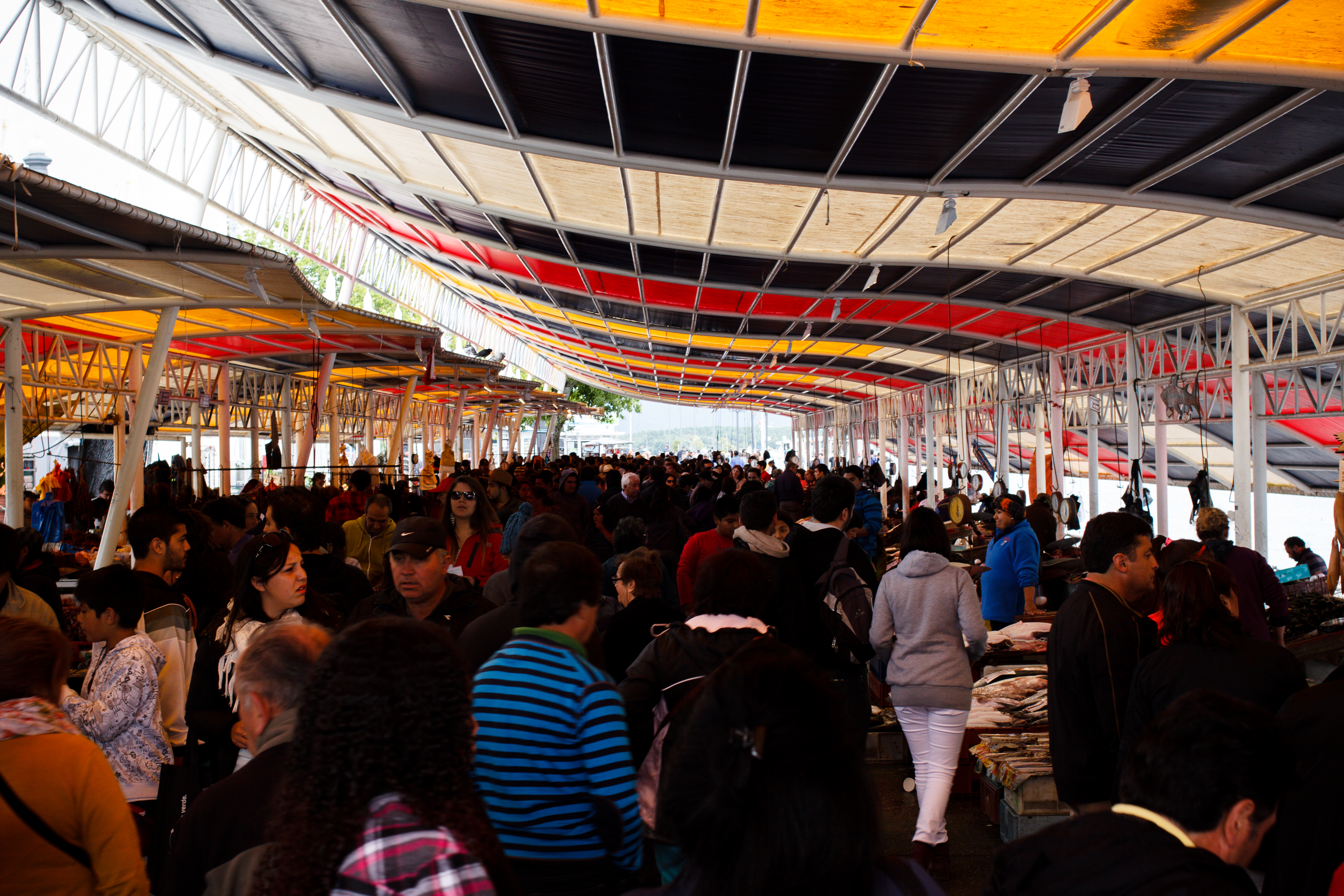
Feria Fluvial de Valdivia, monumento nacional y zona típica en donde se comercializan productos locales de la costa de Valdivia.

La feria se caracteriza por la permanencia, probablemente, desde la historia prehispánica, de una actividad de comercialización de productos de chacarería y marinos, provenientes por vía fluvial de comunidades ribereñas y costeras.
Ferias Artesanales
Se encuentran ubicadas en la costanera de la ciudad, a un costado del mercado municipal denominada «zona típica» — en la que es posible encontrar productos de fabricación propia con materias primas locales como tejidos y artículos tallados en madera. 
En el tradicional paseo Camilo Henríquez los productos ofrecidos por la feria artesanal son elaborados por sindicatos de artesanos, agrupaciones locales y pequeñas microempresas locales.
Estos productos locales están ubicados en la tradicional zona típica de la costanera de la ciudad, a un costado de la feria fluvial, bordeando el Río Valdivia.

## Relaciones internacionales
La ciudad de Valdivia es sede de una serie de instituciones de relaciones internacionales, tales como la Unidad Regional de Asuntos Internacionales (URAI) del Gobierno Regional del Los Ríos, encargada del análisis y gestión de las relaciones bilaterales y multilaterales de la región con América Latina y el resto del mundo, y de la organización de eventos internacionales como el Encuentro Internacional de Los Ríos, que congrega anualmente a Embajadas e instituciones extranjeras en la ciudad, la Unidad Regional de Promoción y Atracción de Inversiones, la Comisión de Relaciones Internacionales del Consejo Regional de Los Ríos, la Unidad de Relaciones Internacionales de la Corporación Regional de Desarrollo Productivo, la oficina regional del Servicio Nacional de Migraciones, la oficina regional de la Dirección General de Promoción de Exportaciones (ProChile), el Departamento de Migraciones y Policía Internacional de la Policía de Investigaciones, y la Oficina de Migrantes de la Municipalidad de Valdivia.
En materia de internacionalización en educación superior, el principal actor dentro de Valdivia es la Unidad de Relaciones Internacionales de la Universidad Austral de Chile.

### Consulados
Debido al importante número de inmigrantes y descendientes de diversos países europeos (especialmente de alemanes), existen en la ciudad diversos consulados honorarios para atender diversas problemáticas de la población residente en la zona.
Los consulados presentes en la ciudad son los de:
- Alemania: Honorarkonsul der Bundesrepublik Deutschland (cónsul honorario: Kurt Hellemann).
- Austria: Consulado Honorario de Austria, (cónsul honorario: Dr. Marcos Iampaglia).
- España: Consulado Honorario del Reino de España (cónsul honorario: Elías Caballero).
- Francia: Consulat Honoraire de la République Française (cónsul honorario: Carl Friedrich Fingerhuth Vorwerk).
- Italia: Consulado Honorario de la República Italiana (cónsul honorario: Alessandro Foradori).
- Países Bajos: Consulado Honorario de los Países Bajos (cónsul honoraria: Charlotte Lovengreen Van Der Meijden).
- Reino Unido: Honorary Consulate of the United Kingdom (cónsul honorario: John Kenyon).

## Turismo

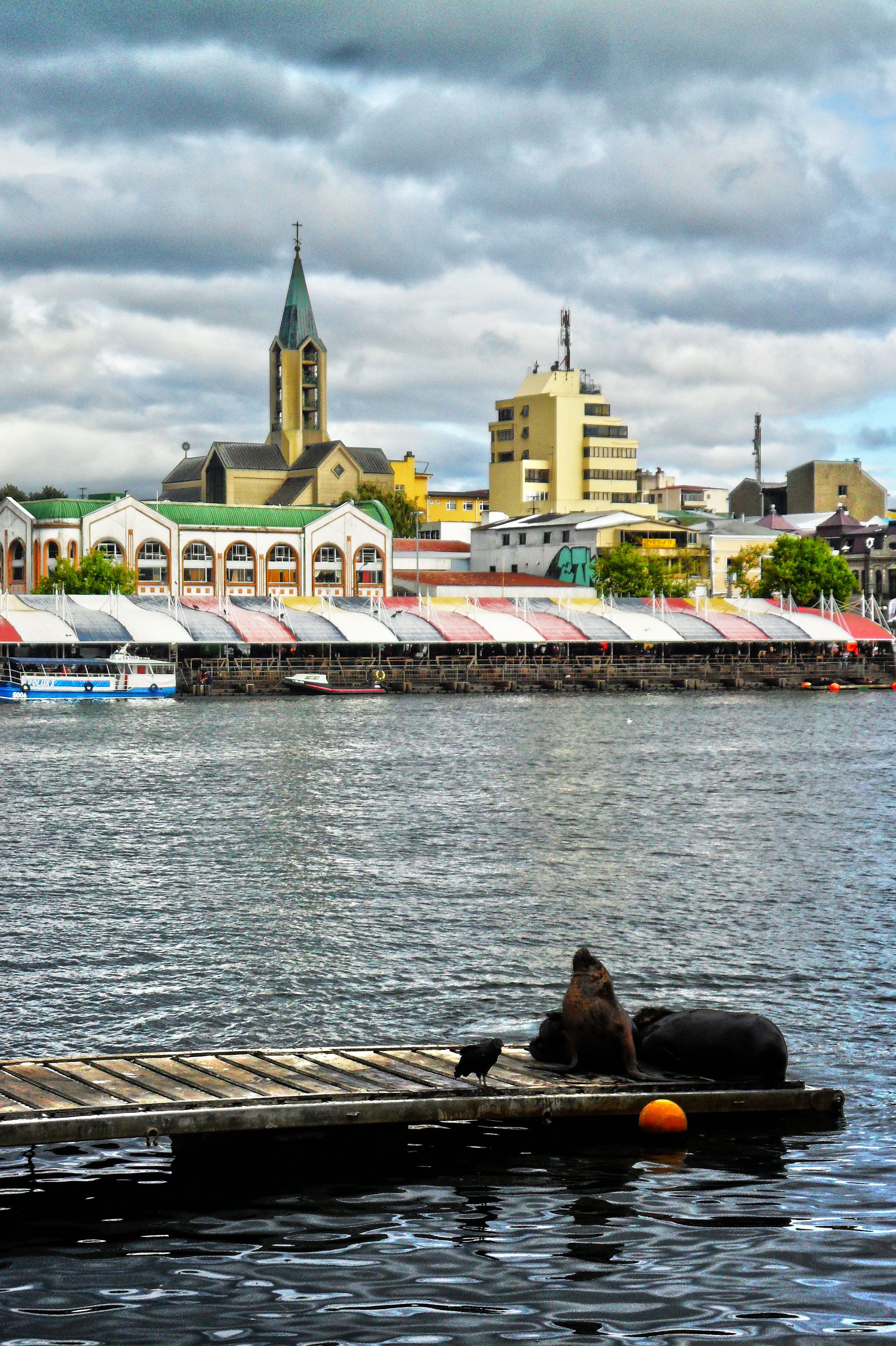
Lobos marinos en costa fluvial de Valdivia

El turismo desempeña un papel importante, principalmente en verano, debido a los atractivos naturales que presenta la comuna y los alrededores, y a las celebraciones tradicionales que se celebran durante esta fecha, tales como la Semana Valdiviana.

### Urbano
En el centro de la ciudad destaca el mercado municipal, que llama la atención tanto por su arquitectura como por el comercio que en él se desarrolla, enfocado principalmente en la artesanía y gastronomía local. También están el paseo costanera —paseo peatonal de más de 2,5 km de longitud que sigue el curso y la ribera de los ríos Valdivia y Calle-Calle— y la Feria Fluvial de Valdivia.
Dentro del patrimonio arquitectónico también destaca la iglesia del Convento San Francisco, ubicada en la calle Yerbas Buenas, que posee vitrales de Francisco de Asís y de Isabel de Turingia. Entre las calles Yungay y General Lagos se encuentran diversas construcciones de diseño europeo de principios del siglo XIX. De estas construcciones destaca la casa de la familia Docmar, construida en 1888. Actualmente es conocida como Casa Luis Oyarzún 90 y alberga a la Dirección de Extensión de la Universidad Austral de Chile. También están la Casa Martens, construida en 1879 en la calle Yungay, actual sede del Centro Cultural El Austral; y la Casona Lopetegui en la calle General Lagos, que fue recuperada y transformada en apartamentos.

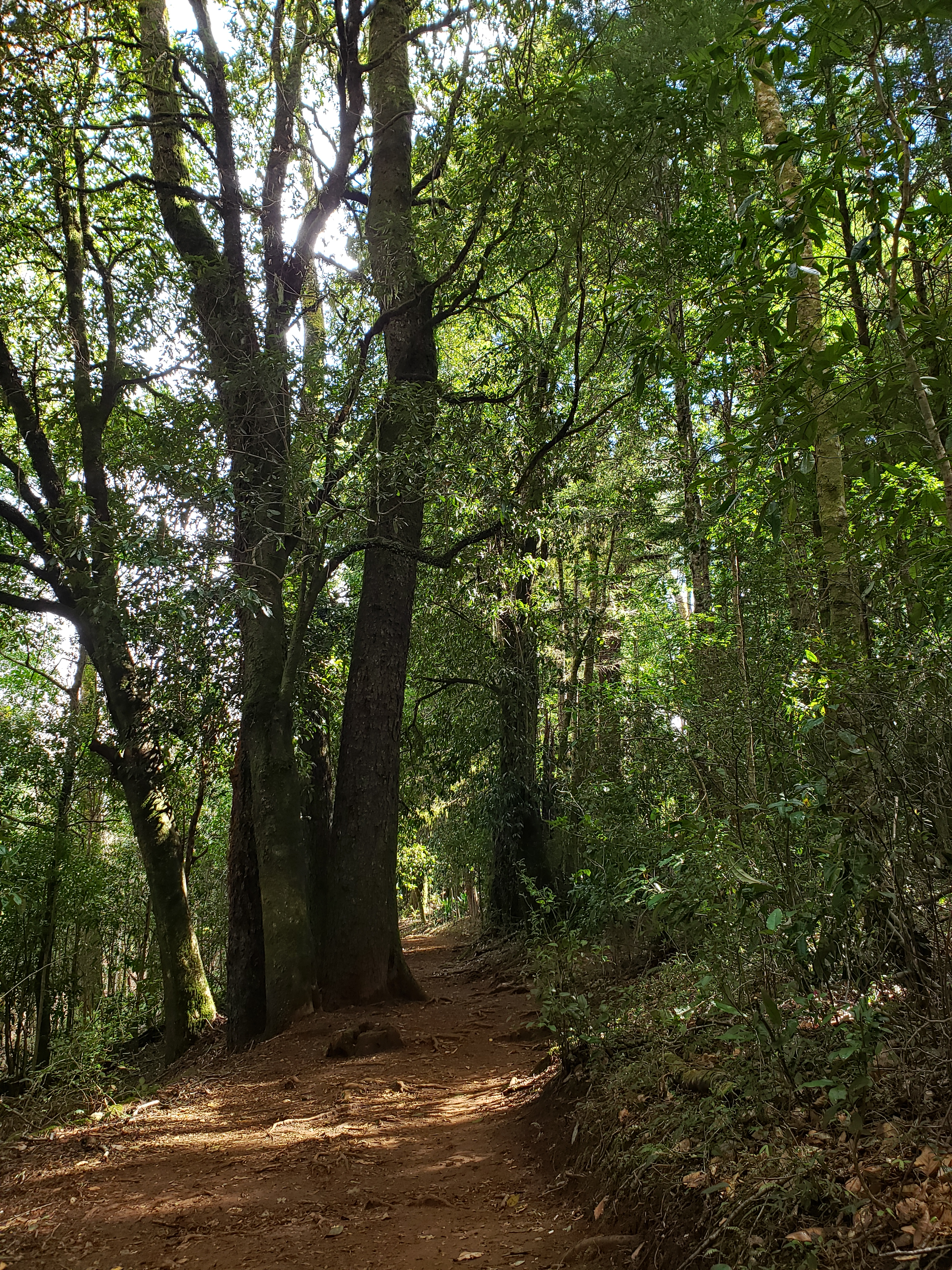
Arboretum en Isla Teja.

### Parques urbanos
Jardín Botánico de la Universidad Austral de Chile. Emplazado en el interior del Campus Isla Teja de la Universidad. Tiene una superficie aproximada de 12 ha, en las que se pueden observar cerca de 950 especies de plantas entre musgos, helechos, árboles nativos y plantas con semillas a lo largo de sus senderos, los cuales llegan al río Cruces y río Valdivia
Arboretum de la Universidad Austral de Chile. Suma alrededor de 400 especies de origen exótico y 450 especies nativas, expandidas sobre 27 hectáreas y complementadas por cerca de 30 hectáreas de bosque húmedo valdiviano en recuperación, donde se desarrollan comunidades de aves como el carpintero de Magallanes, concón, comesebo y hued-hued. Asimismo, mantiene poblaciones reproductivas de numerosas especies de anfibios e insectos nativos (inofensivos), que son exclusivos de la selva valdiviana. Actualmente el Arboretum abarca 64 hectáreas destinadas principalmente a la educación y la recreación. Sus colecciones están organizadas a través de senderos que se pueden recorrer a pie y que despliegan diversos paisajes, lo que da lugar a visitarlo en cualquier temporada del año.

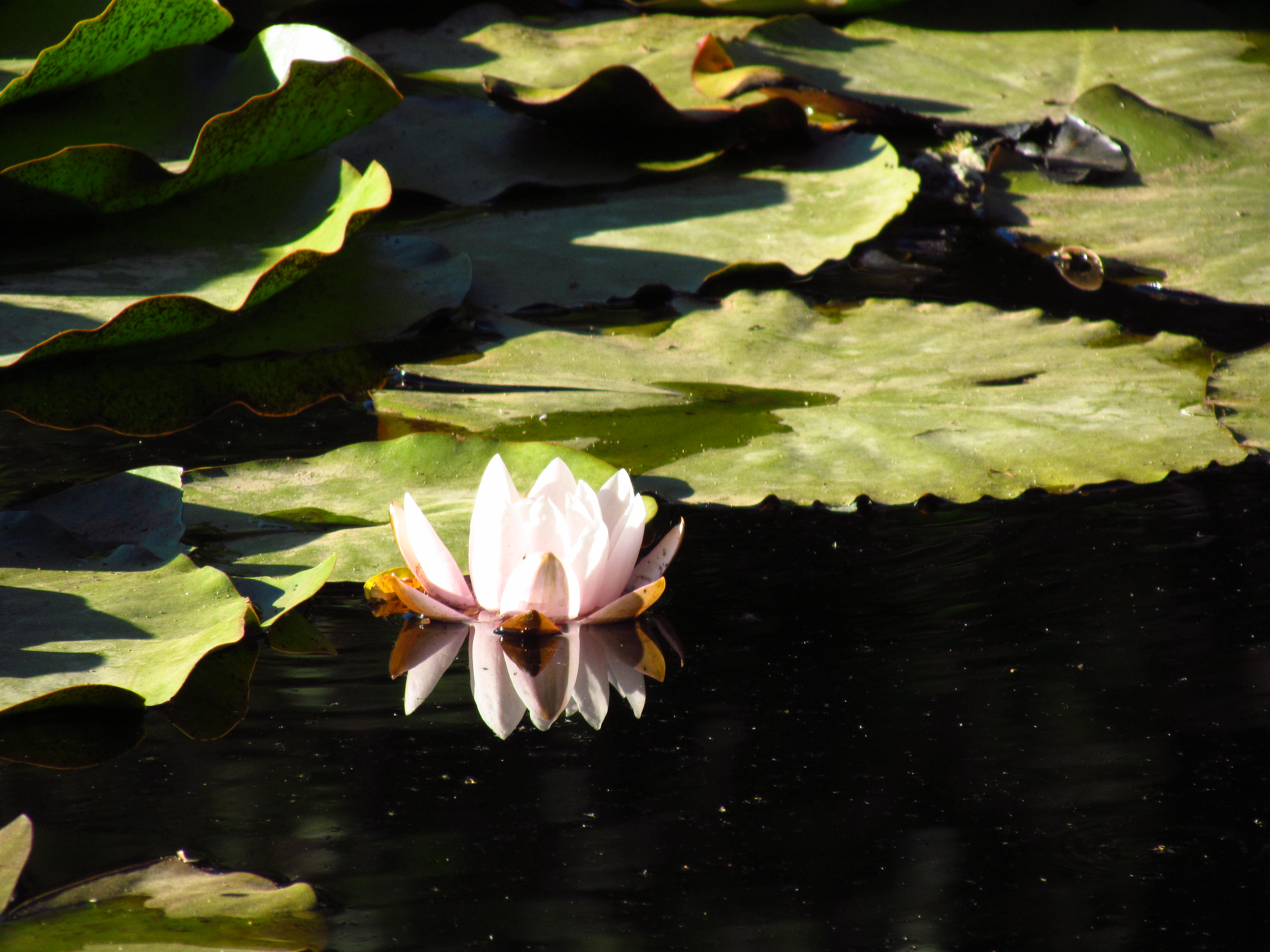
Laguna y Flor de Lotos en el Parque Saval.

Parque Saval. Se encuentra en isla Teja, en los terrenos que pertenecieron al fundo de la familia Prochelle desde 1870. Desde el año 1944 pertenecen a la Sociedad Agrícola de Valdivia (Saval) en el que se destacan dos lagunas de cubiertas de flores de loto, instalaciones para pícnic, juegos infantiles, senderos para ciclismo, parque de esculturas, canopy, cancha de fútbol y rugby, amplios espacios y un galpón donde se organizan diversas ferias temáticas durante todo el verano y fechas específicas el resto del año.
Parque Harnecker. Este parque es uno de los principales reductos de bosque valdiviano al interior de la ciudad. Fue adquirido por la familia Harnecker en 1852, la cual complementó el bosque nativo con especies exóticas hasta transformarlo en un parque con jardín botánico, un pequeño zoológico y zona de pícnic. Abierto a la comunidad todos los días del año. Se encuentra ubicado frente al Hipermercado Jumbo y Mall Portal Valdivia.
Parque Santa Inés. La mayor parte de este parque está ocupado por un área boscosa compuesta por grandes ejemplares de árboles nativos, principalmente robles, y especies exóticas como encinos, arce europeo, pino marítimo y ciprés, entre otros. Presenta zona de pícnic y se encuentra ubicado en isla Teja entre las avenidas Los Robles y Los Lingues, al costado de la iglesia Santa Inés.
Parque Urbano El Bosque. Esta reserva natural urbana es administrada desde 2004 por el Comité Ecológico Lemu Lahuen («bosque sanador» en mapudungún), que tiene como objetivo resguardar su naturaleza y realizar educación ambiental. En este parque se puede encontrar senderos autoguiados, senderos con acceso universal, un punto limpio y la casa multiuso llamada “La Semilla”. Está ubicado en Av. Simpson 301 (sector Regional).

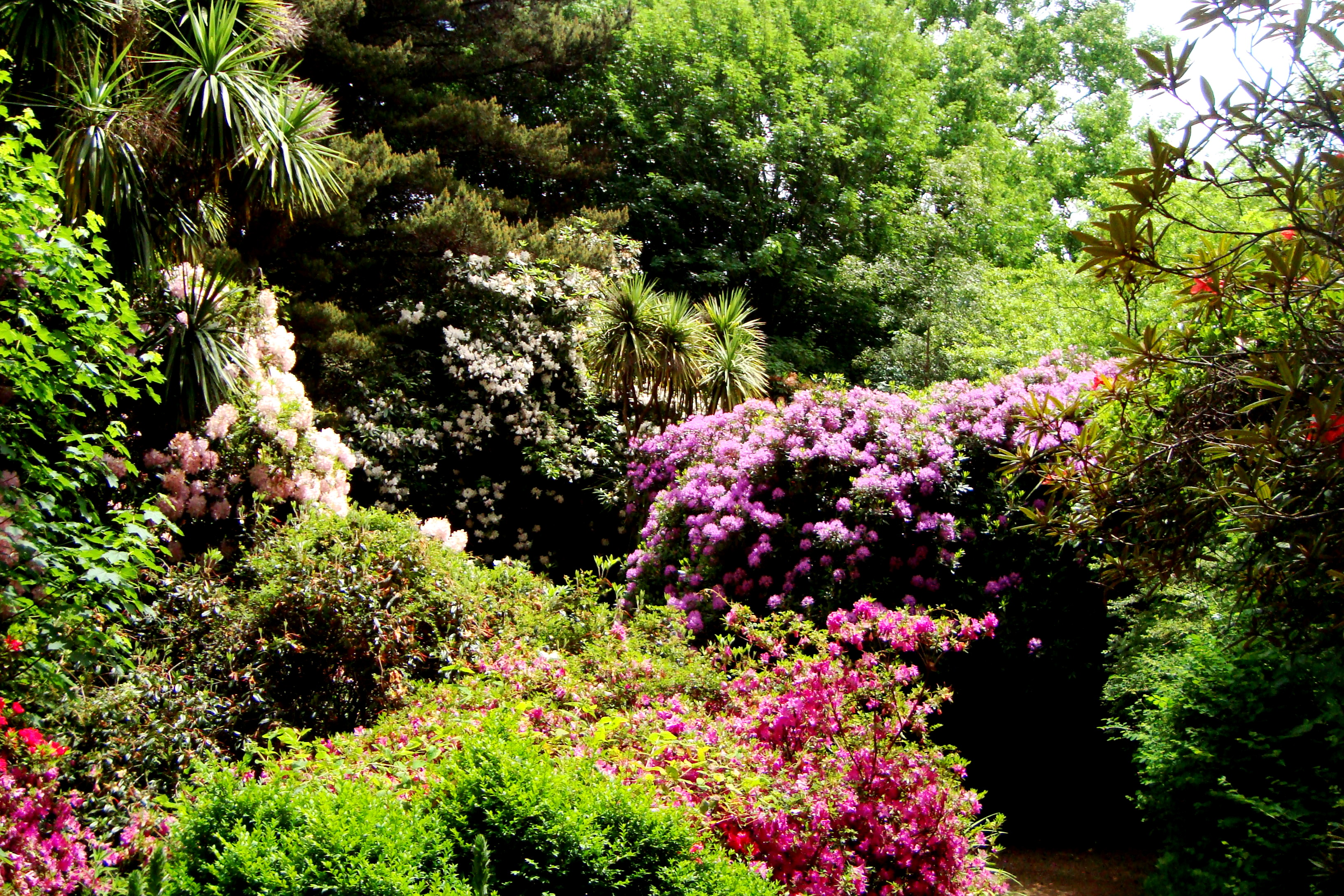
Jardín botánico de la Universidad Austral de Chile.

Parque y Fundo Teja Norte. Próximo al centro de Valdivia, abarca una superficie de 97 hectáreas y se ubica en la Isla Teja. Existen servicios de cabalgatas y caminatas, para lo cual se disponen de senderos con variedad de paisajes, zona de pícnic y miradores ubicados en las riberas del río Cruces y río Cau-Cau.
Parque Urbano Catrico. Está emplazado en el sector sur de Valdivia y tiene aproximadamente 24 hectáreas. Considera superficies de áreas verdes, pavimentos, áreas naturales de totoras y espejos de agua, entre otras características, además de juegos infantiles, máquinas de ejercicio, multicanchas y canchas de pasto sintético.
Parque Prochelle. Está ubicado en Isla Teja a un costado del puente Pedro de Valdivia. Es posible encontrar variadas especies arbóreas nativas e introducidas de gran tamaño y envergadura, con vista al río Valdivia, Muelle Schüster y el Mercado Fluvial. Este parque tiene conexión a la costanera cultural y a la red de museo de arte contemporáneo de Valdivia.

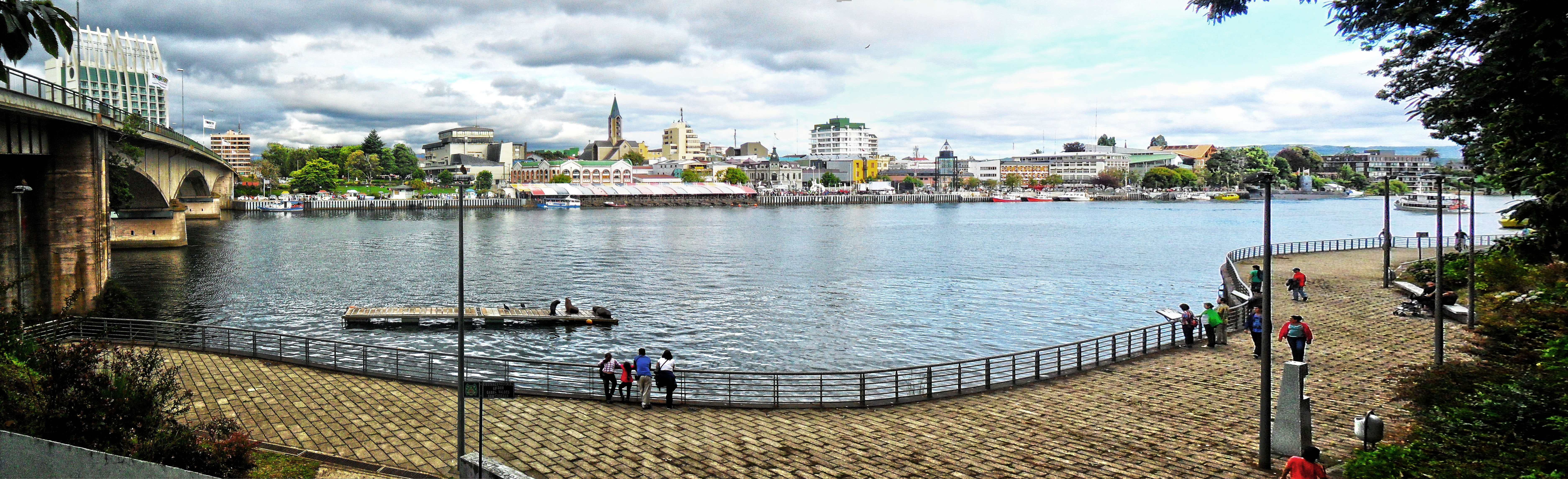
Vista del Parque Prochelle, al río Valdivia, costanera cultural y red museológica.

### Semiurbano/rural

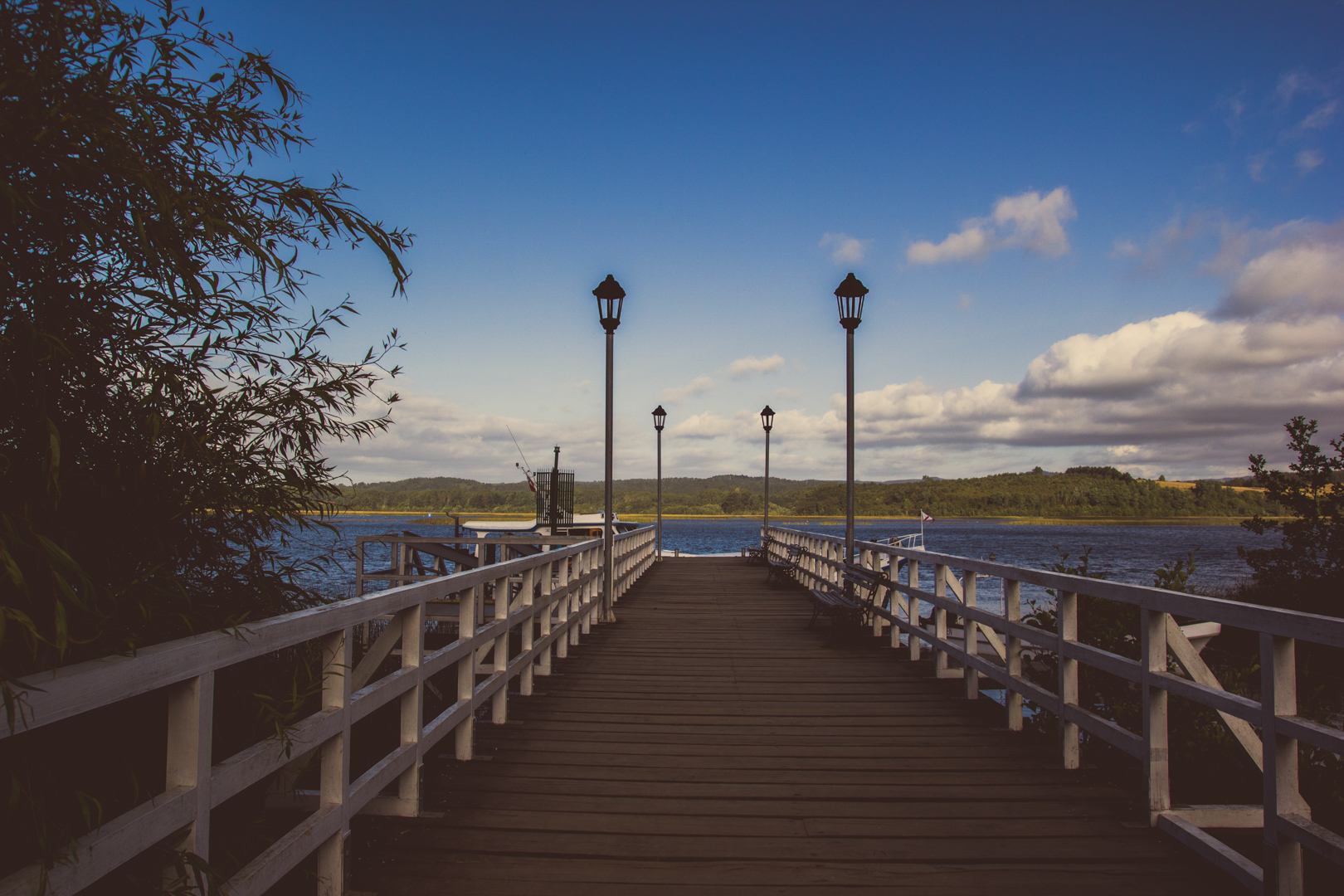
Muelle y embarcadero de la localidad de Punucapa.

Del mismo modo, la comuna cuenta con varios lugares de interés fuera de la ciudad:
- El Molino. Paraje rural de la comuna ubicado en la ribera oeste del río Cruces.
- Punucapa. Localidad ribereña ubicada en la ribera oeste del río Cruces, en ella se encuentra una planta de sidra con productos frutículas propios de la zona, además de celebrarse la festividad de Virgen de la Candelaria durante el mes de febrero.
- Curiñanco. Localidad del litoral costero ubicada en el norte de la comuna, próxima al Área costera protegida Punta Curiñanco.
- Niebla. Localidad del litoral costero de la comuna donde se ubica el Sistema de fuertes de Valdivia, balnearios turísticos y encuentros costumbristas.
- Los Molinos. Balneario y caleta en donde se comercializan pescados y mariscos.
- Torobayo. Se ubica camino a la costa valdiviana en donde se ubica la fábrica de la Cervecería Kunstmann.
- Pilolcura. Localidad costera ubicada al norte de la comuna, cercana al Área costera protegida Punta Curiñanco.
- Parque Oncol. Parque natural donde se puede practicar ecoturismo.

- Santuario de la Naturaleza Carlos Anwandter. Se ubica al norte de la ciudad e incluye los humedales de los ríos Cruces y Chorocomayo.

### Terrestre
Tren El Valdiviano

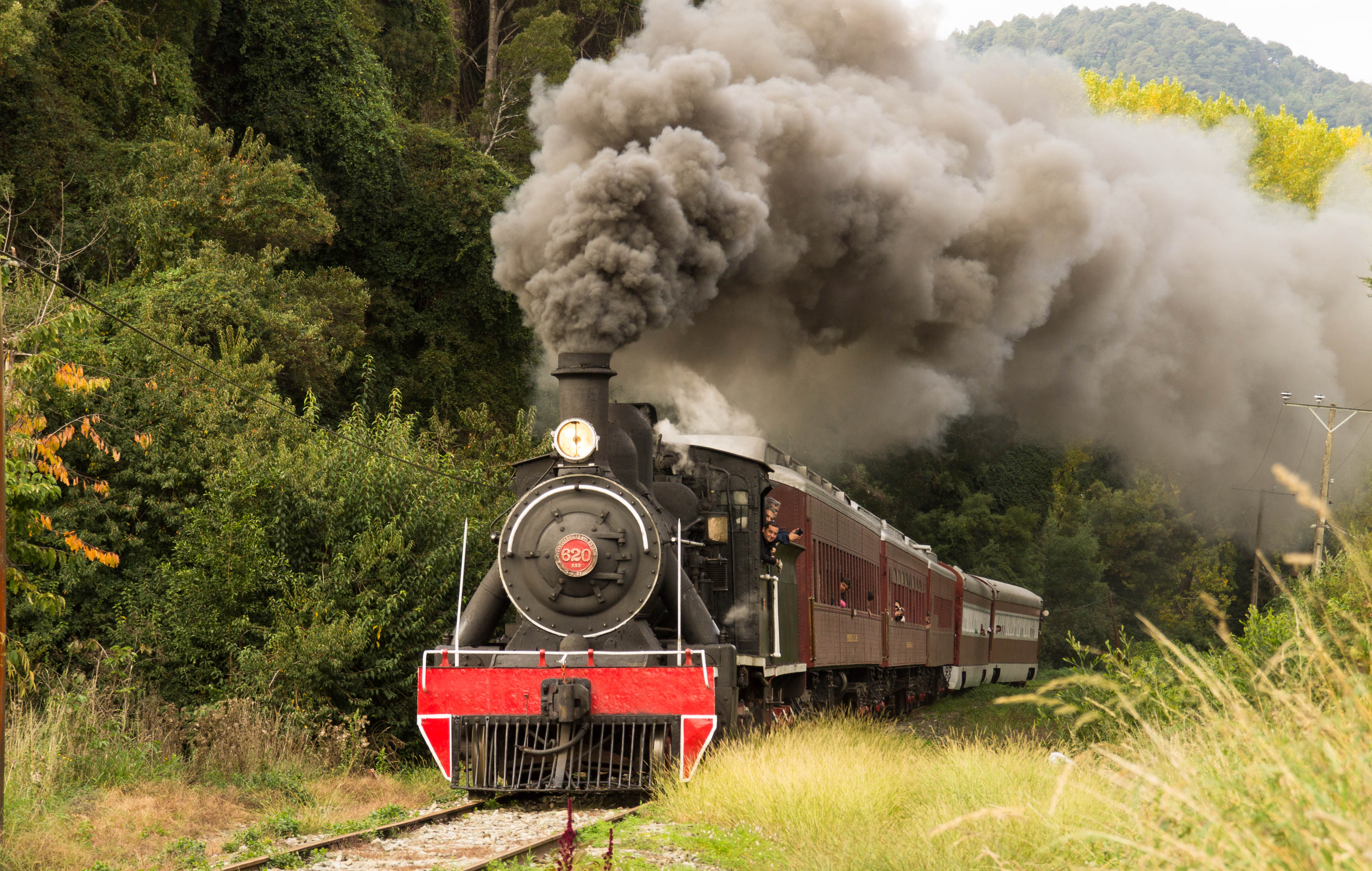
Locomotora de vapor 620 "El Valdiviano" en su recorrido dominical Valdivia/Antilhue.

El Tren El Valdiviano es un tren de vapor histórico de las décadas del 30 y 50, que recorre 28 kilómetros entre la estación Valdivia y la estación Antilhue, en la Región de Los Ríos. El ferrocarril es arrastrado por una centenaria locomotora número 620 Tipo 57, fabricada por la Sociedad Maestranzas y Galvanización de Viña del Mar, con planos originales de la North British, Escocia, en el año 1908. Su fabricación se realizó el año 1913. Presenta cuatro coches y un coche comedor, con una capacidad de pasajeros entre 380 y 390 pasajeros.

Buses Turistik recorriendo diferentes puntos de la ciudad.

El Tren realiza el recorrido bordeando el río desde la ciudad de Valdivia haciendo paradas en Pishuinco, Huellelhue, hasta su parada final en la estación Antilhue y que reciben a los visitantes brindándoles la oportunidad de consumir productos locales, gastronomía típica y artesanía.
El Tren estuvo fuera de la esfera de la ciudad por décadas. La estación de trenes se encontraba sin utilización real, y no habían locomotoras en un buen estado que permitiesen reactivar los viajes tan característicos de la zona. Sin embargo, en el año 1996 se iniciaron conversaciones con diversas autoridades locales, comunales, regionales, y nacionales con el objetivo de que el tren y su estación volviesen a funcionar. Finalmente. este proyecto se concreta y materializa en gran medida por el esfuerzo de la concejal de la época Helga Hardessen Pineda, quien fue la impulsora de esta idea y la principal responsable de que el Tren volviese a realizar sus clásicos recorridos entre Valdivia y Antilhue.
Buses Turísticos Urbanos
Actualmente la ciudad cuenta con buses turísticos de servicios gratuitos que recorren gran parte de la ciudad en diferentes puntos estratégicos que parten desde la zona céntrica y terminan en cervecería Kunstmann.

### Fluvial
Siete Ríos de Valdivia

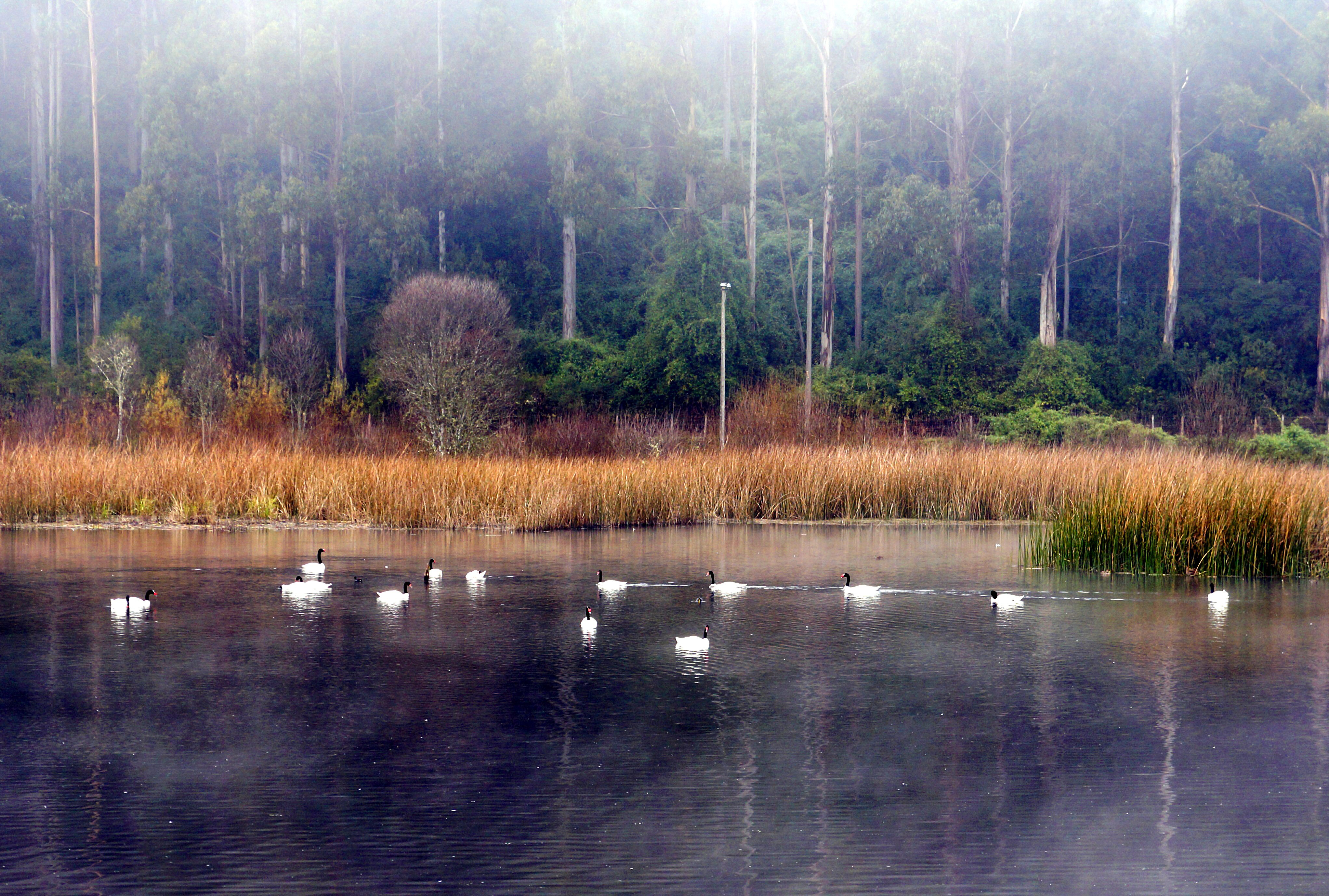
Los Siete Ríos de Valdivia, atraviesan numerosos humedales que se encuentran en la ribera de los ríos de la ciudad, entre ellos destaca el Santuario de la naturaleza Carlos Anwandter con Cisnes de cuello negro.

La ciudad históricamente, tanto en materia económica como turística, ha dependido de sus ríos, en la medida de que su desarrollo y progreso se la debe a los flujos de agua que la rodean. Las corrientes de agua se caracterizan por tener la particularidad de ser navegables en su parte baja, virtud que permite un expedito desarrollo del turismo, además de la práctica de diversos deportes acuáticos.
Diversas embarcaciones parten desde el Muelle Schuster por los diversos ríos de la comuna hacia localidades como Punucapa, Santuario de la naturaleza Carlos Anwandter, Isla Mancera, Isla del Rey, Niebla y Corral o simplemente navegando por los ríos Calle-Calle, Valdivia y Cruces.
Ciertos sectores de la ciudad corresponden en su gran mayoría a terrazas fluviales. La costanera de la ciudad de más de 2 km de longitud es bordeada por los ríos Calle-Calle y Valdivia. Mientras que el sector de Isla Teja es bordeado por el río Cruces.
Hacia el sector costero la diversificación de ríos disminuye dejando brazos principales para el Río Cruces Cutipay y Tornagaleones. desembocando todos ellos en la localidad de Niebla y en la bahía de Corral.

## Monumentos nacionales
| Monumento Histórico                        | Ubicación                                    | Decreto               | Descripción | Imagen |
| ------------------------------------------ | -------------------------------------------- | --------------------- | --- | ------ |
| Calle General Pedro Lagos                  | 39°49′49″S 73°15′2″O / -39.83028, -73.25056  | D. S. 89 01-04-1991   | Zona típica conformada por calles General Lagos y Yungay entre Lautaro y Miraflores, poblada por casonas de madera del siglo XIX, construidas por inmigrantes alemanes. |        |
| Casa de Carlos Andwanter                   | 39°48′46″S 73°15′2″O / -39.81278, -73.25056  | D. S. 7829 29-10-1981 | Actual Museo Histórico y Antropológico Maurice van de Maele, ubicado en Los Laureles s/n, isla Teja. |        |
| Casas y Parque Prochelle                   | 39°48′26″S 73°16′9″O / -39.80722, -73.26917  | D. S. 918 28-11-1985  | Parque Prochelle, Casa Prochelle I y Casa Prochelle II, ubicadas en la Av. Los Robles N.º 04, isla Teja. |        |
| Castillo de Niebla                         | 39°52′11″S 73°24′10″O / -39.86972, -73.40278 | D. S. 3869 14-06-1950 | También conocido como Castillo de la Pura y Limpia Concepción de Monfort de Lemus, ubicado en Punta de Niebla. |        |
| Feria Fluvial de Valdivia                  | 39°48′46″S 73°14′54″O / -39.81278, -73.24833 | D. 414 04-11-2009     | Zona típica, uno de los principales focos comerciales de la ciudad, junto al navegable río Valdivia y con panorámicas hacia la isla Teja. |        |
| Humedales de los ríos Cruces y Chorocomayo | 39°48′21″S 73°16′33″O / -39.80583, -73.27583 | D. S. 2734 03-06-1981 | Santuario natural ubicado al norte de la confluencia entre los ríos Cruces y Calle-Calle. Comprende el lecho, las islas y las zonas de inundación de los ríos, entre el extremo norte de isla Teja por el sur y 2 km al norte del Castillo San Luis de Alba por el norte.                                                                                                  |        |
| Iglesia de San Francisco                   | 39°49′5″S 73°14′51″O / -39.81806, -73.24750  | D. E. 1377 18-07-2007 | Iglesia del siglo XVIII (1786). Ubicada en calle Yerbas Buenas N.º 181, esquina Vicente Pérez Rosales. |        |
| Torreón Los Canelos                        | 39°49′4″S 73°14′54″O / -39.81778, -73.24833  | D. S. 744 24-03-1926  | Construido en 1774 bajo las órdenes de Joaquín de Espinoza. Ubicado en la calle General Lagos esquina Yerbas Buenas. |        |
| Torreón Picarte                            | 39°49′10″S 73°13′49″O / -39.81944, -73.23028 | D. S. 744 24-03-1926  | Construido en 1774 bajo las órdenes de Joaquín de Espinoza. Ubicado en la esquina de las calles Picarte con puente Calle-Calle. |        |
| Naufragio Vapor Los Canelos                | 39°51′30″S 73°13′51″O / -39.85833, -73.23083 | D. S 311 22-10- 1999  | Propiedad de la Naviera "Haverbeck & Skalweit que trasladaba madera, harina y surtidos hacia la zona norte de Chile, llegado el día 16 de mayo de 1960 al Puerto de Corral, siniestrado por tres grandes olas de 10 metros, el día 22 de mayo de 1960 durante el Maremoto de Valdivia de 1960 y arrastrado 30 metros hacia el interior del Río Valdivia a las 17:40 horas. |        |

## Cultura

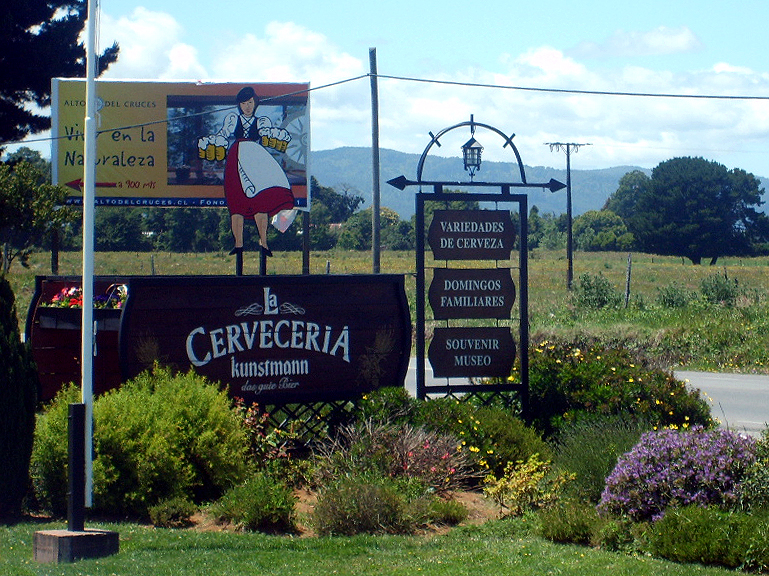
Sector Torobayo donde se encuentran variadas fábricas de cervecerías artesanales.

La ciudad se caracteriza por poseer tradiciones arraigadas y multiculturales, vinculadas a los pueblos autóctonos, especialmente mapuches, así como a la influencia de inmigrantes nacionales, provenientes de Chiloé y otros sectores del centro y sur del país, e internacionales, especialmente españoles y alemanes, estos últimos establecidos en esta y otras ciudades de la zona durante la segunda mitad del siglo XIX. Su antiguo aislamiento con respecto al resto del país, debido fundamentalmente a sus condiciones naturales y abundantes lluvias, permitió que se estableciera en ella un fuerte sentido de identidad cultural local.
En Valdivia se realizan diversos eventos artísticos y culturales, varios de los cuales se llevan a cabo de forma anual, que continúan la vocación artística de la ciudad, expresada desde la segunda mitad del siglo XIX en los múltiples recintos culturales como el Club de la Unión y los teatros Valdivia, Central, Edén, Alcázar y Cervantes.
En el verano se realiza el evento «Aperitivos culturales», que incluye conciertos al aire libre de música clásica, ópera, música celta, jazz, bossa nova, ballet y teatro de compañías nacionales y extranjeras.

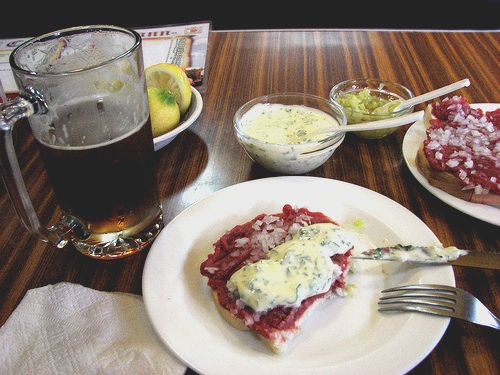
El tradicional «crudo valdiviano».

### Gastronomía
Parte de la gastronomía valdiviana está basada en las recetas de los inmigrantes alemanes que llegaron a la ciudad durante el siglo XIX. Los frutos introducidos como la murta o la mora son utilizadas para la fabricación de licor, mistela, mermelada e igualmente permiten la elaboración de kuchen de fruta. Por otra parte, con las manzanas propias de la zona de Pelchuquín se prepara el küchen de manzana, strudel de manzana, stollen y streuselküchen. Otro plato tradicional es el «crudo valdiviano», elaborado con carne de vacuno cruda, cebolla y otros acompañamientos, sobre pan de molde.
Uno de los platos típicos de la comuna es «El valdiviano», sopa originaria de la época en que los españoles llegaron a Chile. Su nombre se debe a que se originó en la zona durante la colonización española, debido al frío propio de la región. Era el alimento principal de soldados, el que logró perdurar durante siglos hasta el presente.
Las diversas fábricas de chocolaterías, bombones y mazapán utilizan frutos del bosque silvestres propios del bosque valdiviano, que van directamente a la preparación de la repostería chocolatera, pastelera y conservera de la zona.

### Museos

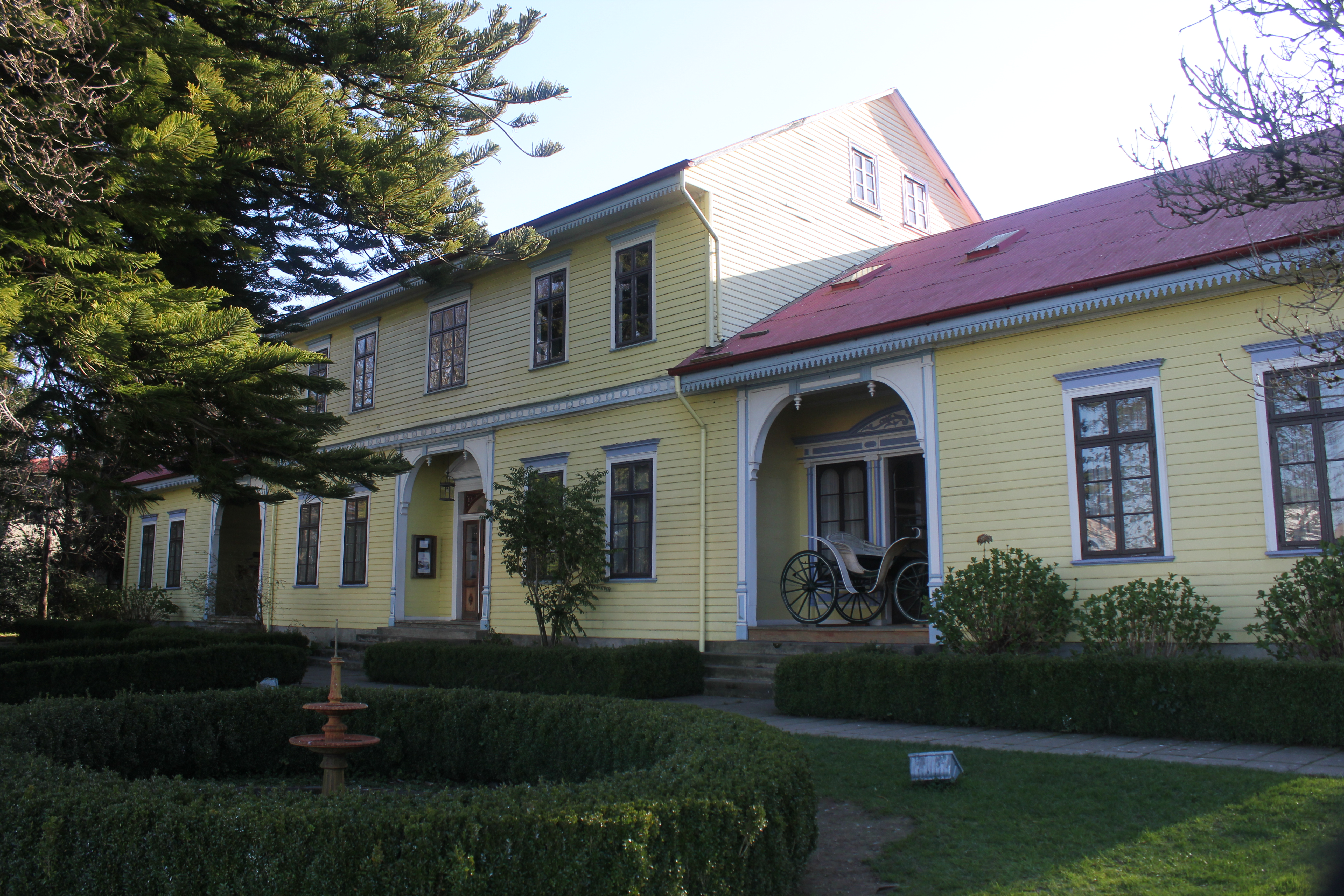
Casa de Carlos Anwandter, Monumento Nacional actualmente conocido como el Museo Histórico y Antropológico Maurice van de Maele.

La ciudad cuenta con salas de exposiciones como el Centro Cultural El Austral, en que se celebran charlas y cursos durante todo el año. La Universidad Austral de Chile cuenta con un recinto en Isla Teja llamado «Campus de la Cultura y Las Artes» que alberga la dirección museológicade la universidad, que incluye el Museo Histórico y Antropológico Maurice van de Maele, Museo de la Exploración Rudolph Amandus Philippi , el Museo de Arte Contemporáneo de Valdivia, y otros sitios de investigación. 
El Museo de la catedral de Valdivia se encuentra ubicado en el subsuelo de la misma. Su colección cuenta con piezas como un tabernáculo de madera dorada con espejos del siglo XVIII; óleos sobre tela de la escuela italiana del siglo XVII; y telares de siglo XVIII.

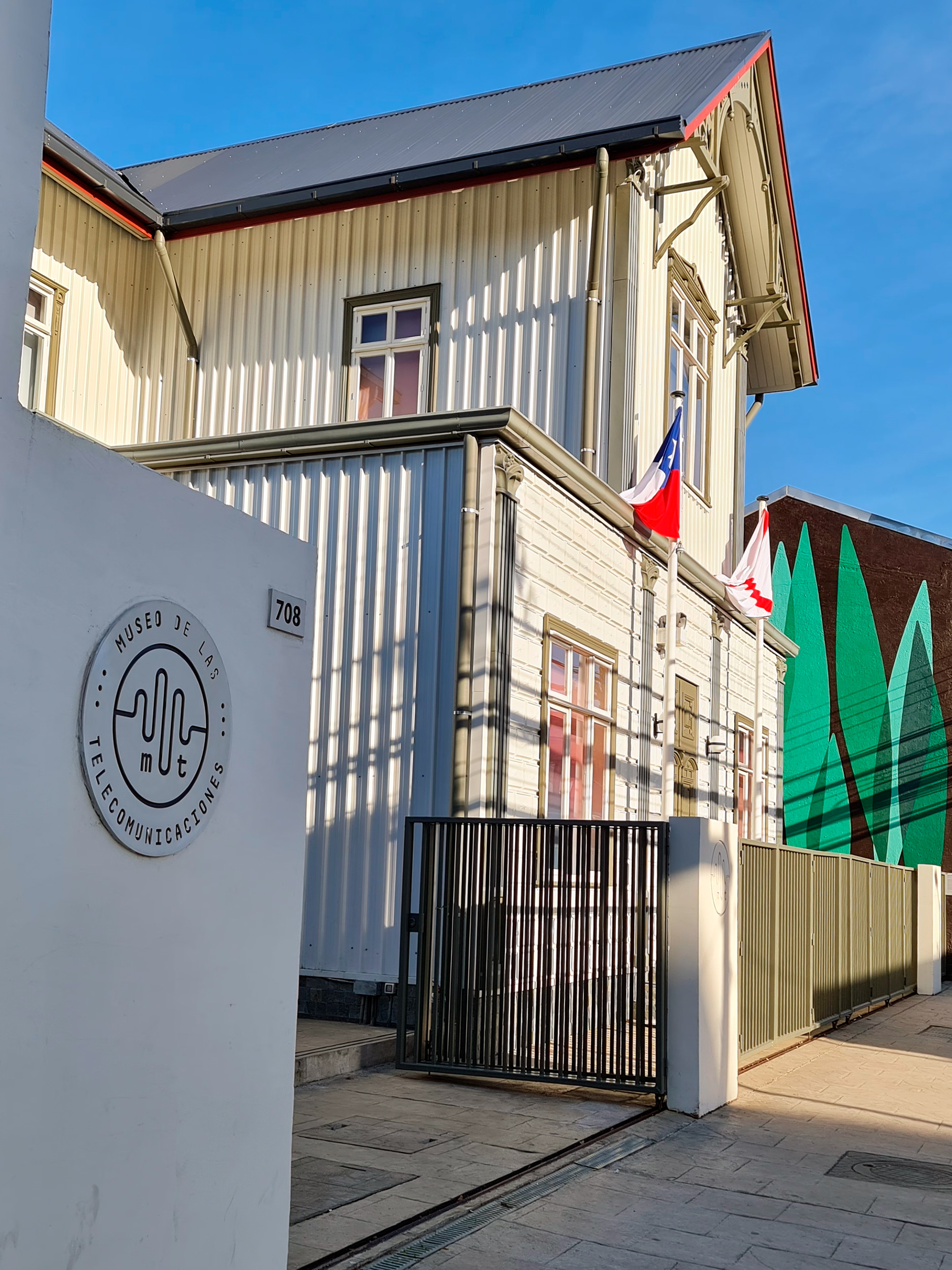
Museo de las Telecomunicaciones, de la empresa valdiviana Telsur.

En mayo de 2022 se inauguró el Museo de las Telecomunicaciones (Chile), obra gestada y financiada por Telsur, el primero de su tipo en el país, y que cuenta el desarrollo de las tecnologías que han posibilitado las comunicaciones a través del tiempo. El museo funciona en la reconstrucción de la casa Lüer, inmueble de fines del siglo XIX que previamente fue la sede de la Asociación de Básquetbol de Valdivia.
La Biblioteca tiene en su interior un pequeño museo con dioramas de la historia de la ciudad, llamado "Mira Valdivia"
El Castillo o Fuerte de Niebla es un museo de sitio, además de representar al servicio nacional del patrimonio.
En la costanera de la ciudad además se encuentra el Submarino O'brien, convertido en un museo, manejado por la Corporación Cultural Municipal.
En el sector de Cabo Blanco, junto al puente Cau-Cau, se encuentra el Centro de Humedales Río Cruces, donde funciona el Museo Dr. Roberto Schlatter.

### Música
Entre los valdivianos más célebres ligados al mundo de la música, se encuentran las bandas Aterrizaje Forzoso, que logró fama a finales de los 80, y Sexual Democracia, que cosechó gran éxito con sus producciones iniciales a principios de los 90, llegando a presentarse en el Festival de Viña del Mar de 1992. Otro importante exponente musical de la zona es el dúo Schwenke & Nilo —activo hasta 2012—, banda trascendente de la vertiente musical chilena conocida como Canto nuevo.
En el siglo XXI ha hecho su debut en la escena musical chilena la cantante valdiviana Carolina Nissen, algunos de cuyos temas figuran en radios y bandas sonoras de series y teleseries chilenas. Además desde 2009, la ciudad es sede del Festival Internacional de Música Electroacústica Ai-Maako.
Otras organizaciones y eventos relacionados:
Conservatorio de Música de la Universidad Austral de Chile. Es una unidad académica dedicada a la formación de intérpretes profesionales y la difusión de la música docta. Su presencia en Valdivia y en el sur de Chile data de 1955 que lo consolida como la única entidad de formación instrumental en el sur-austral del país, contando con una planta de docentes e intérpretes con experiencia y formación internacional.
Orquesta de Cámara de Valdivia (OCV). Fue fundada el año 2010 y es una de las seis orquestas profesionales fuera de la Región Metropolitana considerada en el presupuesto de la nación. Además de su temporada principal de conciertos en Valdivia, que considera 28 presentaciones, cada año la Orquesta realiza labores de extensión, con más de 60 conciertos gratuitos en barrios y comunas de la zona sur, además de actividades educativas en escuelas, con énfasis en sectores rurales.
Festival Internacional de Jazz de Valdivia. Nace en julio del año 2000 con base en la inquietud de músicos y amantes del jazz de difundir y promover este estilo de música en el sur de Chile. Hoy se considera el festival más antiguo de Chile y uno de los más importantes en este género musical en el Cono Sur.
Campamentos musicales Marqués de Mancera. Corresponde al campamento musical más antiguo de Chile, con más de 25 años de existencia. Se realiza cada inicio de verano marcado por la difusión de la música y capacitación de niñas, niños y jóvenes intérpretes. Participan jóvenes y niños de Chile y el mundo ofreciendo más de 30 conciertos gratuitos en la ciudad y en la Región de Los Ríos. Presenta el apoyo de la Fundación de Orquestas Juveniles e Infantiles de Chile (FOJI).
Festival del Cantar Vecinal: Es un certamen de canto vocal en el que participan ciudadanos locales en competición y se complementa con la participación de bandas y artistas nacionales y locales, es organizado por la Ilustre Municipalidad de Valdivia y se realiza durante el mes de febrero.
Festival Fluvial: Es un espacio donde convergen artistas y agentes de la industria musical y creativa mundial, en un ambiente de fiesta y reflexión con conciertos e intervenciones en espacios públicos, junto al río y en salas de la ciudad. El festival contribuye a la formación y reflexión en torno al arte, las industrias creativas, la sociedad y el medio ambiente.

### Literatura
La Feria del Libro de Valdivia es organizada anualmente por la Corporación Cultural Municipal en el Parque Saval. Así mismo, la Sociedad de Escritores de Chile, a través de su filial Valdivia y con colaboración de la Universidad Austral de Chile, realiza periódicamente tertulias literarias, un espacio en el cual se presentan libros y se comparten las letras locales con la comunidad estudiantil.

### Teatro
El 'Teatro Cervantes' es el principal recinto cultural de Valdivia. Fue construido en 1935 y ha sido escenario de importantes atracciones artísticas del país, siendo el centro neurálgico de la cultura valdiviana durante años.
Junto con el Teatro Municipal Lord Cochrane, el Teatro Cervantes es escenario del Festival Lluvia de Teatro, realizado tradicionalmente en invierno durante el mes de julio. El evento pone a disposición del público una amplia cartelera de obras con funciones diarias y a precios asequibles.

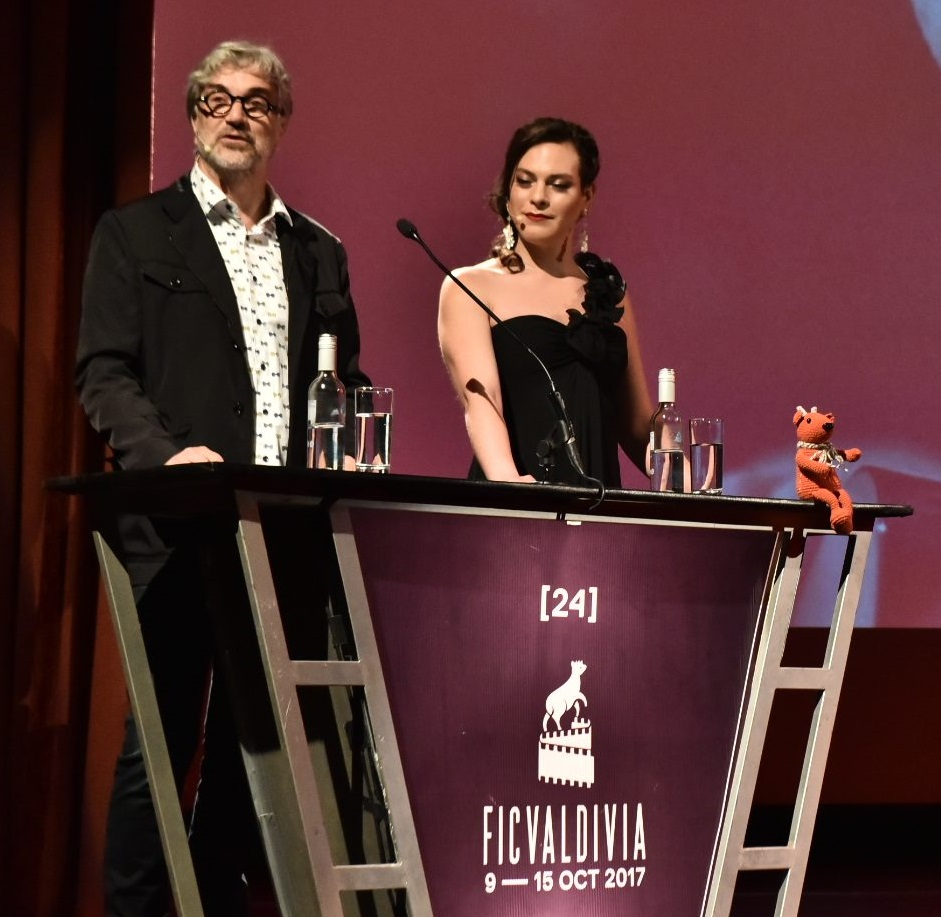
El Festival Internacional de Cine de Valdivia (FICV) es uno de los eventos de más importantes de América Latina y Chile.

### Cine
El Festival Internacional de Cine de Valdivia (FICV) es el evento cinematográfico más relevante de Chile, uno de los más importantes a nivel mundial y Latinoamérica. Se realiza desde 1994, generalmente durante el mes de octubre. Al año 2010, el festival había exhibido más de cuatro mil producciones cinematográficas, tanto nacionales como internacionales. Los ganadores de cada categoría son galardonados con la estatuilla de un pudú dorado.
Otras instancias dedicadas al mundo cinematográfico son el Festival Internacional de Cine de Terror de Valdivia, realizado desde 2003, y exhibición de obras del Cine Club de la Universidad Austral de Chile, creado en 1963, el que exhibe preferentemente cine clásico, cultural e internacional.

### Pintura
El concurso «Valdivia y su Río» se realiza desde el año 1983 y es de convocatoria nacional e internacional. Es organizado por la Corporación Cultural Municipal de Valdivia.

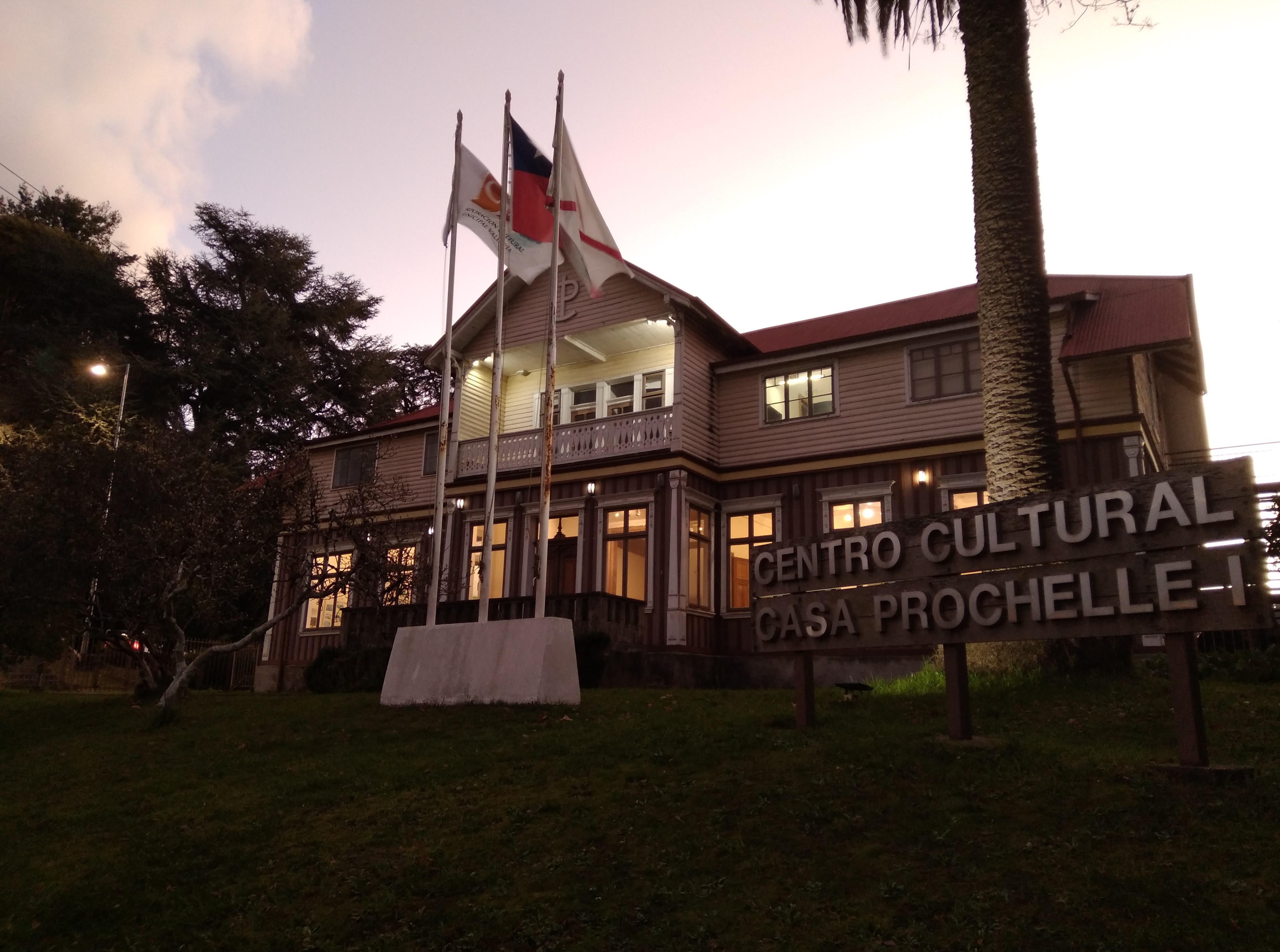
Centro Cultural Casa Prochelle en Isla Teja.

### Arte escultural
El concurso «Simposio Internacional de Escultura de Valdivia» es catalogado como uno de los eventos más importantes de Chile y de prestigio en América Latina.
Reúne a escultores y artesanos que en 10 días realizan esculturas con base en madera, piedra y metal cuyo objetivo primordial es acercar el arte a la dimensión pública in situ e in vivo. Es organizado por la Corporación Cultural Municipal de Valdivia.

### Vida Nocturna
Valdivia es también considerada una «ciudad bohemia». Tiene numerosos barrios en los que se pueden encontrar discotecas, bares, pubs, cervecerías y restaurantes de buen nivel, lo que la convierten en una ciudad con activa vida nocturna en cualquier época del año, debido a la gran población universitaria y turística.

## Eventos
En la ciudad la mayor parte de los eventos masivos, gastronómicos, culturales y de recreación son realizados durante la temporada de verano, sin embargo, durante el año también son realizadas variadas exposiciones de diferentes temáticas como la Feria Internacional del Chocolate, Expomundo Rural, Feria de la Chilenidad, Expo Primavera, Expo Navidad, entre otras; que son realizadas en el centro de ferias del parque Saval.

Bierfest Kunstmann y reparto de cerveza artesanal en las céntricas calles de la ciudad.

### Bierfest Kunstmann / Fiesta de la Cerveza Valdivia
Evento organizado por Cervecería Kunstmann que se celebra cada verano desde el año 2002 en el Parque Saval, con el fin de mantener las tradiciones alemanas y valdivianas de la zona. Cerca de 25 000 litros de cerveza son consumidos por turistas y fanáticos cerveceros. El evento incluye la «Biergarten» de concursos cerveceros, bandas locales y nacionales, ballet de danzas alemanas «Tanzfreunde», grupos alemanes de música y más de 16 especialidades que se ofrecen a disposición del público, además de una amplia oferta gastronómica en el lugar.
A esta celebración también se integra a toda la ciudad de Valdivia con actividades en diferentes puntos turísticos. Por ejemplo, degustación de cerveza gratuita y danzas tradicionales alemanas en la Plaza de la República y en la costanera, campeonato de remo de alta velocidad y regata de vela en pleno río Calle-Calle y río Valdivia, competencia de salto ecuestre organizada por el Club Ecuestre Paperchase Valdivia, y la exhibición de vehículos de colección dispuesta por el Club de Autos Antiguos de Valdivia.
Todos los fondos son recaudados para la Primera Compañía de Bomberos Germania de Valdivia.

### Feria Internacional de Artesanía
Se realiza cada mes de febrero en el «Recinto de Ferias» del Parque Saval para fomentar, fortalecer y promover el desarrollo de la actividad artesanal y de su inherente artesanía para generar valor cultural, social y económico para la comuna de Valdivia. Quienes participan de este evento exhiben y comercializan sus productos en una fecha de alta afluencia turística.

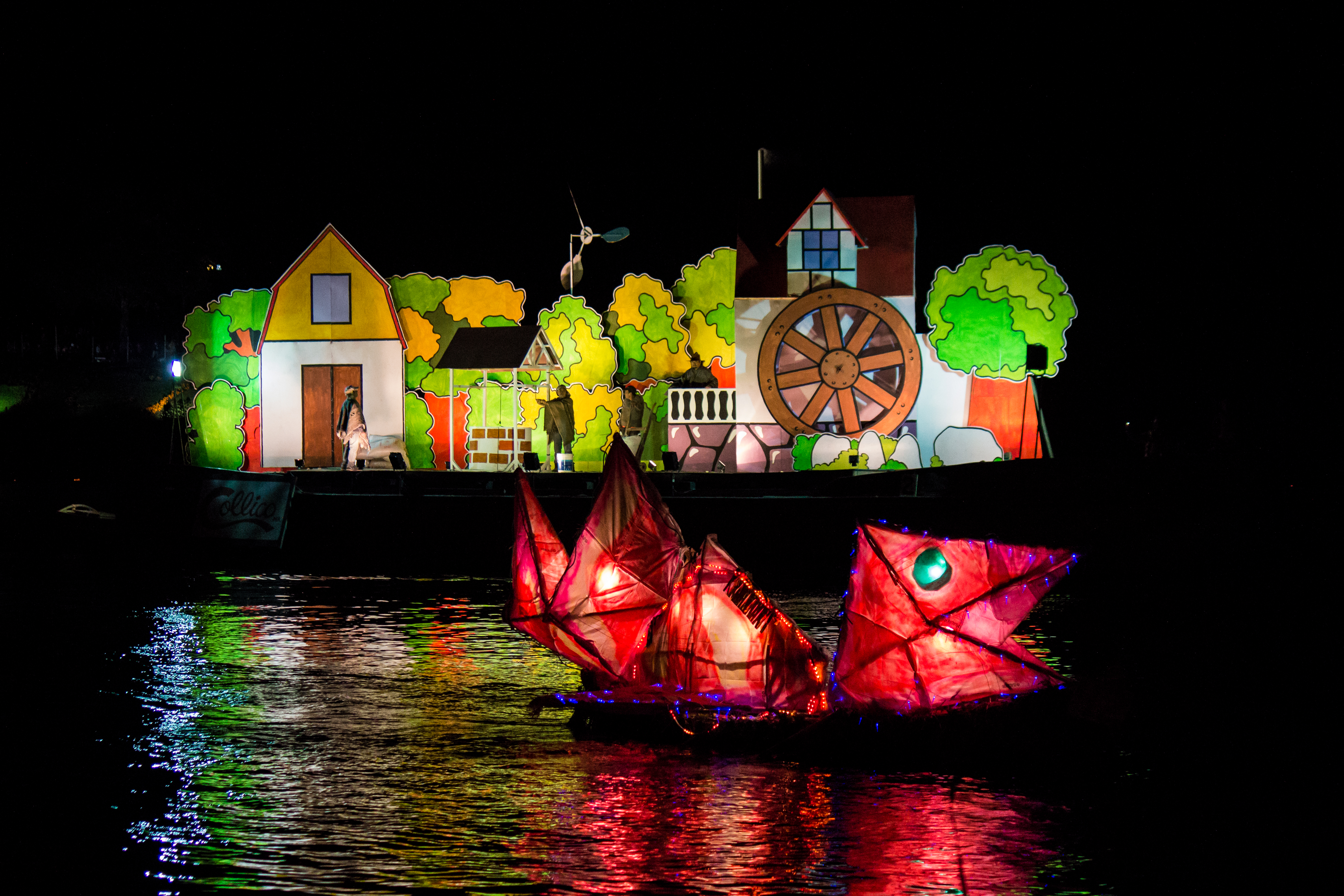
Corso Fluvial sobre los Ríos, en la tradicional «Noche Valdiviana».

### Noche Valdiviana
Es la fiesta más antigua de la ciudad realizada durante la Semana Valdiviana, que se celebra durante la última semana de febrero de cada año, acabando con un paseo de embarcaciones decoradas por el río Valdivia y con juegos pirotécnicos.
Según la tradición, la Noche Valdiviana conmemora una manifestación del siglo XVI en la que pobladores, descontentos con la administración del gobernador García Hurtado de Mendoza, en señal de protesta lanzaron sus botes al río con fardos de paja encendidos. Como resultado, el gobernador fue destituido y el desfile de embarcaciones —con luces en vez de fuego— pasó a ser una costumbre. Durante los años la conmemoración alcanzó una popularidad insospechada y se convirtió en uno de los eventos más esperados en Chile. En ella, desfilan por el río Valdivia y río Calle-Calle más de 50 embarcaciones engalanadas —encabezadas por la embarcación oficial del «Corso Fluvial» y de la Municipalidad de Valdivia— con montajes compuestos por la gente de la localidad, y compiten entre sí por los premios estipulados. Cierra el espectáculo un festival pirotécnico de más de 40 minutos de duración que culmina con cascadas de pirotecnia sobre el puente Pedro de Valdivia y frente a las tribunas oficiales. Tal espectáculo cierra las actividades veraniegas en la ciudad y se realiza el último sábado del mes de febrero.

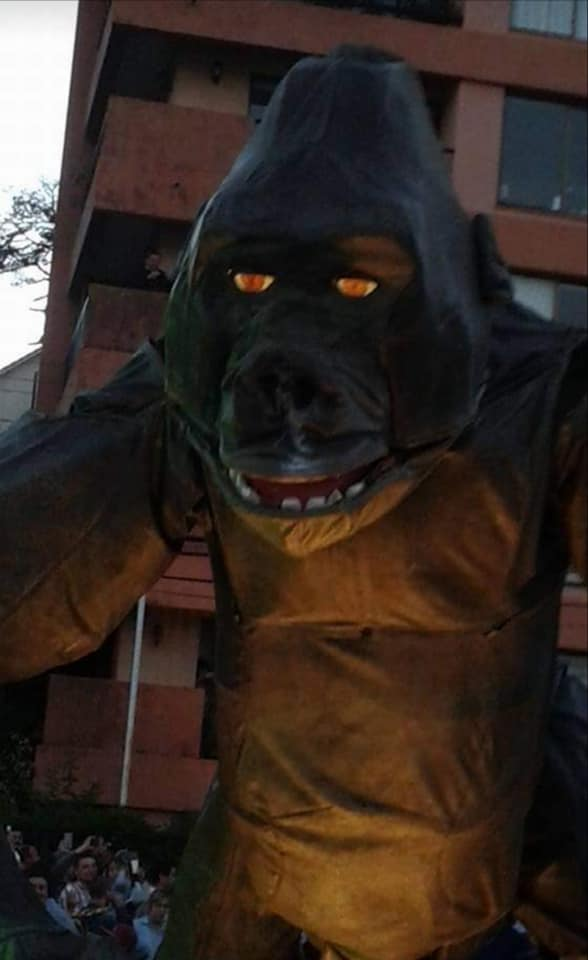
Festival Teatro a Mil por las calles de la ciudad de Valdivia.

### Carnaval de la Primavera
Se realiza cada primavera en el sector costanera de la ciudad con carros alegóricos adornados con diferentes temáticas que pretenden recibir de la mejor manera la nueva estación, después de largos y crudos meses de invierno. El evento consta con cuatro diferentes competencias (carros alegóricos y murgas, en categorías infantil y adulto) y concluye con un espectáculo de fuegos artificiales.

### Carrera de los Autos locos
Se realiza en sector costanera haciendo bajar por la fuerza de la inercia los carros locos que fabrican los competidores con material reciclado. La carrera consta de dos etapas; en la primera, los participantes de las categorías Prix y Grand Prix bajan una cuesta, empujados por sus acompañantes. La segunda etapa, voluntaria y que genera la expectación de los asistentes, consiste en pasar por una rampa ubicada en una cuesta, de aproximadamente 35 centímetros de altura en la que algunos carros no logran superar el pequeño salto y se destruyen al tocar el suelo, sacando aplausos entre el público. Las categorías compiten por un premio mayor y un viaje para dos personas.

### Fiesta de la Cerveza Negra y Artesanal
Evento organizado por la Ilustre Municipalidad de Valdivia y la Agrupación de Cerveceros Valdivianos en la que se exhiben para consumo más de 30 empresas de cervecerías locales principalmente de la Región de Los Ríos, además se complementa con gastronomía y espectáculos de bandas nacionales y locales.

### Festival Teatro a Mil Valdivia

Ironman Valdivia 70.3 en distintos puntos de la ciudad.

La Fundación Teatro a Mil extiende sus eventos callejeros, teatrales y de intervencionismo cultural en las calles de la ciudad de Valdivia, presentando diversos espectáculos de compañías teatrales nacionales e internacionales de las artes escénicas, que se suman a las actividades y eventos masivos durante el verano. Tal evento se realiza por las diferentes calles de la ciudad e incluyen participación ciudadana y de artistas locales.

### Ironman Valdivia 70.3
Carrera de carácter internacional basada en el Triatlón, reuniendo a triatletas nacionales e internacionales, los que compiten en diversas categorías en un recorrido que contempla 1.9 km de natación por los ríos Valdivia y Cau-cau. Luego de completar la primera transición, los triatletas emprenden un recorrido en bicicleta de 90 kilómetros, teniendo el parque Saval ubicado en Isla Teja como punto de inicio y fin, pero pasando por la comuna de Máfil y localidades de Pufudi y Los Pinos. Después de la segunda transición, la carrera de running se desarrolla con tramos mixtos, partiendo desde el parque Saval en Isla Teja hasta el sector Costanera de Valdivia por los puentes Cau Cau y Calle Calle. Posteriormente, se realizan dos giros por la Costanera de la ciudad y un medio giro en dirección a la meta para culminar el recorrido total de 21 km.
Este evento se destaca además por ser el primero de su categoría en ser carbono neutral, lo que significa que la organización asume del cuidado del entorno y el medio ambiente, estableciendo mediciones y una serie de acciones para mitigar el impacto ambiental de la prueba.

Climb Fest Valdivia The North Face en Puente Pedro de Valdivia.

La actividad deportiva en su totalidad está organizada en su conjunto con el sponsor oficial Smart Fit y la Ilustre Municipalidad de Valdivia. Es transmitida para todo el mundo a través de la señal abierta de TVN.

### Climb Fest Valdivia The North Face
Evento internacional de escalada que se realiza en Londres, Chicago y la capital de la Región de Los Ríos. Es organizado por The North Face, que reúne a expertos deportistas internacionales quienes escalan un muro de 15 metros de altura y un techo de 9 metros de avance que está ubicado bajo el Puente Pedro de Valdivia.
La prueba deportiva se realiza en modalidad psicobloc velocidad, conocida también como Deep Water Soloing, que destaca por que los participantes escalan sin cuerda y por la caída libre hasta el río Valdivia.

## Deportes

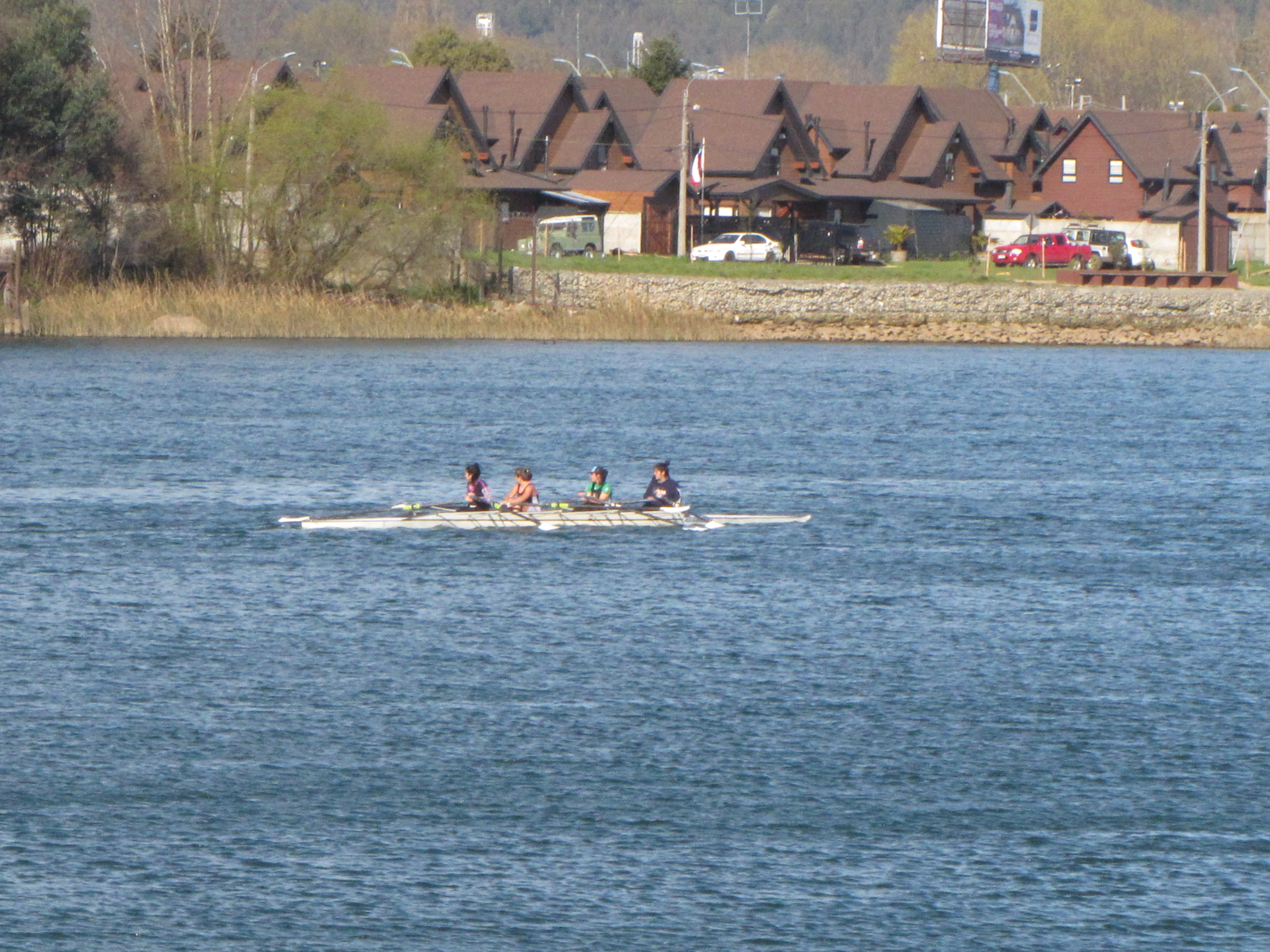
El Remo es uno de los deportes característicos de la ciudad, otorgando reconocimiento y medallas a grandes deportistas valdivianos.

### Básquetbol
El deporte más exitoso en la ciudad es el baloncesto. La comuna cuenta con dos equipos profesionales: el Club Deportivo Valdivia (CDV) y el Club de Deportes Las Ánimas. Ambos clubes disputan la Liga Nacional de Básquetbol de Chile y la Liga Saesa. El CDV participa en la máxima categoría del básquetbol profesional chileno desde 1986 —primero en Dimayor y actualmente en la Liga Nacional—, caracterizándose por tener el más alto promedio de asistencia de público en el básquetbol chileno[cita requerida], contando con tres títulos nacionales de la principal competencia de básquet en Chile, ganando la Dimayor en 2001 y la Liga Nacional en 2016 y 2019. Por su parte, Las Ánimas obtuvo el título de la Liga Nacional en 2018.
Valdivia posee como recinto para la práctica del baloncesto el Coliseo Municipal Antonio Azurmendy Riveros, siendo sede de torneos internacionales de básquetbol en el país y de campeonatos mundiales y sudamericanos, donde han jugado estrellas de la NBA, como Nocioni, Nene y Anderson. El Coliseo Antonio Azurmendy es conocido en el medio cestero nacional como «La catedral del básquetbol chileno».

### Remo
El remo es el deporte que más éxitos ha dado a Valdivia y es practicado por cuatro clubes de la ciudad: el Club Deportivo Phoenix Valdivia, el Club de Remeros Centenario, el Club de Remeros Arturo Prat y el Club de Regatas Valdivia, con títulos mundiales obtenidos por Cristian Yantani y Miguel Cerda en Sevilla 2002, ambos del Club Phoenix. Además, cuentan con un sinnúmero de títulos sudamericanos y panamericanos y representaciones continuas en los Juegos Olímpicos. El éxito de este deporte ha sido propendido por las buenas condiciones de sus aguas en los ríos Calle-Calle y Valdivia para su práctica, sumado a la inclemencia del clima que, según los remeros, forma su carácter.

El velerismo es uno de los deportes más practicados en la ribera de los ríos que confluyen en la ciudad.

### Fútbol
El Club de Deportes Valdivia representa a la ciudad en el fútbol profesional, jugando el año 2020 en la Primera B, segunda categoría más importante en Chile. Este club fue fundado el 5 de junio de 1983 y disuelto en 1991, para luego volver años más tarde, alcanzando a jugar dos años en Primera División en 1988 y 1989. En 2016, luego de años fuera del profesionalismo, logró volver a Primera B para la temporada 2016-17 consiguiendo el título en la Segunda División Profesional de Chile, tercera categoría del fútbol chileno.

### Deportes ecuestres
Igualmente se encuentran variadas escuelas de equitación, cuyas actividades de competencia son realizadas mayormente en la época de verano, realizándose torneos nacionales y de escuelas ecuestres de la zona sur. Destacan escuelas como Valdivia Paperchase Club y el Club Ecuestre la Dehesa.

Diferentes competiciones de ciclismo son desarrolladas en las diferentes ciclovías y rutas internas de la ciudad.

En cuanto al rodeo chileno, la Asociación Valdivia es la segunda más ganadora a nivel nacional, con 10 títulos del Campeonato Nacional de Rodeo. Solo la supera la Asociación Curicó.

### Otros deportes
Valdivia cuenta con representantes en otras disciplinas deportivas, como el golf con Felipe Aguilar, quien se inició en esta disciplina en el club de golf Santa Elvira y profesional desde 1999. Ha obtenido títulos en el PGA European Tour, Challenge Tour, medalla de oro en los Juegos Suramericanos de 2014 y de bronce en los Juegos Panamericanos de 2015, entre otros logros.
En el boxeo se destaca Daniela Asenjo, conocida como «La leona», campeona nacional peso supermosca.
| Equipo                      | Deporte    | Competición                          | Estadio                                     | Creación |
| --------------------------- | ---------- | ------------------------------------ | ------------------------------------------- | -------- |
| Deportes Valdivia           | Fútbol     | Primera B de Chile                   | Estadio Parque Municipal                    | 1983     |
| Club Deportivo Valdivia     | Baloncesto | Liga Nacional de Básquetbol de Chile | Coliseo Municipal Antonio Azurmendy Riveros | 1986     |
| Club de Deportes Las Ánimas | Baloncesto | Liga Nacional de Básquetbol de Chile | Coliseo Municipal Antonio Azurmendy Riveros | 2001     |

## Desarrollo científico

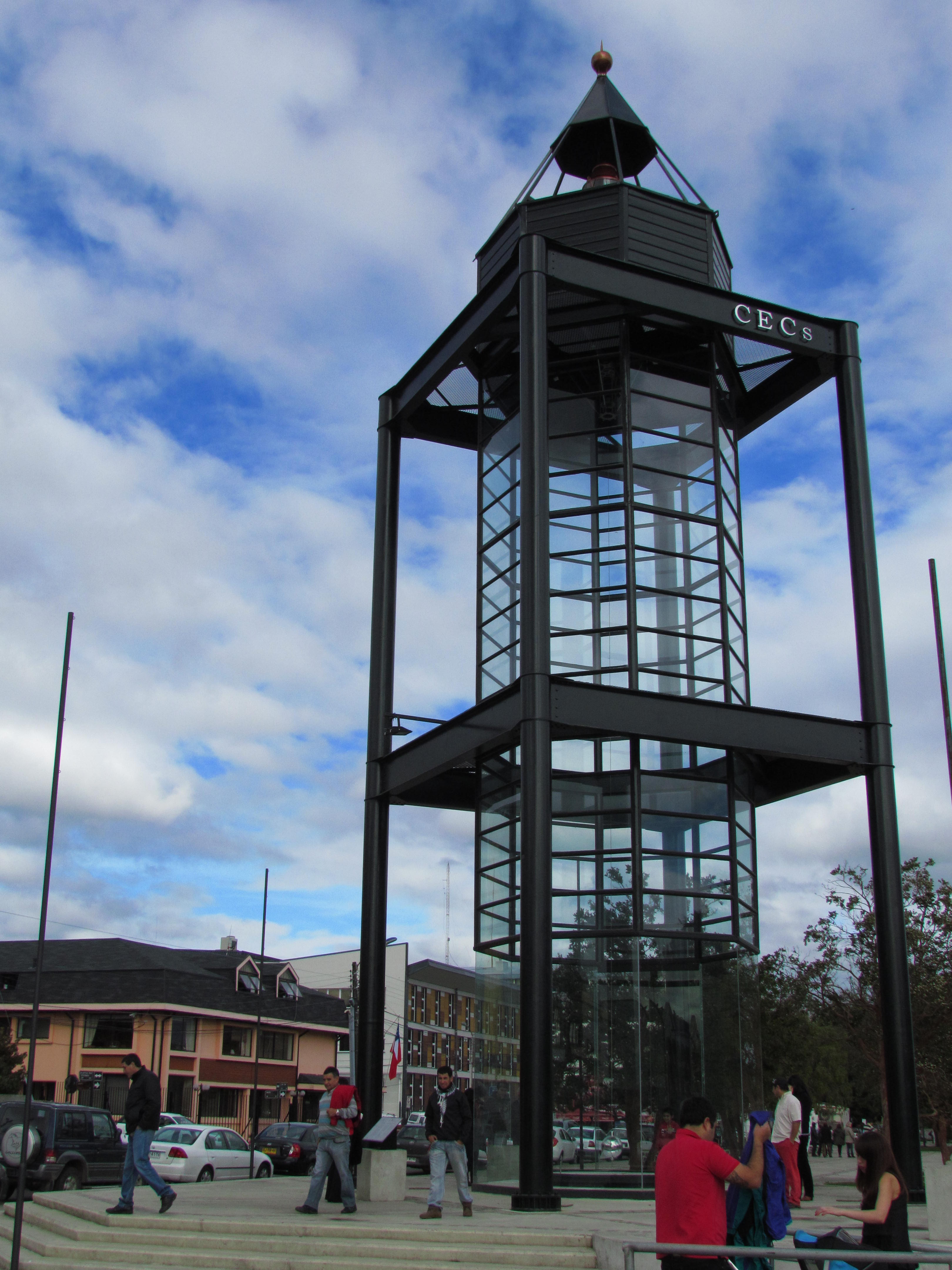
Péndulo de Foucault del Centro de Estudios Científicos (CECs), en la Costanera de la Ciencia.

### Centro de Estudios Científicos del Sur (CECs) - Universidad San Sebastián
El Centro de Estudios Científicos (CECs), es una corporación de derecho privado, sin fines de lucro, dedicada al desarrollo, fomento y difusión de la investigación científica. Se trata de uno de los centros de estudios científicos avanzados más importante del país. Fue fundado en 1984 como el Centro de Estudios Científicos de Santiago, para luego trasladarse a Valdivia. Fue dirigido por el físico y Dr. Claudio Bunster.
Sus áreas de investigación y de trabajo son en las disciplinas de:
- Biología celular
- Biología molecular
- Fisiología celular
- Biotecnología
- Física teórica

Actualmente el Centro de Estudios Científicos del Sur está asociado a la Universidad San Sebastián.

### Costanera de la ciencia y péndulo de Foucault
El elemento central de la «Costanera de la ciencia» es un péndulo de Foucault. Este instrumento —que demuestra la rotación de la tierra— fue trasladado desde la sala principal del CECs a una torre de cristal y acero de una altura total de 20 metros sobre el nivel de la costanera. Sobre la torre octagonal del péndulo se encuentra el «Faro Péndulo», histórico instrumento de ayuda a la navegación que iluminó de 1896 a 1986 el faro Morro de Niebla, en la bahía de Corral. El faro, donado y reacondicionado por la Armada de Chile, tiene una visibilidad de 10 millas náuticas y está ubicado a 19,25 m sobre el nivel medio del río Valdivia.
A los pies del Faro Péndulo, está proyectado un gran mapa de Chile, el cono sudamericano y la Antártica. En este mapa se destacan los principales glaciares y cuerpos de hielos australes de nuestro país y del continente helado. Se indican asimismo las principales bases antárticas de investigación de varios países.

## Educación

### Educación escolar
Al año 2019, existen 114 establecimientos de educación escolar en la comuna: 44 municipales, 60 particulares subvencionados y diez particulares pagados. Algunos recintos emblemáticos son el Instituto Alemán Carlos Anwandter de Valdivia —fundado en 1848 y considerado como el establecimiento alemán más antiguo de Chile—, el Instituto Salesiano de Valdivia «ISV» —fundado en el año 1903,miembro de la Congregación Salesiana y Fundación Don Bosco— y el Instituto Inmaculada Concepción de Valdivia «ICV», fundado en 1883 y miembro de la Congregación de la Inmaculada Concepción.
Dentro de los establecimientos de carácter público, destaca el ex Liceo de Hombres —hoy Liceo Rector Armando Robles Rivera— fundado en 1845 y reconocido por estar dentro de los 50 mejores colegios municipales en Chile en rendimiento académico y en ingreso a la educación superior.
Entre los liceos profesionales que otorgan diferentes especialidades técnicas, se encuentran el Instituto Comercial de Valdivia, el Instituto Superior de Administración y Turismo, el Liceo Técnico de Valdivia y el Liceo Industrial de Valdivia.

### Universidad Austral de Chile

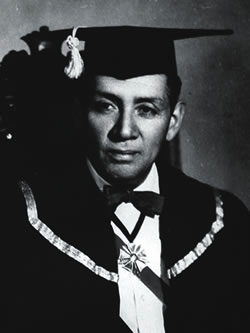
Rector Eduardo Morales Miranda, impulsor de la academia, cultura y ciencia en la ciudad de Valdivia.

#### Comienzos de la Academia en Valdivia
Los inicios de la vida universitaria y académica en la ciudad de Valdivia comienzan en el año 1942, donde un grupo de ilustrados de la ciudad liderados por el médico Eduardo Morales Miranda, impulsaron la Sociedad de Amigos del Arte de Valdivia; fundada el 17 de noviembre de 1944, que promovió el desarrollo de la cultura, la academia y las ciencias en la comunidad valdiviana. Dicha sociedad construyó un objetivo principal, la creación de una nueva universidad para Valdivia. Personalidades locales de diversos ámbitos apoyaron dicha iniciativa, entre ellos el senador de la Provincia de Valdivia de ese entonces "Carlos Acharán Perez de Arce", impulsando a que se concretara la idea desde sus comienzos.
Diez años pasaron desde donde diversas reuniones infructuosas, planteamientos y propuestas vieron la luz con la creación del directorio de la nueva universidad valdiviana, cuyo presidente del recién formado cuerpo administrativo recayó en el médico Eduardo Morales Miranda, el día 16 de febrero de 1954.
Diversas personalidades ligadas a la cultura, el arte y la ciencia valdiviana comprometidas con la causa entre ellas filántropos, médicos y empresarios industriales otorgaron donaciones de terrenos donde más tarde se emplazarían los futuros campus universitarios que albergarían las primeras carreras propias de la Universidad.
Paralelamente en la ciudad funcionaba la Universidad Técnica del Estado de Valdivia en el sector Miraflores con carreras técnicas profesionales, entre ellas destacó la creación de la carrera de técnico en mantención naval para profesionalizarse como carrera universitaria de Ingeniería naval años más tarde. Posteriormente hacia finales de los años 80, la Universidad Técnica del Estado de Valdivia es absorbida por la Universidad Austral para la creación de un campus universitario dedicado a las ciencias físicas matemáticas y de la ingeniería.
Luego de la absorción, la ciudad dejó de tener una universidad pública, lo que se ha mantenido hasta hoy, a excepción de un breve periodo (durante la década de los 2000) en que estuvo presente la Universidad Arturo Prat.

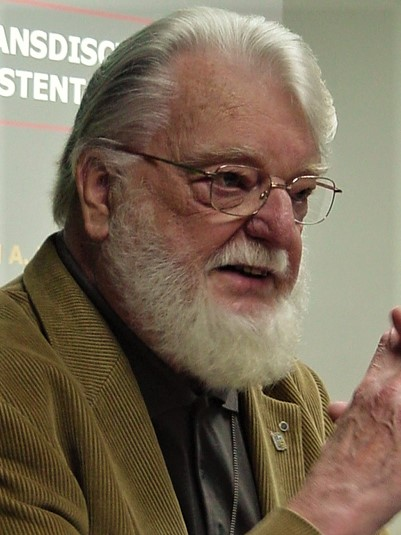
Manfred Max Neef, Premio Nobel Alternativo de economía y candidato presidencial en 1993, fue Rector de la UACh entre 1994 y 2002.

Finalmente el acto oficial y la creación de la identidad universitaria fue proclamada en un acto oficial el día 12 de marzo de 1955 en presencia del presidente de la República de la época Carlos Ibáñez del Campo, los ministros de Educación Pública, Obras Públicas, Justicia, Agricultura y Salud, el alcalde de la ciudad de Valdivia, Carlos Kaehler; el rector de la Universidad de Chile, Juan Gómez Millas; el rector de la Universidad Técnica del Estado, el prosecretario de la Pontificia Universidad Católica de Chile y otras autoridades universitarias; algunos embajadores y representantes de gobierno como los de Holanda, Estados Unidos y Alemania. En esa oportunidad, el alcalde de Valdivia expresó:
«Nace la Universidad Austral y nace en Valdivia. — Ésta tiene el marco adecuado para ella. Por sus condiciones, reina aquí la tranquila concentración y el respeto por la cultura que el estudio superior y los institutos de investigación necesitan. La Municipalidad de Valdivia está dispuesta a apoyar no sólo los planes inmediatos sino también los futuros planes.— Carlos Kaehler Schroeder (alcalde de Valdivia)».
No obstante, dicha casa de estudios superiores, obtiene su personalidad jurídica y autonomía propia seis meses más tarde luego de su proclamación oficial, el 7 de septiembre de 1955.

Rectoría y Casa Central de la Universidad Austral de Chile, antiguas casonas Reccius y Holzapfel ubicadas en el centro de la ciudad.

En ese contexto la Universidad Austral de Chile, es reconocida como una de las más prestigiosas e importantes del país. Fundada en 1954, pertenece al grupo selecto de solo ocho universidades existentes en el país al momento de la reforma a la educación superior en 1981, por lo que es parte de las «universidades tradicionales».
Cuenta en Valdivia con cuatro campus universitarios (Isla Teja, Miraflores, Campus de la Cultura y Las Artes, y Los Canelos) — los que en total suman 920 183 metros cuadrados. Ofrece 56 carreras de pregrado, en postgrado más de 30 programas de magíster, doce programas de doctorado y once especialidades médicas. Además tiene un Centro de Formación Continua.

#### Universidades Privadas

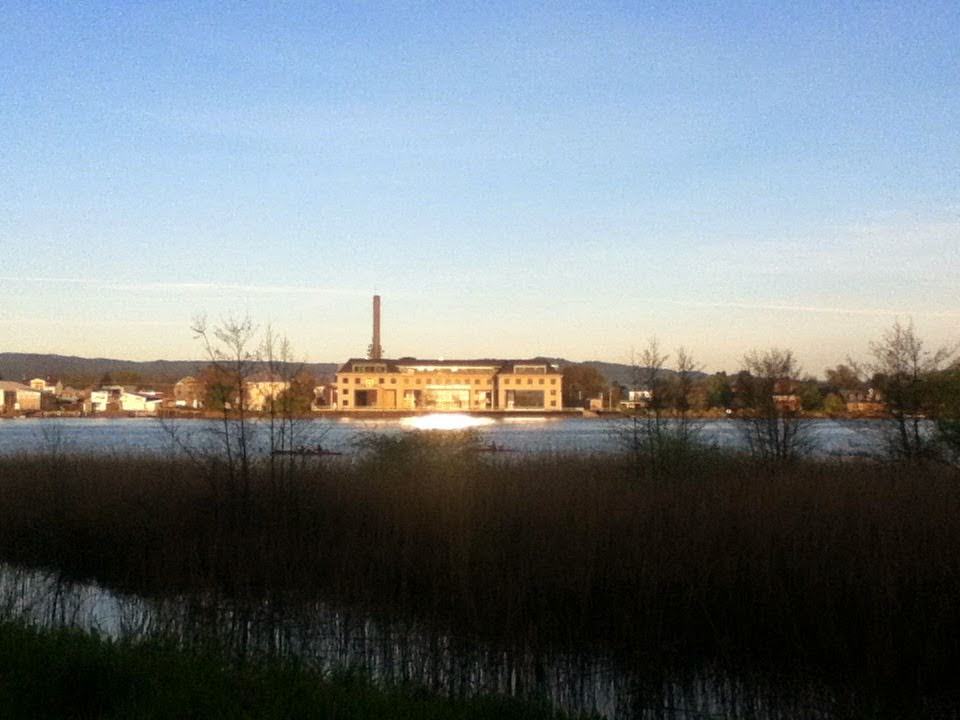
Vista de Universidad San Sebastián desde Isla Teja.

Universidad San Sebastián: En la ciudad esta institución posee 6 edificios los que suman más de 10 000 m² construidos, más un moderno gimnasio ubicado en la zona de Isla Teja. El edificio central de la universidad está ubicado en calle General Lagos que es zona patrimonial arquitectónica por la gran cantidad de casonas antiguas propias de la colonización alemana de Valdivia, este edificio cuenta con una moderna Aula Magna, además de contar con una vista privilegiada al Río Valdivia, a los humedales propios de la zona y al Puente Cruces que conecta a la ciudad con la zona costera valdiviana. En el sector Regional en cercanías del Hospital Clínico Regional de Valdivia posee un centro de salud para atención de pacientes y prácticas profesionales. Actualmente esta institución presenta colaboración directa con el Centro de Estudios Científicos (CECs). 
Universidad Tecnológica de Chile: Se encuentra ubicada en Av. Pedro Aguirre Cerda, el sector de Las Ánimas de la ciudad, posee un moderno edificio que alberga diferentes carreras técnico profesionales.

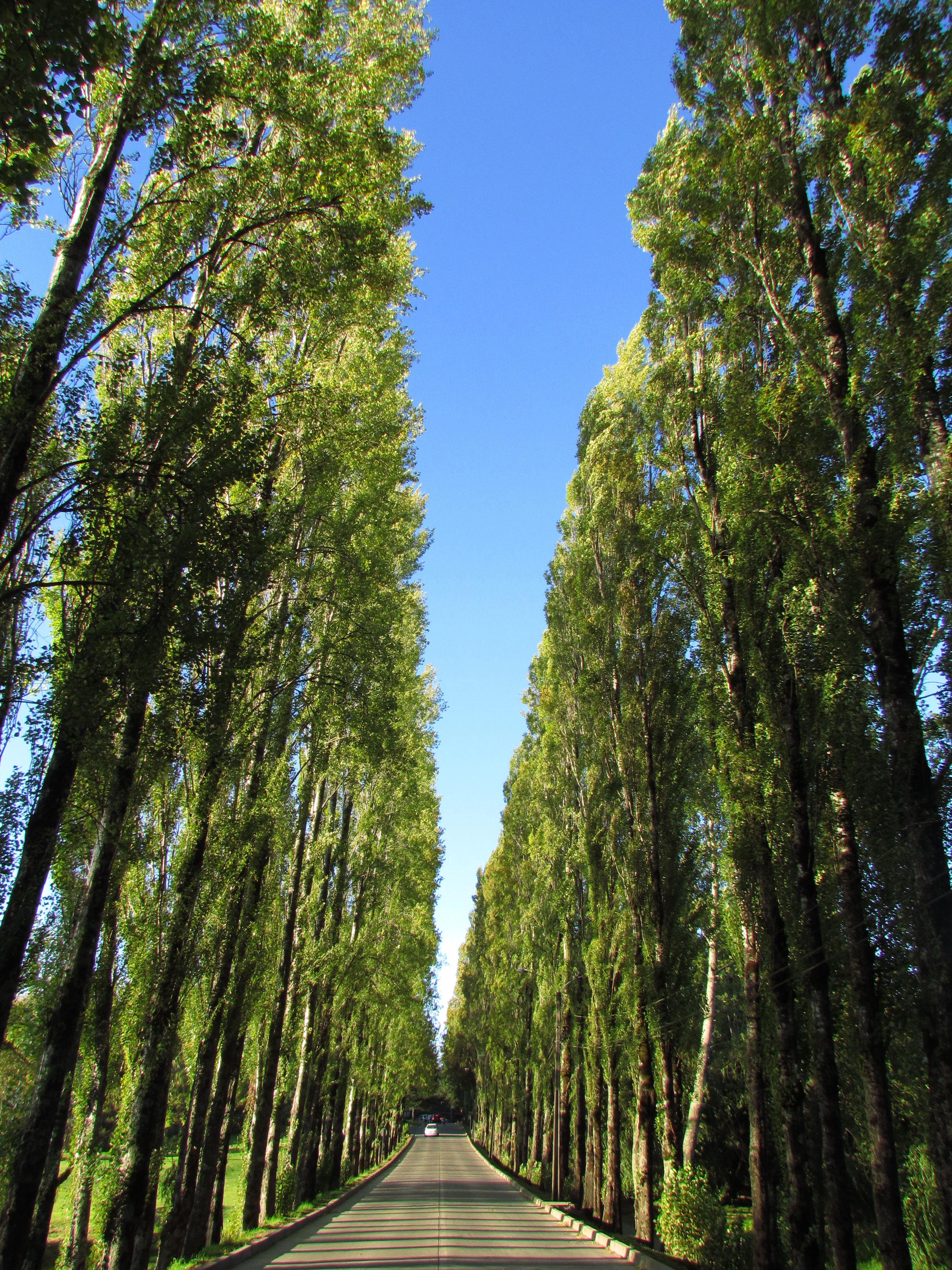
Entrada al Campus Isla Teja de la Universidad Austral de Chile.

Universidad Santo Tomás: Se encuentra ubicada en Av. Ramón Picarte a un costado de unos de los barrios patrimoniales de la ciudad, que posee el Torreón Picarte, posee 2 edificios centrales que albergan diferentes carreras universitarias y técnico-profesionales de la Corporación de Educación Santo Tomás.

#### Corporaciones Universitarias
En el año 2014 nace la corporación Valdivia Ciudad Universitaria y del Conocimiento (VCUC), creada por la asociación estratégica entre la Municipalidad de Valdivia, el Centro de Estudios Científicos, la Universidad Austral de Chile, Universidad San Sebastián, Universidad Tecnológica de Chile y la Universidad Santo Tomás. La corporación VCUC tiene como fin impulsar y convertir a la ciudad en un polo de desarrollo académico, científico y de investigación en el sur— austral de Chile.

#### Institutos Profesionales
- Inacap
- Instituto Profesional AIEP
- Instituto Profesional Santo Tomás
- Instituto Profesional de Chile.

#### Centros de Formación Técnica
- Centro de Formación Técnica Santo Tomás
- Centro de Formación Técnica Estatal de Los Ríos

## Salud

### Humana

#### Recintos Públicos de Salud
El Hospital Base de Valdivia (HBV) o más conocido como «Hospital Clínico Regional de Valdivia» es el principal recinto hospitalario público (docente/asistencial) de la comuna y de la región. Se encuentra ubicado en el Sector Regional entre las av. Simpson 850 para el servicio de urgencias y Bueras 1003 para el Consultorio de Especialidades. El recinto es centro de referencia de la macro zona sur y austral (desde Ñuble a Magallanes) en las especialidades de oncología, nefrología, trasplante de riñón, y hematología.
La red de atención primaria de salud de la comuna incluye siete centros de salud familiar, dos servicios de alta resolutividad y cinco postas rurales (en las localidades de Punucapa, Huellelhue, Curiñanco, Morronpulli y Cayumapu).

#### Recintos Privados de Salud
Clínica Alemana de Valdivia:  Fundada el 31 de marzo de 1909 por personalidades de la colonia alemana residente en Valdivia, en la actualidad es el principal centro de salud privado de la Región. Es propiedad de la Corporación Chileno Alemana de Beneficencia y Clínica Alemana Santiago S.A. En Valdivia además incluye a la red Hogar Alemán de Valdivia (HAV). Clínica Alemana y hogar alemán se encuentran ubicados en calle Beaucheff 735, Beaucheff 765— edificio de consultas médicas y Beaucheff 807— para urgencia general y escolar.
Instituto de Seguridad del Trabajo de Valdivia (ACHS). Servicio de salud privado que se encarga de la atención médica de urgencia de trabajadores que necesiten prestación relacionada con accidentes laborales. Se encuentra ubicado en calle Beaucheff 705.
Clínica Mutual de Seguridad Valdivia. Recinto clínico privado, que brinda atención relacionadas con accidentes laborales y lesiones subyacentes de traumatología y ortopedia. Se encuentra ubicada en Av. Arturo Prat 1005, en el sector costanera de la ciudad.
Clínica Costanera. Recinto privado que cuenta con atención médica y dental con pabellones de cirugía mayor y menor ambulatoria. Se encuentra ubicada en el sector costanera de la ciudad en calle Pedro de Valdivia 201 y Av. España 919.
Clínica Red Salud Valdivia. Recinto privado que brinda atención médica y dental con pabellones de cirugía mayor y menor ambulatorios. Pertenece a la Cámara Chilena de la Construcción. Se encuentra ubicada en Av. Alemania 475.
Centro de Salud USS Valdivia. Recinto privado docente/asistencial que brinda atención médica y dental con pabellones de cirugía mayor y menor ambulatorios. Pertenece a la Universidad San Sebastián, se encuentra ubicado en calle Vicente Pérez Rosales 1095.
Igualmente en la ciudad se encuentra el Centro del Instituto de Rehabilitación Infantil Teletón Valdivia que atiende cerca de 1200 pacientes en sus instalaciones de parte de las regiones de Los Ríos y Los Lagos (Provincia de Osorno). El Centro Teletón Valdivia se encuentra ubicado en Av. René Schneider 2631.

### Animal
El Hospital Clínico Veterinario de la Facultad de Ciencias Clínicas Veterinarias de la Universidad Austral de Chile, se encuentra ubicado en el fundo Teja Norte (Isla Teja) y entrega atención (docente/asistencial) en animales mayores y menores, más especialidades veterinarias de mayor complejidad. Además la ciudad cuenta con una clínica veterinaria municipal gratuita.

## Transporte

### Transporte terrestre

#### Red de puentes
Debido a los múltiples ríos que cruzan la ciudad, la conectividad vial de Valdivia se caracteriza por tener varios puentes que unen múltiples puntos de ella con zonas interurbanas, como la zona costera y entrada norte de la ciudad.
La red vial de puentes de Valdivia está compuesta por:
| Puente                   | Ubicación / Acceso                                                          | Fundación | Descripción de Conectividad | Imagen |
| ------------------------ | --------------------------------------------------------------------------- | --------- | --- | ------ |
| Puente Calle-Calle       | Acceso Norte a Valdivia                                                     | 1945-1997 | Se componen de dos puentes, el puente Calle-Calle 1, que actualmente es utilizado para cruzar (en sentido vehicular) desde Valdivia a Las Ánimas, y que cuya construcción fue iniciada en 1938 y que fue entregado en 1945.                                                                              |        |
| Puente Pedro de Valdivia | Acceso a isla Teja                                                          | 1953      | Es un puente en arco que cruza al río Valdivia, que une el centro de la ciudad de Valdivia del área residencial de isla Teja. |        |
| Puente Cruces            | Acceso a sector costero (Niebla/Curiñanco/Pilolcura)                        | 1987      | Es un puente que cruza el río homónimo en Valdivia,y que conecta el sector de isla Teja con la ruta T-350 del sector Torobayo (que conecta la zona costera de Niebla). |        |
| Puente Cau-cau           | Acceso Norte (aeropuerto) a isla Teja y sector costero de Niebla/Curiñanco. | 2018      | Puente de tipo basculante que cruza el río homónimo. Conecta las áreas de isla Teja y Las Ánimas. |        |
| Puente Santa Elvira      | Acceso Norte                                                                | 2016      | Conecta en el cruce del sector de Santa Elvira y en el otro extremo a la ruta T-35 (Valdivia-Antilhue-Los Lagos). También permite conectar la salida norte (ruta T-202, Valdivia-Mariquina, Aeropuerto Pichoy), a través de Circunvalación y Picarte, con la salida sur (ruta T-206, Valdivia-Paillaco). |        |

#### Terrapuerto Valdivia

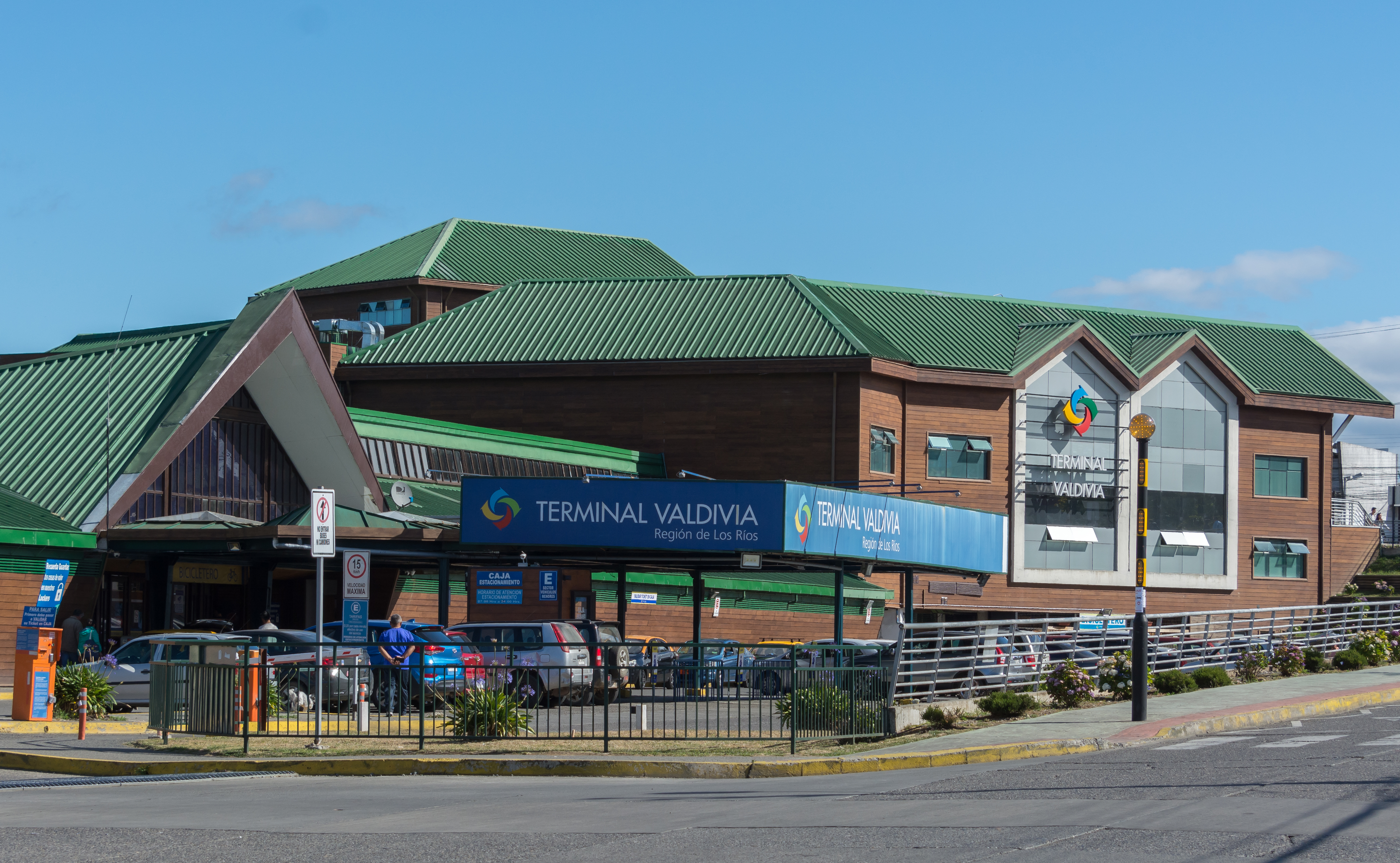
Terrapuerto Valdivia.

El Terminal de Buses de Valdivia (Terval) es el principal terminal terrestre de la ciudad. Es un edificio municipal pero concesionado a privados y se encuentra ubicado en el sector costanera de la ciudad a un costado del río Calle Calle, entre la avenida Costanera Arturo Prat calles Anfión Muñoz y Carlos Anwandter. Su última remodelación fue inaugurada en 2016.
Posee una superficie total edificada de más de 12 mil m² distribuidos en cuatro niveles. El ala norte del primer nivel cuenta con andenes y oficinas comerciales de buses para tramos de corta distancia dentro de la Región de Los Ríos y el ala sur con andenes y oficinas comerciales para buses de larga distancia fuera de la región o de carácter internacional hacia las localidades argentinas de San Martín de Los Andes y Bariloche. En total suman 26 andenes y 70 oficinas comerciales para venta de pasajes.
- El nivel 1 además tiene locales comerciales pequeños y medianos, cafeterías, más góndolas del retail. Igualmente se encuentran en esta planta la oficina de Información turística, servicios higiénicos y servicio de custodia.

- El nivel 2, cuenta con un patio de comidas de las principales cadenas de comida rápida nacionales como (McDonald's, Burger King, Subway) las que cuentan con un mirador hacia el ala sur y pantalla led gigante para visualización de llegada o salida de buses.

- El nivel 3, cuenta con locales comerciales de retail nacional, cadena de farmacia y un supermercado de la cadena Walmart Chile.

- El nivel 4, cuenta con un hotel para la estadía de pasajeros.

El Terrapuerto presenta destinos a ciudades como; Valparaíso, Viña del Mar, Santiago, Rancagua, Talca, Chillán, Concepción, Los Ángeles, Temuco, Villarrica, Pucón, Osorno, Puerto Varas, Puerto Montt, Isla Grande de Chiloé.

#### Terminal de buses a la costa de Valdivia
Igualmente se encuentra un terminal de buses interurbano que se dirige hacia los sectores de Torobayo en donde se encuentra la Fábrica de Cervecería Kunstmann, Cutipay o Estancilla, hasta llegar a las localidades del Litoral Costero de la comuna de Valdivia tales como Niebla, Los Molinos, San Ignacio, Playa Rosada, Calfuco, Curiñanco y Pilolcura. 

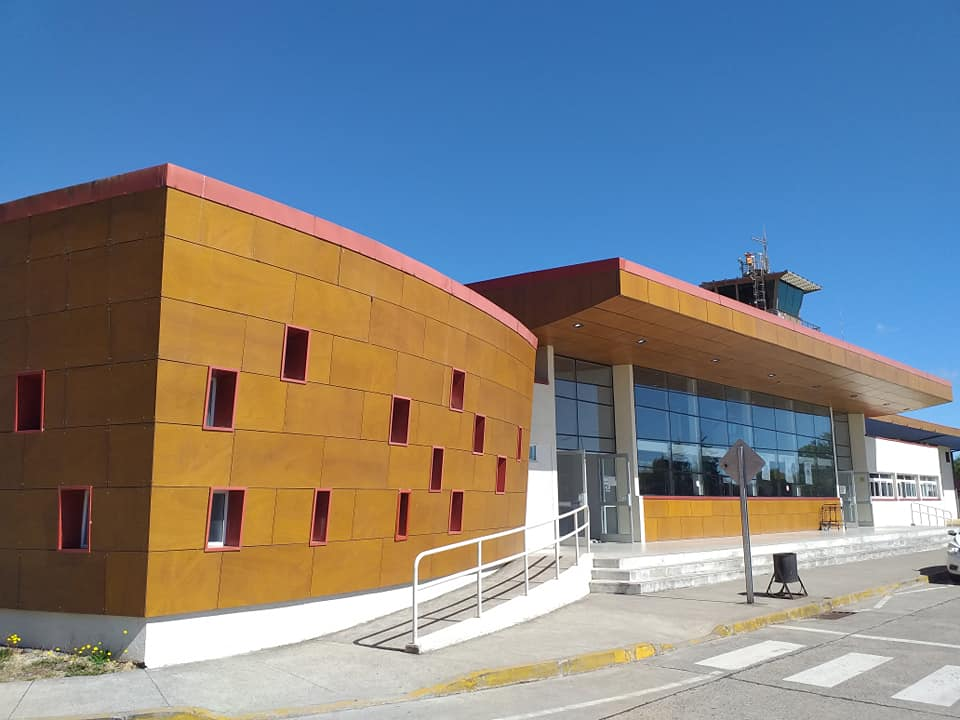
Aeropuerto Pichoy de Valdivia (ZAL)

### Transporte aéreo
- Aeropuerto Pichoy. Está ubicado a 23 km al noreste de Valdivia y es administrado por la Dirección General de Aeronáutica Civil. En el terminal operan las líneas aéreas LATAM, Sky Airline y JetSmart con vuelos diarios hacia la ciudad de Santiago. El primer piso del aeropuerto cuenta con módulos de información turística de la zona, módulos de artesanías, chocolaterías y suvenires, servicios de rent a car, servicios de transfer hacia Valdivia más los counters de las aerolíneas en operación. El segundo piso cuenta con cafeterías y restaurante que dan hacia la pista de aterrizaje.

- Aeródromo Las Marías. Es un terminal aéreo público ubicado en el sector Las Marías, camino a Cabo Blanco, que presta servicios solo para aeronaves menores y tráfico aéreo no comercial.

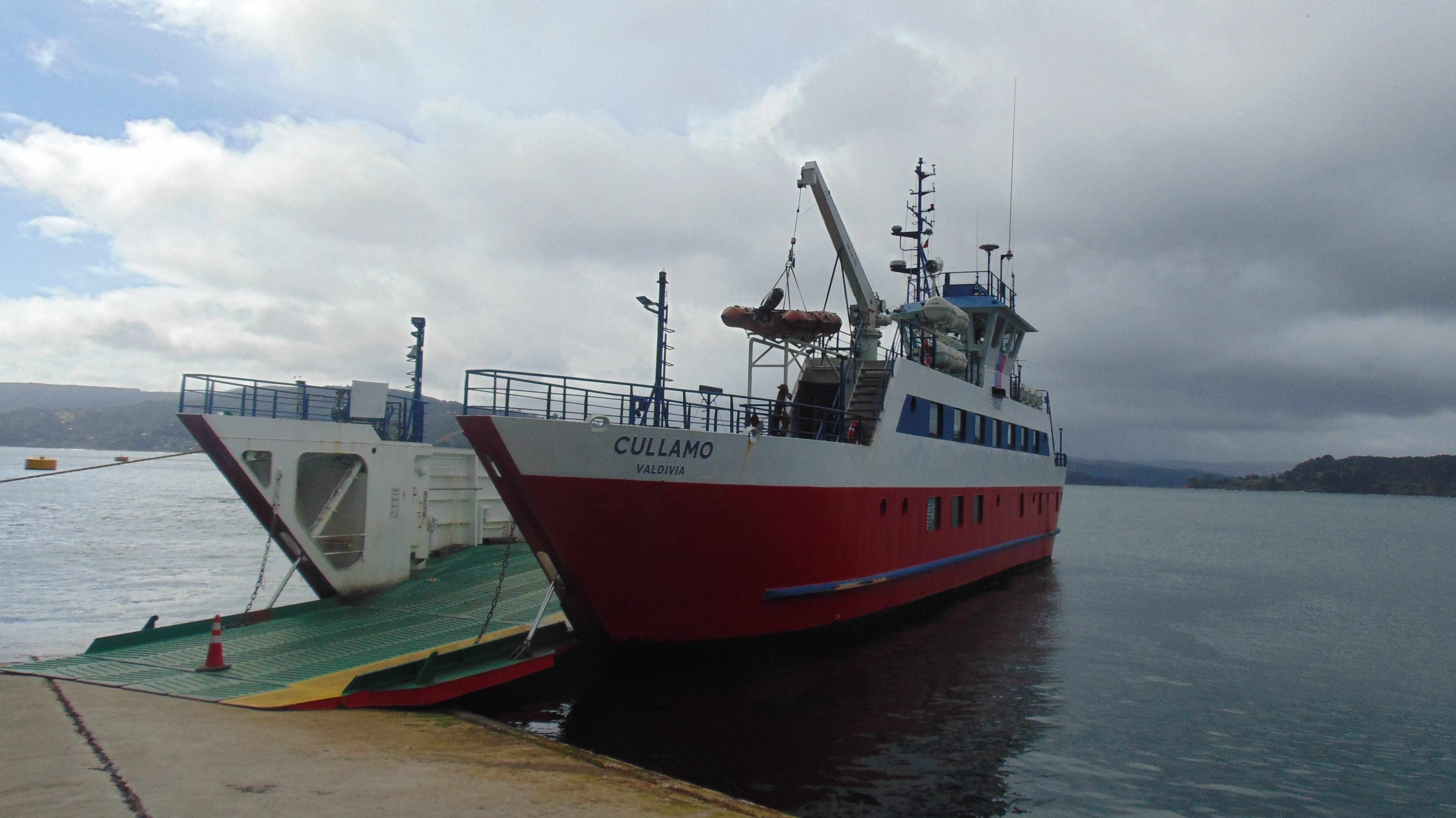
Transbordador Cullamó en la bahía de Corral.

### Transporte marítimo
- Servicio Niebla-Corral-Mancera. Corresponde al terminal de transporte de pasajeros hacia las localidades de isla Mancera y el puerto de Corral a través de un transbordador para pasajeros y automóviles que cruza la bahía de Corral, siempre que las condiciones meteorológicas y la autorización de la Gobernación Marítima de Valdivia y Capitanía de Puerto lo permitan.

- Servicio Torobayo-Las Mulatas. Realiza el cruce (ida-vuelta) entre el sector Torobayo (camino hacia la costa) y el sector Las Mulatas de la ciudad de Valdivia. Su función es descongestionar el camino hacia el sector costero, principalmente en la temporada alta de turismo. El servicio es gratuito y el cruce demora 10 minutos.

- Servicios Valdivia-Niebla-Corral-Mancera. Realizan la navegación (ida-vuelta) solo con fines turísticos desde la costanera de Valdivia, que incluye recorrido desde el mediodía por el río Valdivia, hasta llegar a la desembocadura del mismo, y a la bahía de Corral —con detención en la isla Mancera, conocida por sus fortificaciones virreinales (principalmente el Castillo San Pedro de Alcántara y la capilla San Antonio de Padua), que forman parte del sistema de fuertes de Valdivia— hasta llegar a la localidad de Corral.

- Embarcaciones medianas (Niebla/Corral/Mancera). Realizan navegación hacia la Isla Mancera y Corral desde el Terminal de Embarcaciones que se ubica a la llegada de la localidad costera de Niebla con salidas frecuentes durante el día.

### Transporte urbano
| Línea | Itinerario - Recorrido |
| --- | --- |
| 1 | Collico - Balmaceda - Altos de Guacamayo - UST - Sector Centro*. |
| 2 (N) | Ruta T-205 (El Arenal) - Av. Pedro Aguirre Cerda - Inacap - U. Tecnológica de Chile - UST - Av. Alemania - Centro* - Gral Lagos - UACh (Campus Los Canelos) - Barrios Bajos - Arica. |
| 2 (V1) | Ruta T-205 (El Arenal) - Av. Pedro Aguirre Cerda - Hospital Regional - UST- Centro* - General Lagos - UACH (Campus Los Canelos). |
| 3 | Av. Ramón Picarte - Av. Circunvalación Sur- Av. Ramón Picarte 3000 - Av. Ramón Picarte - UST - Av. Alemania - Centro* - UACh (Campus Los Canelos) - Gral Lagos - U. San Sebastián- UACh (Campus Miraflores) - Arica. |
| 4 | Las Gaviotas - Av. Circunvalación - Av, Pedro Montt - Hospital Regional - Av. Ramón Picarte- UST - Terminal de Buses - Av. Alemania - UACh (Campus Isla Teja) - SAVAL - Centro*. |
| 5 | Hospital Regional - Corvi - Collico - UST - Terminal de Buses - Av. Alemania - UACh (Campus Isla Teja) - SAVAL - Centro*. |
| 9 | Guacamayo - Angachilla - Circunvalación Sur - Corvi - UST - Picarte - Centro* - UACh (Campus Isla Teja) - SAVAL - Av. Las Encinas (Isla Teja) - Centro*. |
| 11 | Av. René Schneider (Teletón) - Av. Picarte - UST - Avenida Arauco - Centro*. |
| 20 | Los Fundadores - Circunvalación Sur - Av. Pedro Montt - Av. Francia - Hospital Regional - Aníbal Pinto - Centro* - Terminal de Buses - Av. Alemania - UACh (Campus Isla Teja) - SAVAL - Ruta T/350 - Torobayo - Cervecería Kunstmann - Estancilla - Cutipay - Niebla - Feria Costumbrista Niebla - Playa Chica y Playa Grande de Niebla. |
| 22 | El Arenal - Santa Elvira - Inacap - U.Tecnológica de Chile - Pedro Aguirre Cerda - UST - Centro*. |
| (*) Centro: Incluye recorrido a Terminal de Buses y Malls (Cenco Valdivia, Paseo Valdivia, Plaza de Los Ríos, Centro Nuevo Taboada) | |

| Línea | Itinerario - Recorrido                                              |
| --- | ------------------------------------------------------------------- |
| 1 | Regional - Hospital Regional - Corvi - Centro*.                     |
| 7 | Cayumapu - Corvi - Centro* - Hospital Regional.                     |
| 15 | San Pedro - San Pablo - Corvi - Centro*.                            |
| 20 | Pedro Aguirre Cerda - Picarte - Av. Alemania - Isla Teja - Centro*. |
| 21 | Las Ánimas - Centro* - Isla Teja.                                   |
| 45 | Corvi - Centro*.                                                    |
| 50 | Av. Circunvalación - René Schneider -Teletón - Centro*              |
| 55 | Schneider - Hospital Regional - Centro*.                            |
| 110 | Centro* - Hospital Regional - Corvi.                                |
| 115 | P. Libertad - P. Independencia - Schneider - Teletón - Centro*.     |
| 145 | U. Austral - Corvi - Centro*.                                       |
| 150 | P. Neruda - San Pedro - San Pablo - Av. Francia - Centro*.          |
| 1010 | P. Libertad - Schneider - Teletón - Centro*.                        |
| (*) Centro: Incluye recorrido a Terminal de Buses y Malls (Cenco Valdivia, Paseo Valdivia, Plaza de Los Ríos, Centro Nuevo Taboada) |                                                                     |

Taxis colectivos a la Costa
Los Taxis colectivos a Niebla y sector costero: su lugar de partida es frente a la Municipalidad de Valdivia y a un costado del mercado municipal y fluvial.
- Recorrido: Isla Teja - Torobayo - Cervecería Kunstmann - Estancilla - Cutipay - Aguas del Obispo - Niebla - Feria Costumbrista - Playas chica y grande de Niebla.

#### Taxis fluviales

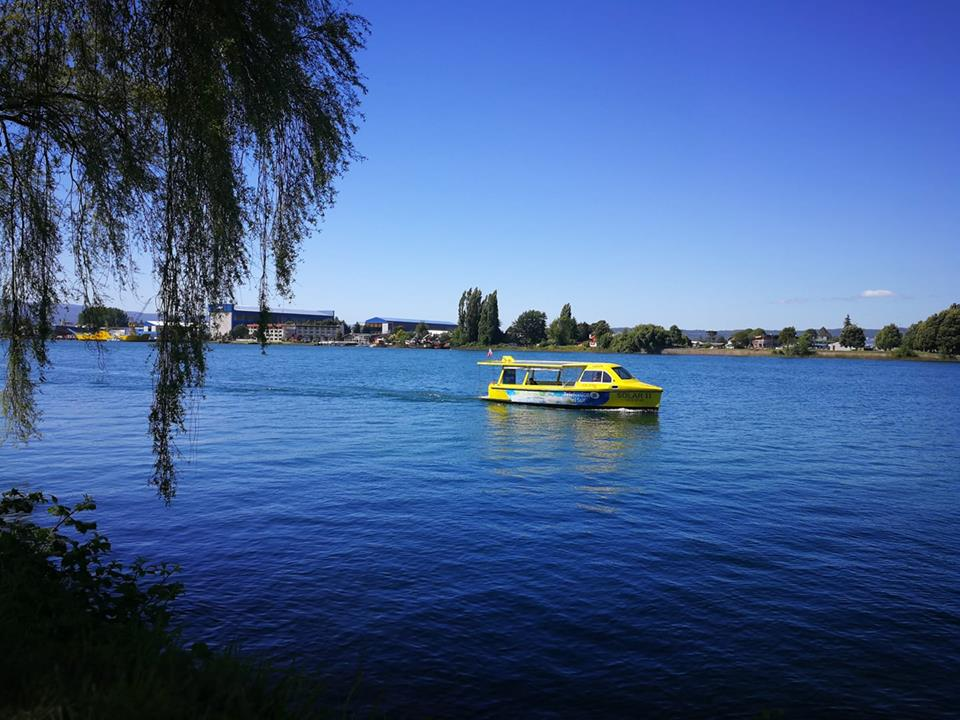
Taxi Solar en Valdivia, sobre el Río Calle-Calle.

Corresponde a un servicio de transporte público sobre los ríos de Valdivia. Son conocidos como «taxis solares» que funcionan con energía solar fotovoltaica y motores eléctricos alemanes (Kräutler SD-K), tienen un banco de baterías selladas y de descarga profunda que dan 10 horas de autonomía y con los mismos paneles se restituye parte del gasto de las baterías. La embarcación tiene una velocidad de 6 km/h, su andar es silencioso, sustentable, ecológico y no genera olas. Fabricadas en Chile, cada «taxi fluvial» presenta un piso bajo pensado para transportar niños, ancianos, sillas de ruedas, bicicletas. Tienen 9,50 metros de largo (eslora); 3,02 metros de ancho (manga) y una capacidad para 18 personas (16 pasajeros y 2 tripulantes). Presenta tarifa única y se puede tomar todos los días del año.
Existe una estación troncal donde se compran los boletos y 17 estaciones de desembarque de pasajeros y hacen un recorrido total de 10 km fluviales.
Las estaciones son las siguientes:
- Estación 1: Collico Norte.
- Estación 2: Gruta Lourdes.
- Estación 3: Collico Sur.
- Estación 4: Centro Cívico.
- Estación 5: Av. España.

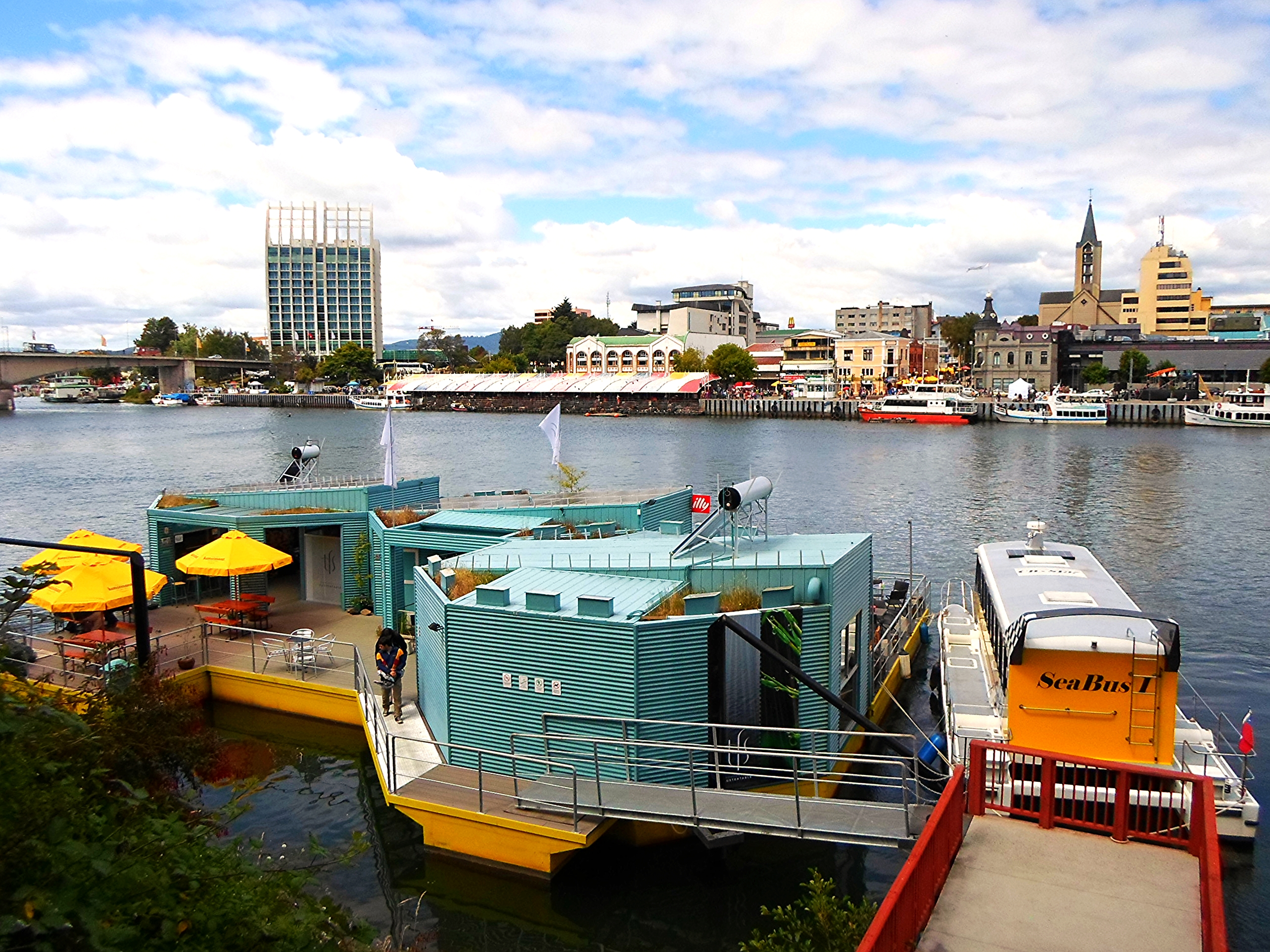
Barrio Flotante sobre el Río Valdivia.

- Estación 6: Terminal de Buses (TERVAL).
- Estación 7: Universidad Austral de Chile (Campus Isla Teja).
- Estación 8: Museo de Arte Contemporáneo (Campus de la Cultura y Las Artes UACh) y Costanera Cultural.
- Estación Principal Barrio Flotante.
- Estación 9: Los Castaños (Isla Teja)
- Estación 10: Torreón Los Canelos - Universidad Austral de Chile (Campus Los Canelos).
- Estación 11: Los Pelúes (Isla Teja)
- Estación 12: Pasaje Bueras.
- Estación 13: Universidad San Sebastián (Campus Valdivia)
- Estación 14: Condominio Altos del Cruces.
- Estación 15: Condominio Silos de Torobayo.
- Estación 16: Torobayo - Centro Español.
- Estación 17: Las Mulatas.

Transporte sustentable
En la ciudad se encuentran numerosos medios de transportes amigables con el medio ambiente como Sistema de bicicletas compartidas mediante la utilización de ciclovías urbanas y semiurbanas, senderos de parques y campus universitarios.
En este sentido la ciudad de Valdivia en el año 2020 obtuvo el primer lugar nacional e internacional en el Desafío de las Ciudades (One Planet City Challenge), organizado internacionalmente por la organización de conservación Fondo Mundial para la Naturaleza (WWF) que reconoce internacionalmente a 250 urbes del planeta en reducir el porcentaje de Gases del efecto invernadero, cuyo compromiso local adquirido es disminuir en un 30% las emisiones de gases que producen el calentamiento global hacia 2030.

## Seguridad

### Seguridad ciudadana
Valdivia posee una comisaría principal, dos subcomisarías, una subcomisaría de Fuerzas Especiales, tres tenencias, un retén y una sede de la Escuela de Formación, todas pertenecientes a Carabineros de Chile. La misma institución tiene una tenencia en la zona costera de Niebla y en la comuna «Puerto» de Corral.
La Policía de Investigaciones cuenta con un edificio corporativo de 4700 m², que lo sitúan como uno de los más modernos del sur de Chile.
Igualmente, Valdivia cuenta con mecanismos de seguridad propios implementados por la Municipalidad, dentro de los que se destacan:
- Motoristas municipales. Tienen como función vigilar las arterias de la ciudad, disuadir hechos delictuales y ser primera respuesta ante situaciones de emergencia en materia delictual, riesgo vital y siniestros.

- App Municipal móvil «Alerta Valdivia». Esta aplicación avisa en tiempo real de una emergencia hasta la central, la cual deriva a los servicios pertinentes al punto de emisión del mensaje, para apoyar en delitos como robos, asalto, actos de violencia, entre otros, así como frente a situaciones de riesgo vital para la persona y, de igual forma, siniestros referidos a accidentes de tránsito, incendio, así como fugas de gas, alerta que puede ser complementada con texto, fotos o audio.

- Central de televigilancia. Consta de 29 cámaras, monitoreadas las 24 horas del día y los siete días de la semana por operadores de la Unidad Operativa de Control de Tránsito de Los Ríos. Esta central municipal funciona físicamente en la 1.ª Comisaría de Carabineros.

- Número de emergencia SOS Valdivia (1451). Este número es de libre utilización para dar cuenta de situaciones delictuales, de riesgo vital y siniestros, dentro del radio comunal. La información es recepcionada en la Central de Operaciones Municipales, la cual deriva el procedimiento a los motoristas simultáneamente al servicio público correspondiente.
- Sosafe App Valdivia. Red ciudadana que permite reportar en tiempo real actividades sospechosas de robo, colaborar con la seguridad, riesgo de incendio, mascotas perdidas, hechos de violencia y desorden público. Puede descargarse vía sistema operativo android e IOs. Sistema válido para Valdivia y Costa Valdiviana.

### Seguridad marítima
La ciudad cuenta con la base de la Gobernación Marítima de Valdivia de la Armada de Chile que brinda seguridad marítima, protegiendo la vida humana en el mar, el medio ambiente acuático, los recursos naturales marinos, además de regular las actividades y cautelar el cumplimiento de las leyes y acuerdos internacionales.
De la Gobernación Marítima de Valdivia dependen las siguientes capitanías de Puerto:
- Capitanía de Puerto de Carahue.
- Capitanía de Puerto de Villarrica.
- Capitanía de Puerto de Panguipulli.
- Capitanía de Puerto de Valdivia.
- Capitanía de Puerto de Corral.
- Capitanía de Puerto de Lago Ranco.

### Bomberos

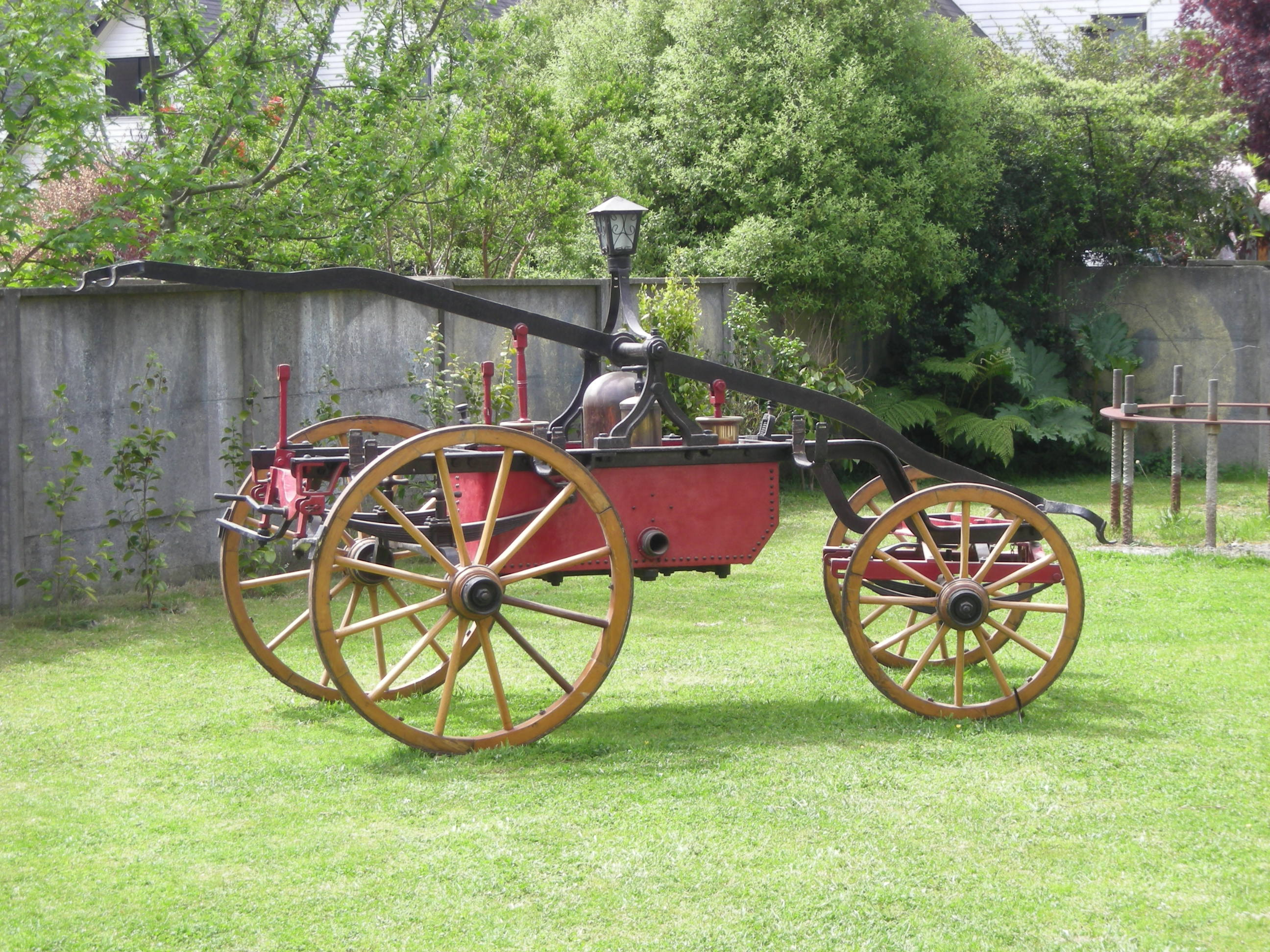
Bomba palanca del año 1852 del cuartel de la Primera Compañía de Bomberos "Germania" de Valdivia.

El Cuerpo de Bomberos de Valdivia fue fundado en 1853 por colonos alemanes. Es el segundo más antiguo del país, después del Cuerpo de Bomberos de Valparaíso. Actualmente se divide en diez compañías:
| N.º compañía                                                                   | Nombre compañía                                 | Año de fundación |
| ------------------------------------------------------------------------------ | ----------------------------------------------- | ---------------- |
| Primera                                                                        | Erste Freiwillige Feuerwehrkompagnie «Germania» | 1853             |
| Segunda                                                                        | Agustín Edwards R.                              | 1876             |
| Tercera                                                                        | Proveedores de Agua                             | 1877             |
| Cuarta                                                                         | Carlos Anwandter                                | 1877             |
| Quinta                                                                         | Hachas y Escalas                                | 1877             |
| Sexta                                                                          | Arturo Prat                                     | 1900             |
| Séptima                                                                        | Canelos                                         | 1900             |
| Octava                                                                         | España                                          | 1922             |
| Novena                                                                         | Collico                                         | 1932             |
| Décima                                                                         | Niebla                                          | 1984             |
| Unidad de Rescate: Erste Freiwillige Feuerwehrkompagnie «Germania» zu Valdivia |                                                 |                  |

El Cuerpo de Bomberos de Valdivia tiene una característica que lo hace único en el país: es el «exclusivo propietario de la especialidad fluvial» e involucra el abastecimiento de agua para los diferentes carros de las diferentes unidades.

### Guarniciones
| Rama                 | Unidad - Acuartelamiento |
| -------------------- | --- |
| Armada de Chile      | Dirección Marítima Valdivia de la Segunda Zona Naval - Gobernación Marítima de Valdivia 1. Capitanía de Puerto de Valdivia 2. Capitanía de Puerto de Corral                                                       |
| Carabineros de Chile | Jefatura Regional Prefectura XIV Zonal Los Ríos - Grupo de Operaciones Policiales Especiales (GOPE Los Ríos) Escuela de Formación de Suboficiales de Carabineros de Chile - Grupo de Formación Policial Zonal Sur |
| Ejército de Chile    | Comandancia General de la III División de Montaña Regimiento de Telecomunicaciones n.º 4 "Membrillar" |

## Medios de comunicación

### Periódicos
- El Austral de Los Ríos
- Periódico Los Ríos

### Revistas
- Revista Temporada de Valdivia
- 14 Sur
- Revista de Los Ríos

### Televisión
Digital (TVD)
| Canal TV                | N.º canal | Señal nacional/local | Cobertura                   | Señal abierta/TDT/privada |
| ----------------------- | --------- | -------------------- | --------------------------- | ------------------------- |
| La Red HD               | 2.1       | Nacional             | Valdivia                    | Abierta                   |
| La Red 2 HD             | 2.2       | Nacional             | Valdivia                    | Abierta                   |
| La Red HD One Seg       | 2.31      | Nacional             | Valdivia                    | Abierta                   |
| TVN HD                  | 3.1       | Nacional             | Valdivia                    | Abierta                   |
| NTV                     | 3.2       | Nacional             | Valdivia                    | Abierta                   |
| TVN HD One Seg          | 3.31      | Nacional             | Valdivia                    | Abierta                   |
| Mega HD                 | 5.1       | Nacional             | Litoral Costero de Valdivia | Abierta                   |
| Mega 2                  | 5.2       | Nacional             | Litoral Costero de Valdivia | Abierta                   |
| Mega HD One Seg         | 5.31      | Nacional             | Litoral Costero de Valdivia | Abierta                   |
| TVN HD                  | 7.1       | Nacional             | Litoral Costero de Valdivia | Abierta                   |
| NTV                     | 7.2       | Nacional             | Litoral Costero de Valdivia | Abierta                   |
| TVN HD One Seg          | 7.31      | Nacional             | Litoral Costero de Valdivia | Abierta                   |
| Mega HD                 | 8.1       | Nacional             | Valdivia                    | Abierta                   |
| Mega 2                  | 8.2       | Nacional             | Valdivia                    | Abierta                   |
| Mega HD One Seg         | 8.31      | Nacional             | Valdivia                    | Abierta                   |
| Chilevisión HD          | 10.1      | Nacional             | Valdivia                    | Abierta                   |
| UChile TV               | 10.2      | Nacional             | Valdivia                    | Abierta                   |
| Chilevisión HD One Seg  | 10.31     | Nacional             | Valdivia                    | Abierta                   |
| Canal 13 HD             | 12.1      | Nacional             | Valdivia                    | Abierta                   |
| T13 En Vivo             | 12.2      | Nacional             | Valdivia                    | Abierta                   |
| Canal 13 HD One Seg     | 12.31     | Nacional             | Valdivia                    | Abierta                   |
| Canal 13 HD             | 13.1      | Nacional             | Litoral Costero de Valdivia | Abierta                   |
| T13 En Vivo             | 13.2      | Nacional             | Litoral Costero de Valdivia | Abierta                   |
| Canal 13 HD One Seg     | 13.31     | Nacional             | Litoral Costero de Valdivia | Abierta                   |
| ATV Valdivia HD         | 46.1      | Local                | Valdivia                    | Abierta                   |
| MTNA TV                 | 46.2      | Local                | Valdivia                    | Abierta                   |
| ATV Valdivia HD One Seg | 46.31     | Local                | Valdivia                    | Abierta                   |

Cable
| Canal TV      | N.º canal | Señal nacional/local | Señal abierta/TDT/privada |
| ------------- | --------- | -------------------- | ------------------------- |
| ATV Valdivia  | 11        | Local                | Privada (VTR)             |
| Cool TV       | 42        | Local                | Privada (Telsur)          |
| Valdivia TV   | 43        | Local                | Privada (Telsur)          |
| UACh TV SD    | 52        | Local                | Privada (Telsur)          |
| Primitivos SD | 53        | Local                | Privada (Telsur)          |
| Cool TV       | 797       | Local                | Privada (Mundo)           |
| Primitivos HD | 831       | Local                | Privada (Telsur)          |
| UACh TV HD    | 843       | Local                | Privada (Telsur)          |

### Radioemisoras

#### FM
| Banda | Frecuencia | Emisora                            | Cobertura                            | Emisora Nacional/Local/Regional              |
| ----- | ---------- | ---------------------------------- | ------------------------------------ | -------------------------------------------- |
| FM    | 88.9 MHz   | Radio Bío-Bío                      | Valdivia                             | Cadena nacional de radio con estación local  |
| FM    | 89.5 MHz   | Radio Tropical Stereo              | Valdivia                             | Cadena regional de radio                     |
| FM    | 90.1 MHz   | Radio Universidad Austral de Chile | Valdivia                             | Estación de radio local                      |
| FM    | 90.9 MHz   | Radio Cooperativa                  | Valdivia                             | Cadena nacional de radio                     |
| FM    | 92.5 MHz   | Radio Pudahuel                     | Valdivia                             | Cadena nacional de radio                     |
| FM    | 93.1 MHz   | Radio Exquisita                    | Valdivia                             | Estación de radio local                      |
| FM    | 93.9 MHz   | Radio Universal                    | Valdivia                             | Cadena regional de radio                     |
| FM    | 94.3 MHz   | FM Siempre                         | Valdivia/Corral                      | Estación de radio local                      |
| FM    | 94.9 MHz   | Radio Armonía                      | Valdivia                             | Cadena nacional de radio con estación local  |
| FM    | 95.7 MHz   | El Conquistador FM                 | Valdivia                             | Cadena nacional de radio con estación local  |
| FM    | 96.7 MHz   | Radio Armonía                      | Corral/Litoral Costero de Valdivia   | Cadena nacional de radio con estación local  |
| FM    | 97.3 MHz   | Corazón FM                         | Valdivia                             | Cadena nacional de radio                     |
| FM    | 97.9 MHz   | Radio Punto 7                      | Valdivia                             | Cadena nacional de radio con estación local  |
| FM    | 98.5 MHz   | Positiva FM                        | Valdivia                             | Cadena nacional de radio con estación local  |
| FM    | 98.9 MHz   | Radio Regional FM                  | Valdivia/Litoral Costero de Valdivia | Cadena local de radio                        |
| FM    | 99.3 MHz   | Los 40                             | Valdivia                             | Cadena nacional de radio                     |
| FM    | 99.9 MHz   | Radio Universo                     | Valdivia                             | Cadena nacional de radio                     |
| FM    | 100.5 MHz  | FM Dos                             | Valdivia                             | Cadena nacional de radio                     |
| FM    | 100.9 MHz  | Radio Corporación                  | Corral/Litoral Costero de Valdivia   | Cadena nacional de radio con estación local  |
| FM    | 101.7 MHz  | Radio Genoveva FM                  | Valdivia                             | Estación de radio local                      |
| FM    | 102.3 MHz  | Radio Concierto                    | Valdivia                             | Cadena nacional de radio                     |
| FM    | 102.9 MHz  | Radio Para Ti                      | Valdivia                             | Estación de radio local                      |
| FM    | 103.3 MHz  | Radio Infinita                     | Valdivia                             | Cadena nacional de radio                     |
| FM    | 103.7 MHz  | Radio Edelweiss                    | Valdivia                             | Cadena regional de radio                     |
| FM    | 104.1 MHz  | ADN Radio Chile                    | Valdivia                             | Cadena nacional de radio                     |
| FM    | 104.7 MHz  | Estilo FM                          | Valdivia                             | Cadena nacional de radio                     |
| FM    | 105.3 MHz  | Radio Tornagaleones                | Valdivia                             | Estación de radio local                      |
| FM    | 105.7 MHz  | Inicia Radio                       | Valdivia                             | Cadena nacional de radio                     |
| FM    | 106.1 MHz  | Radio Beethoven                    | Valdivia                             | Cadena nacional de radio                     |
| FM    | 106.7 MHz  | Radio Corporación                  | Valdivia                             | Cadena nacional de radio con estación local  |
| FM    | 107.1 MHz  | Radio Renacer FM                   | Valdivia                             | Estación de radio local de mínima cobertura  |
| FM    | 107.3 MHz  | Radio Lafken Mawida                | Litoral Costero de Valdivia          | Estación de radio local de mínima cobertura  |
| FM    | 107.5 MHz  | Radioemisoras Emaus                | Valdivia                             | Cadena nacional de radio de mínima cobertura |
| FM    | 107.7 MHz  | Radio 107 Dial FM                  | Valdivia                             | Estación de radio local de mínima cobertura  |
| FM    | 107.9 MHz  | Radio Revelaciones FM              | Valdivia                             | Estación de radio local de mínima cobertura  |

AM
| Banda | Frecuencia | Emisora          | Cobertura                            | Emisora Nacional/Local/Regional |
| ----- | ---------- | ---------------- | ------------------------------------ | ------------------------------- |
| AM    | 700 kHz    | Radio Valdivia   | Valdivia/Litoral Costero de Valdivia | Estación de radio local         |
| AM    | 970 kHz    | Radio Austral    | Valdivia/Litoral Costero de Valdivia | Estación de radio local         |
| AM    | 1250 kHz   | Radio Pilmaiquén | Valdivia/Litoral Costero de Valdivia | Estación de radio local         |

### Medios digitales
- Valdivia Capital
- Diario En Acción
- DiariodeValdivia.cl
- El Naveghable
- El Informador Valdiviano
- Informa Al Minuto
- Río en Línea
- La Voz de Valdivia
- Más Retorno
- Periódico Los Ríos
- Infolluvia.cl
- El Puelche
- Panorama Los Rios
- Noticias Los Ríos
- Mas Valdivia
- Los Rios al día
- Prensa Valdiviana

### Medios institucionales
- Radio Universidad Austral de Chile
- UACh TV (Canal Abierto)
- TV Austral UACh (Canal Online)
- Diario UACh
- Ediciones Universidad Austral de Chile

## Ciudades hermanadas
La ciudad de Valdivia ha firmado protocolos de hermanamiento de ciudades con:
- Cluj-Napoca, Rumania[109]
- Hamburgo, Alemania[110]
- Hobart, Australia[111]
- Mount Pleasant, Míchigan, Estados Unidos[112]
- Neuquén, Argentina.[113]
- Tacoma, Washington, Estados Unidos[114]
- Ateca, España

| Predecesor: Mayagüez | Capital Americana de la Cultura 2016 | Sucesor: Mérida |